# Коптево (район Москвы)
Ко́птево — район в Москве. Расположен в Северном административном округе и огибает Тимирязевский парк, Большой Садовый пруд и поля Тимирязевской академии. Название происходит от местности Коптево (Георгиевское), родового владения князей Шуйских, вошедшей в состав Москвы в 1917 году как дачная местность. Сегодня это зелёный район сложившейся жилой застройки 1930—1970-х годов с рядом отделений московских ВУЗов и специализированных медицинских учреждений. 

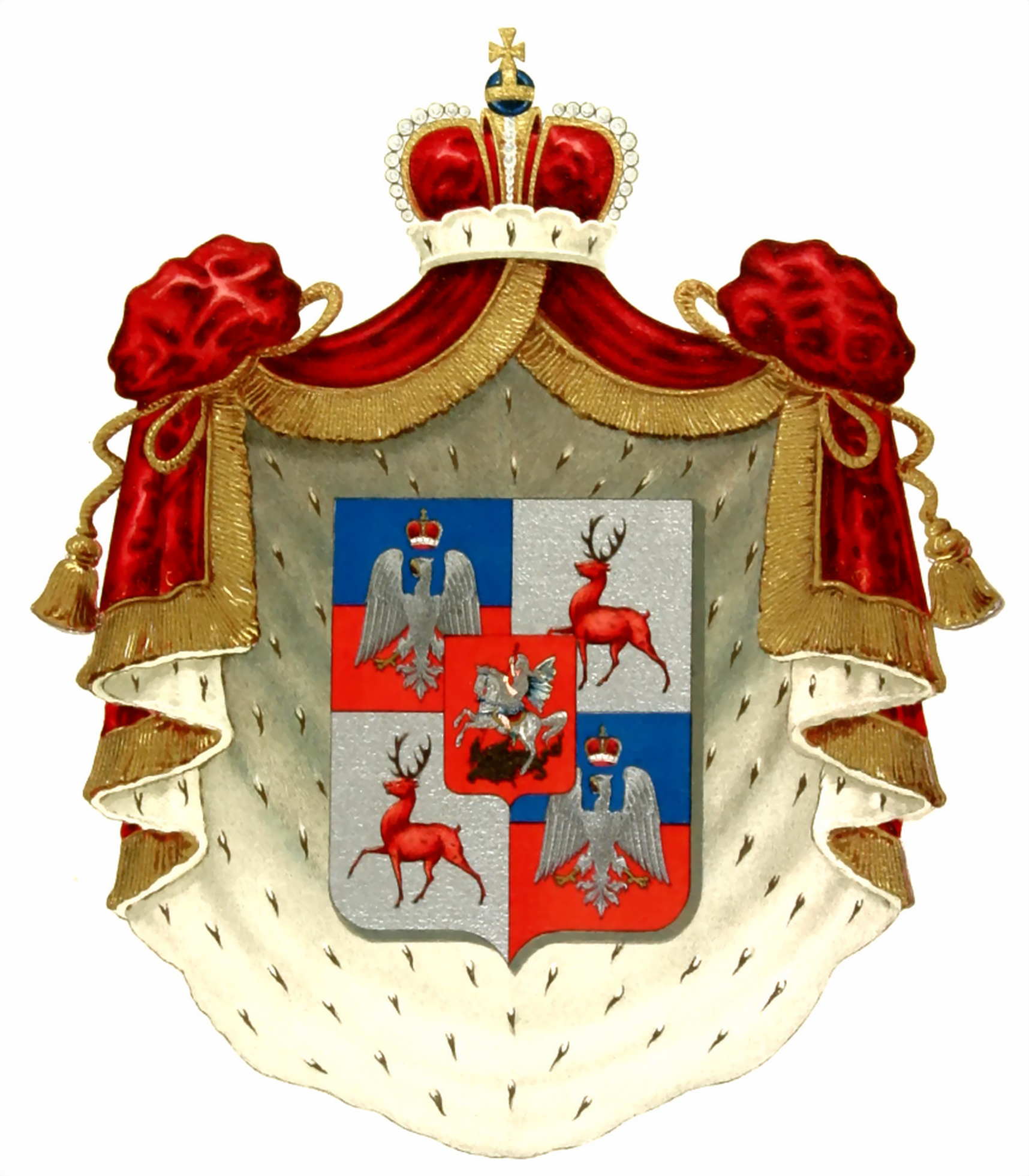
Герб княжеского рода Шуйских

Герб князей Багратиони-Мухранских

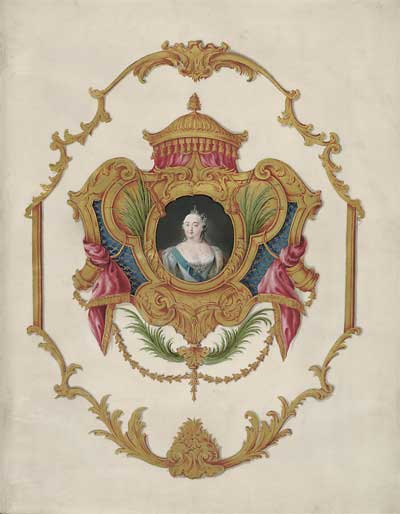
Жалованная грамота императрицы Елизаветы Петровны фавориту А Г. Разумовскому на графское достоинство, 1751. ГИМ

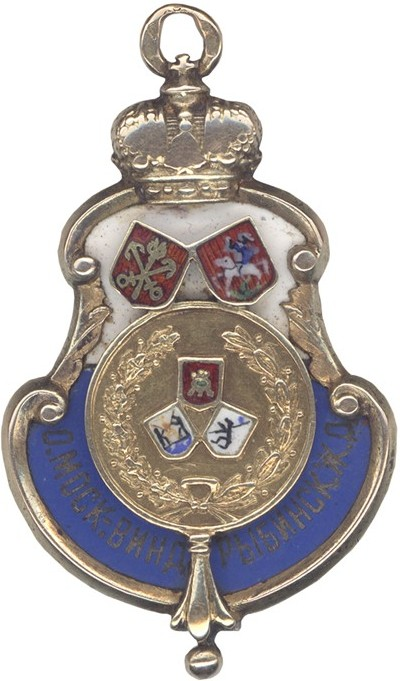
Знак Общества Московско-Виндавской железной дороги

## Территория и границы

Административные границы района Коптево. Электронный атлас Правительства Москвы.

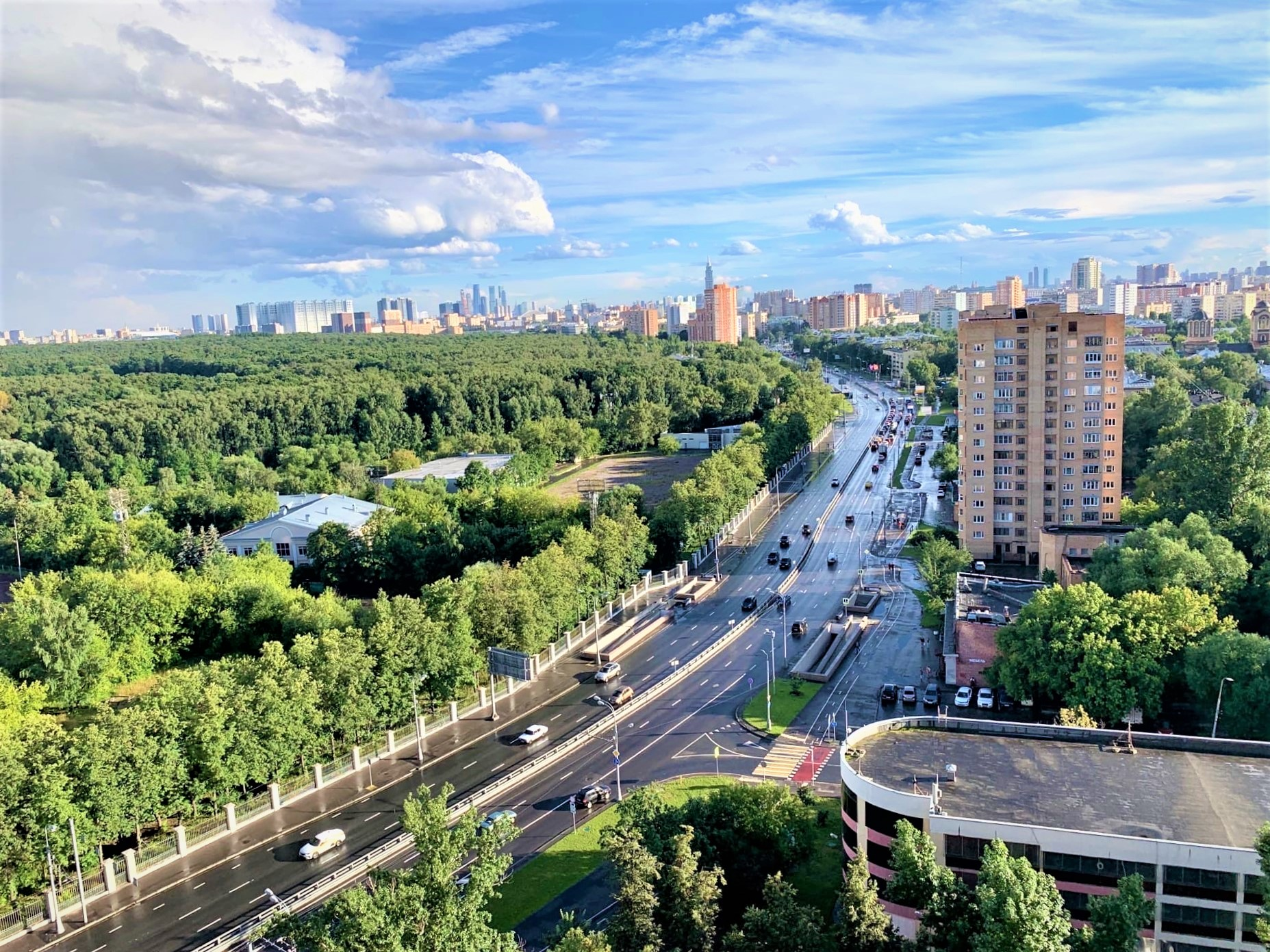
Коптево

Район характеризуется топографической обособленностью и занимает площадь 5.38 кв. км, ограниченную Тимирязевским парком, береговой линией Большого Садового пруда и полями Тимирязевской академии с запада, парком Михалково и линиями МЦК и МЦД-3 с севера, линией МЦД-2 с юга, и с запада улицей Клары Цеткин, которая отделяет его от Войковского района. Западная граница района проходит по берегу Большого Садового пруда, выкопанного в середине XVIII века по приказу графа Разумовского, фаворита императрицы Елизаветы Петровны, с береговой линией в форме рукописной буквы "Е" в честь имени российской императрицы, который сегодня имеет охранный статус как памятником садово-паркового искусства XVIII века.

## История
Район имеет достаточно древнюю историю и сегодня включает историческую местность Коптево-Георгиевское, а также Лихоборы, Петровские Выселки и частично Михалково. Самой старой городской территорией в районе является Михалковская улица. Михалковское шоссе с Петровскими Выселками и с "дачами на земле Лихоборъ" вошло в черту город Москвы к 1881 году.

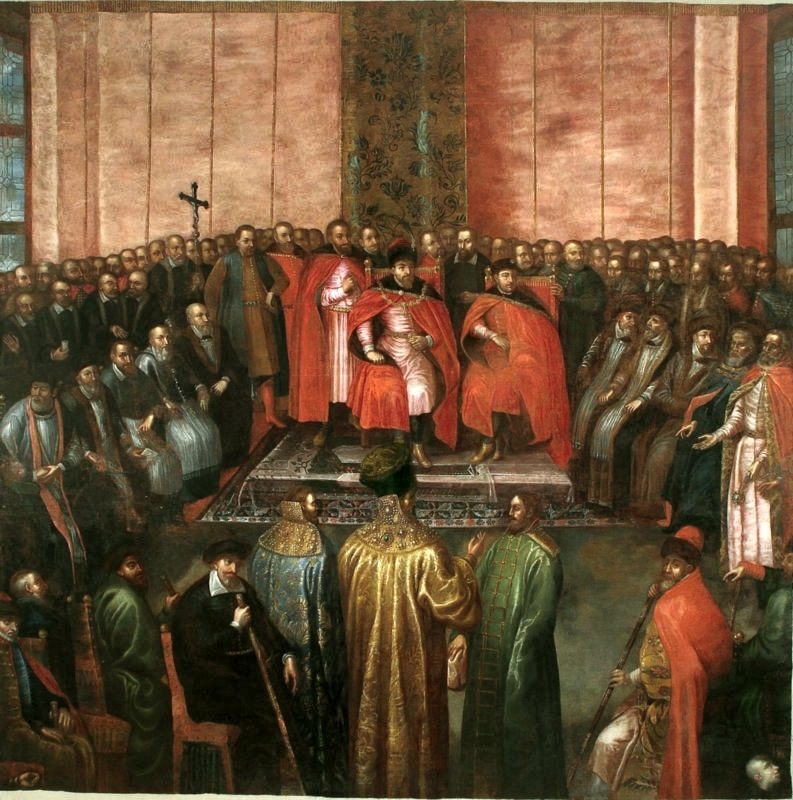
Грамота Шуйских

### Владения Шуйских

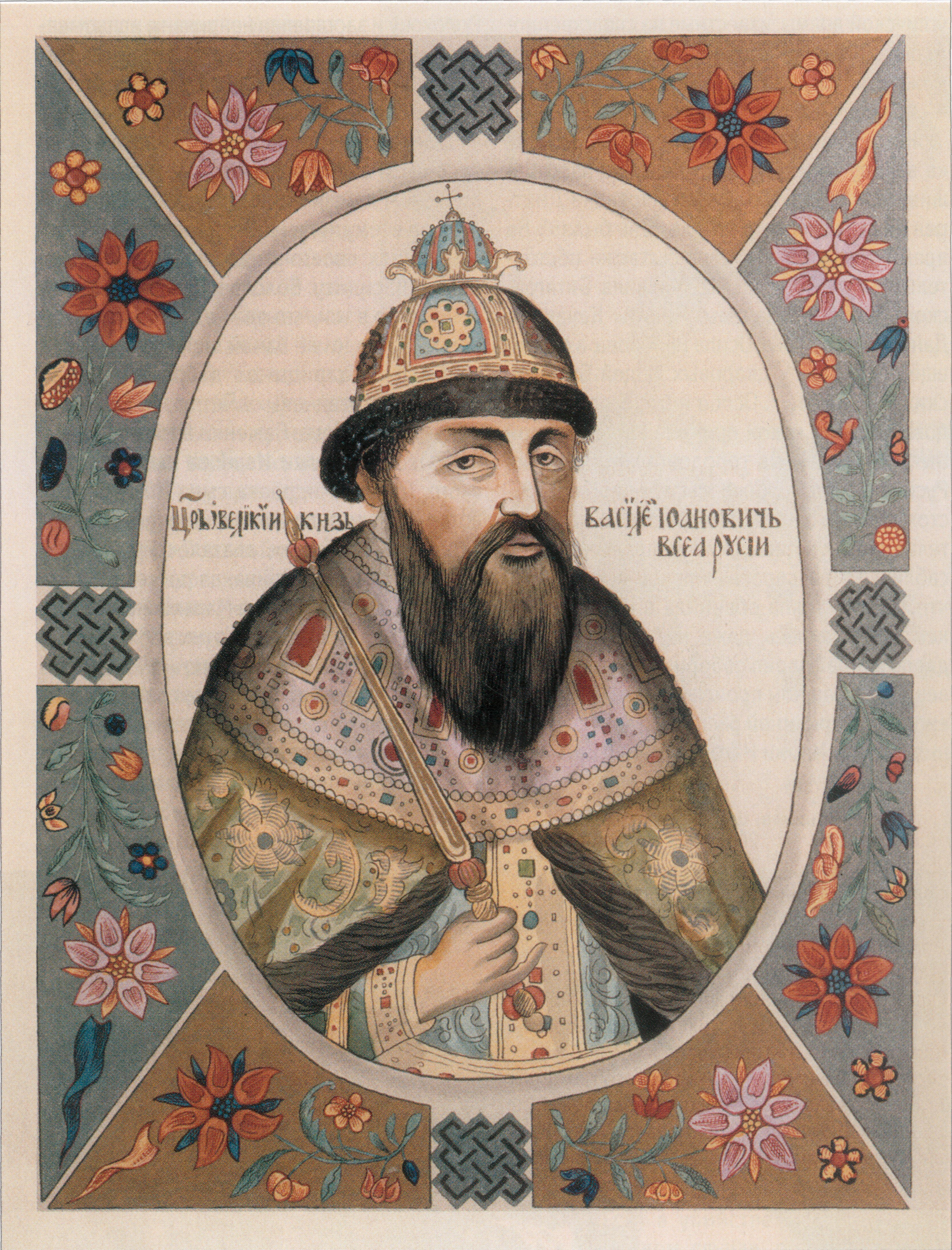
Василий IV Шуйский

Впервые в сохранившихся документах он упомянут в 1595—1596 годах в меновой грамоте князя Дмитрия Ивановича Шуйского, в которой он менял село Топорково с пустошами Коптево и Ипатьевской на соседнее село Вельяминово (Владыкино) принадлежавшее Богоявленскому монастырю. Род Шуйских происходил от Суздальских князей, и в случае вымирания великокняжеского рода имел право на престол. Село Топорково было родовым владением князей Шуйских под Москвой и располагалось вблизи нынешней Большой Академической улицы в Нижних Лихоборах. Существует две версии происхождения самого топонима Коптево: он был связан либо с древним родом Коптевых, либо с жившим в конце XV века боярином Константином Бутурлиным по прозвищу Копоть. Согласно писцовому описанию 1584 года Топорково являлось вотчиной старшего сына князя Ивана Андреевича — Василия Ивановича Шуйского. Так образом, пустошь Коптево была частью села Топорково и принадлежала Ивану Андреевичу Шуйскому, а затем его наследникам вплоть до конца 16 века. В 1593 году Топорково было передано Богоявленскому монастырю, к 1646 году перешло во владение к князю Шаховскому, а в 1652 году стало присёлком села Владыкино во владении патриарха Никона.

### Сергиевское-Семеновское
В середине XVIII века владельцем местности стал коллежский секретарь Семён Евстратович Молчанов, который, согласно договору, должен был её заселить. К 1766 году он переселил туда крестьян, построил господские дома и основал село с названием Сергиевское-Семёновское. 

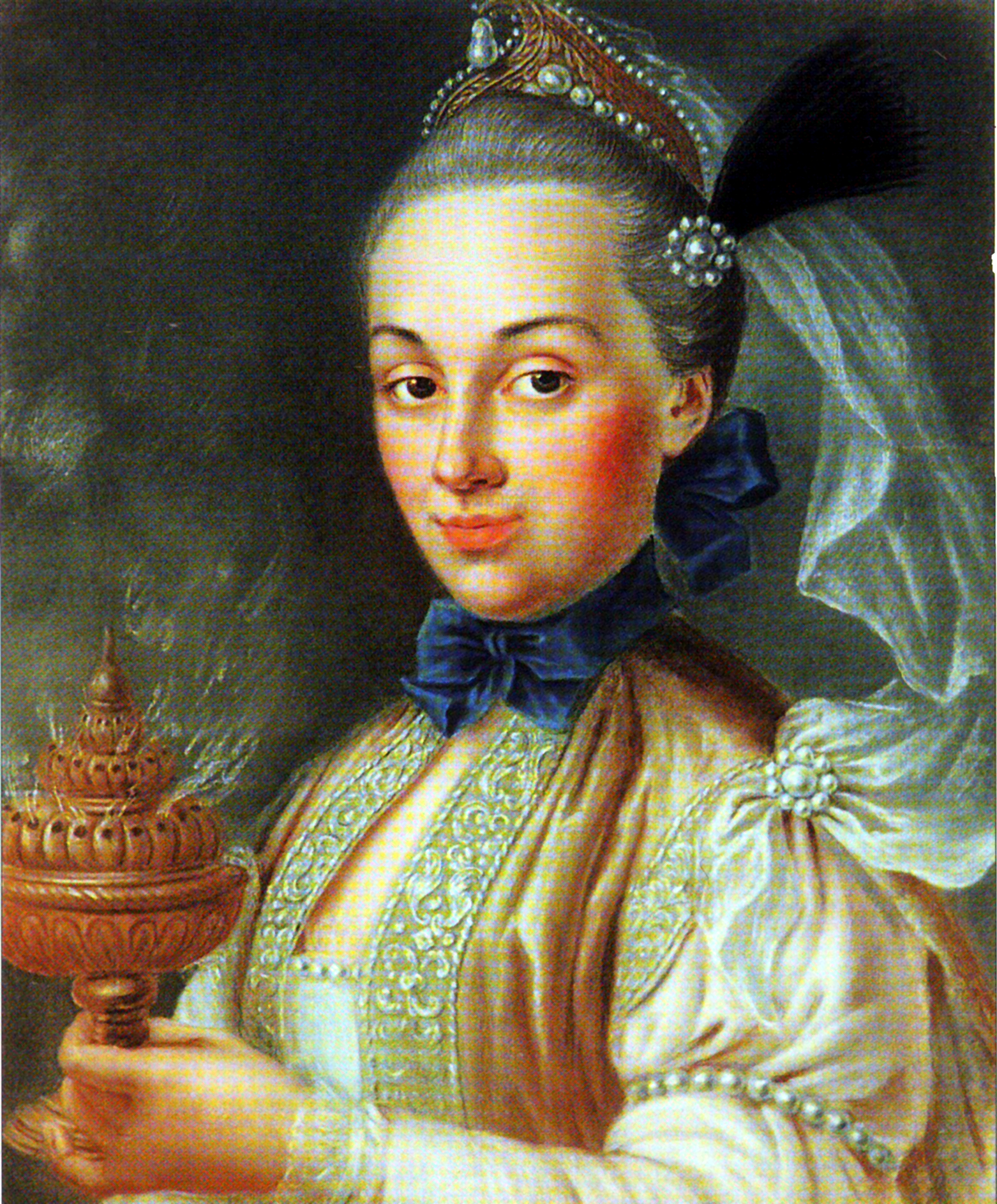
Мария Грузинская, жена Георгия Вахтанговича Багратиони, урождённая княжна Долгорукова

### Георгиевское царевича Багратиони

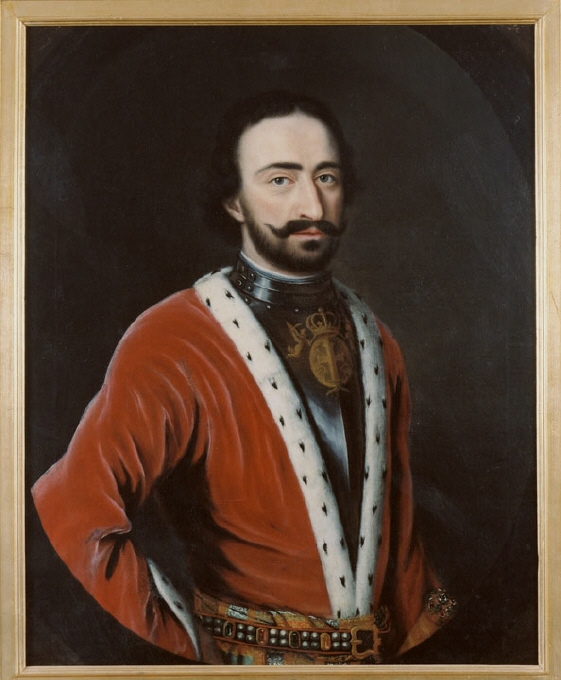
Александр Имеретинский, Национальный музей Швеции

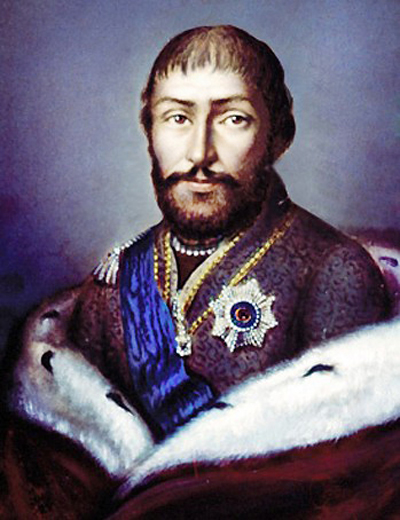
Царевич Георгий XII Багратиони

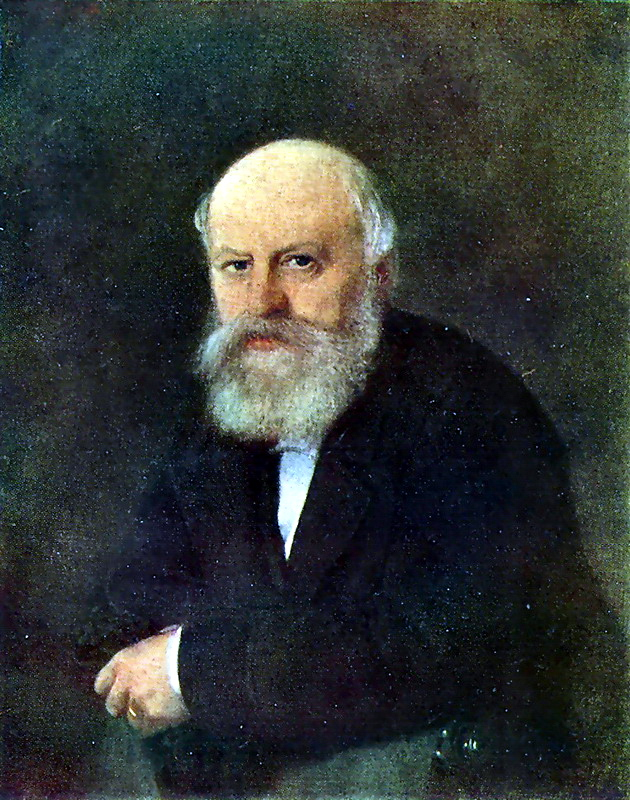
Портрет Петра Кампиони, архитектора Петровской академии, написанный художником Василием Перовым, 1872

Николай Бенуа, главный архитектор Петергофа и усадьбы Петровско-Разумовское близ Коптево

К 1785 году у Молчанова село выкупил грузинский царевич Георгий Вахтангович Багратиони, генерал-аншеф Екатерины II, участвовавший в чине генерала-майора русской армии в русско-шведской войне (1741—1743), Семилетней войне и Войне за австрийское наследство (1740—1748). С 1748 году Георгию Вахтанговичу по наследству принадлежала часть соседнего села Всехсвятское. Ранее, в 1695 году село Всехсвятское по именному указу Петра I перешло к грузинскому царевичу Александру Арчиловичу Имеретинскому. В XVIII веке в селе Всехесвятском проживали представители грузинских царских родов со своей свитой и в 1703 году была открыта грузинская типография. После смерти старшего брата Бакара III, царевич Георгий Вахтангович Багратиони стал главой грузинской диаспоры Москвы. Приобретённые земли стали называться Георгиевское (Егорьевское) по имени нового владельца Георгия и принадлежали к приходу церкви Всех Святых во Всехсвятском. К 1770-м годам к северу от Георгиевского была построена усадьба Михалково, а к юго-востоку — усадьба Петровско-Разумовское в стиле необарокко архитектора Петра Кампиони по проекту Николая Бенуа, главного архитектора Петергофа.

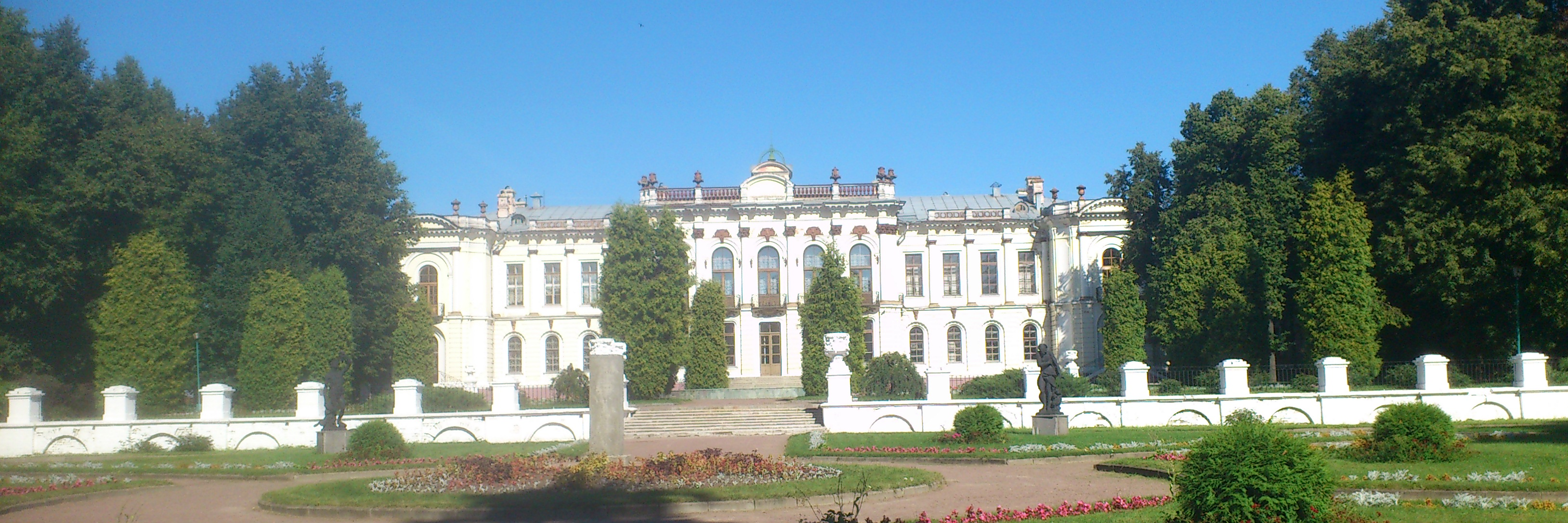
Усадьба Петровско-Разумовское

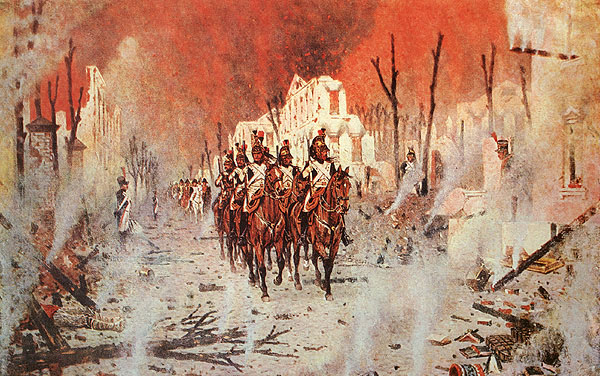
"Возвращение из Петровского дворца", Василий Верещагин

### Разрушение в 1812 и восстановление
В период Отечественной войны 1812 года наполеоновские солдаты выжгли село Георгиевское генерала Багратиони дотла. Лишь в 1816 году благодаря государственной ссуде крестьянские дома были восстановлены. Впервые село Георгиевское было обозначено как Коптево на карте 1818 года. На топографическое плане 1838 года местность обозначается как "дер. Коптёва". В 1852 году название Коптево появилось в «Указателе селений и жителей Московской губернии». 

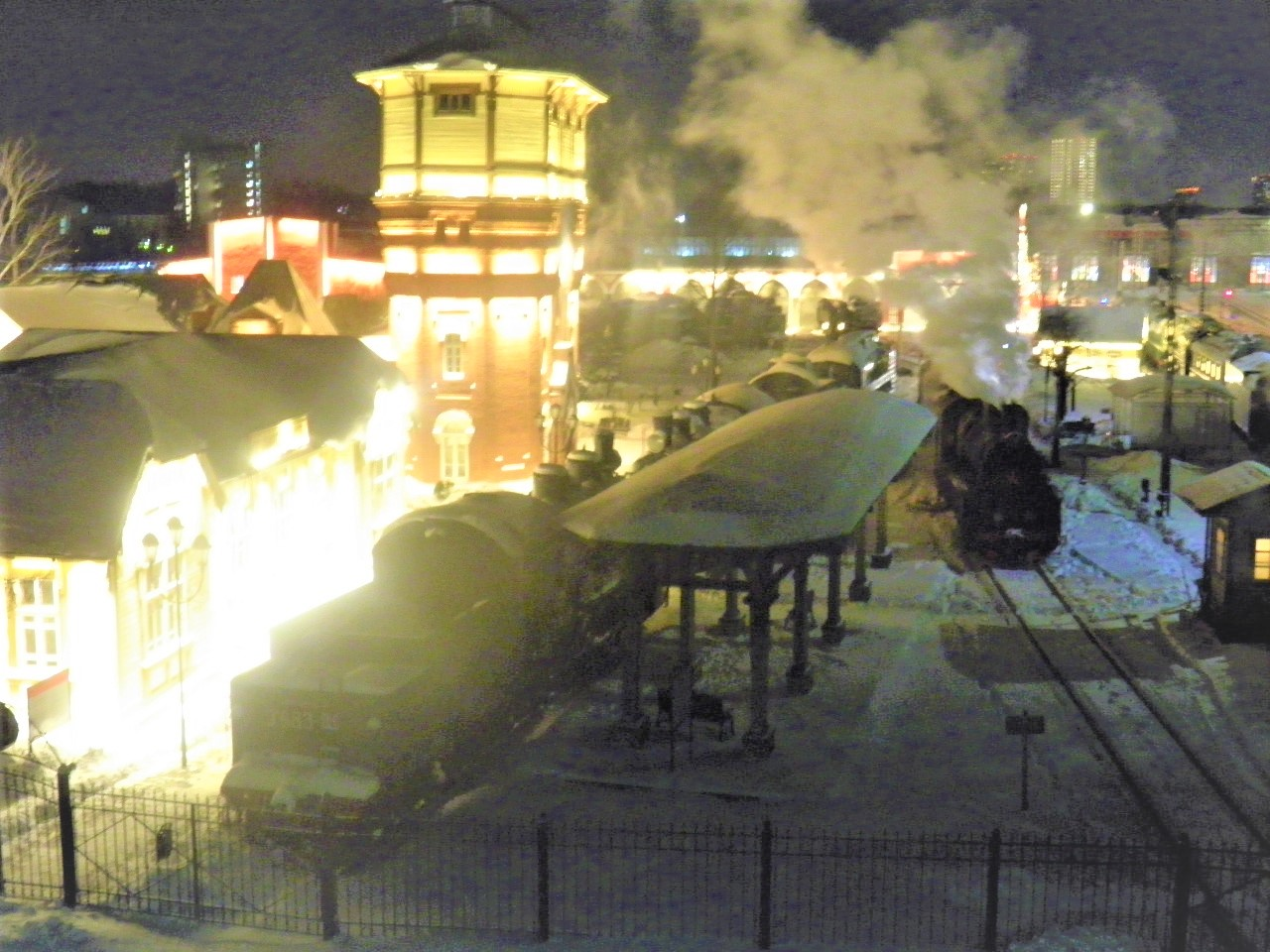
Коптево, Московско-Виндавская железная дорога. Станция Подмосковная, 1900

### Виндавская железная дорога и дачная местность

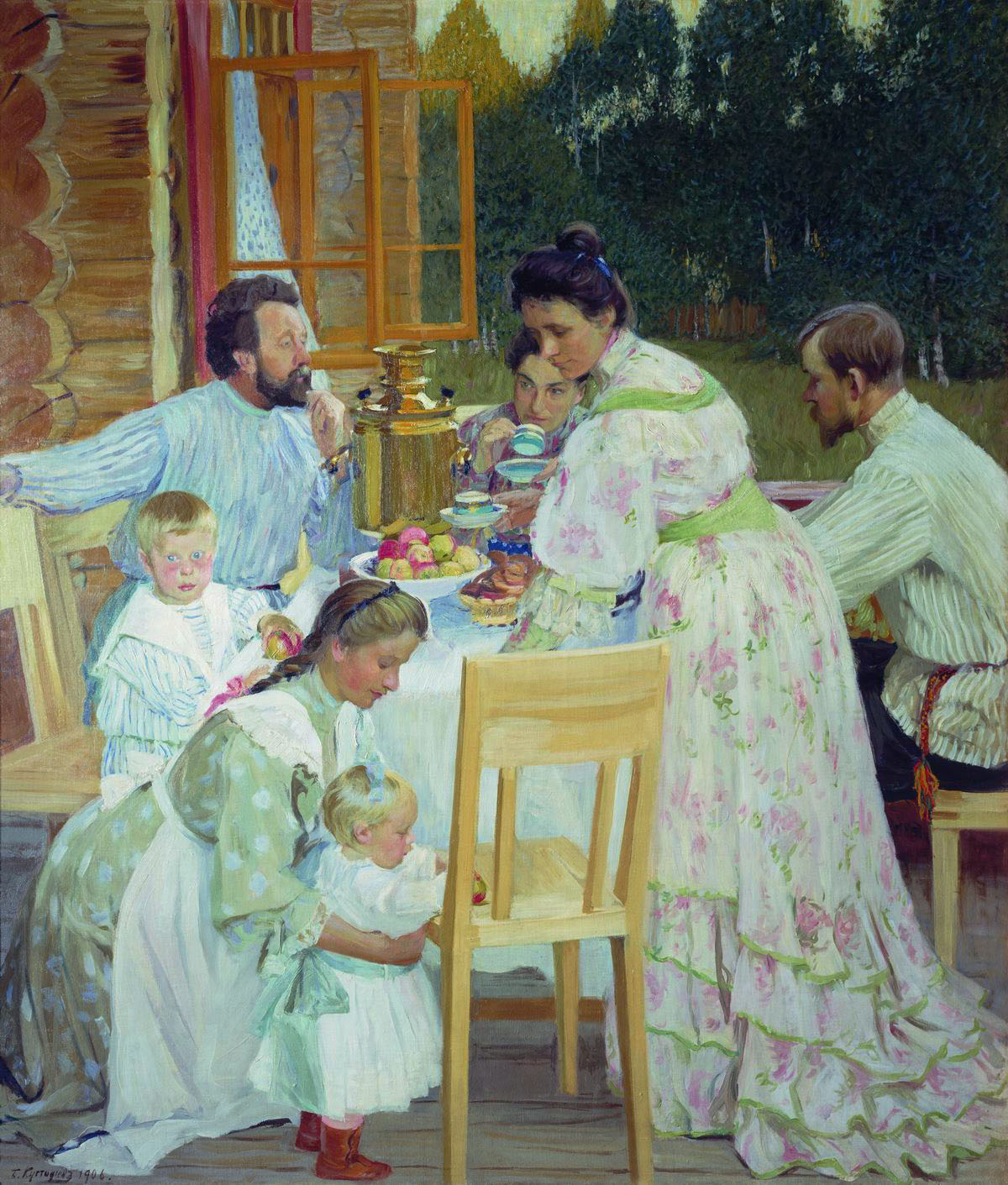
Кустодиев. "На террасе", 1906

В первой половине XIX века Дворцовое ведомство расселило несколько семей из Коптева на свободной земле к западу от деревни, образовав Коптевские Выселки недалеко от живописной рощи на пересечении Петербургского и Волоколамского шоссе, которые стали дачным местом к концу XIX века, популярным среди семей офицеров, военный лагерь которых располагался к югу на Ходынском поле. К 1881 году Михалковское шоссе с Петровскими Выселками и с "дачами на земле Лихоборъ" входят в черту город Москвы. После крепостной реформы 1861 года стал застраиваться участок земли к югу от деревни Коптево, где образовалась деревня Новое Коптево, которая была разделена путями и станцией "Подмосковная" Московско-Виндавской железной дороги, проложенной в 1898 году.

### XX век: паровозы, Баухаус и оборонпром

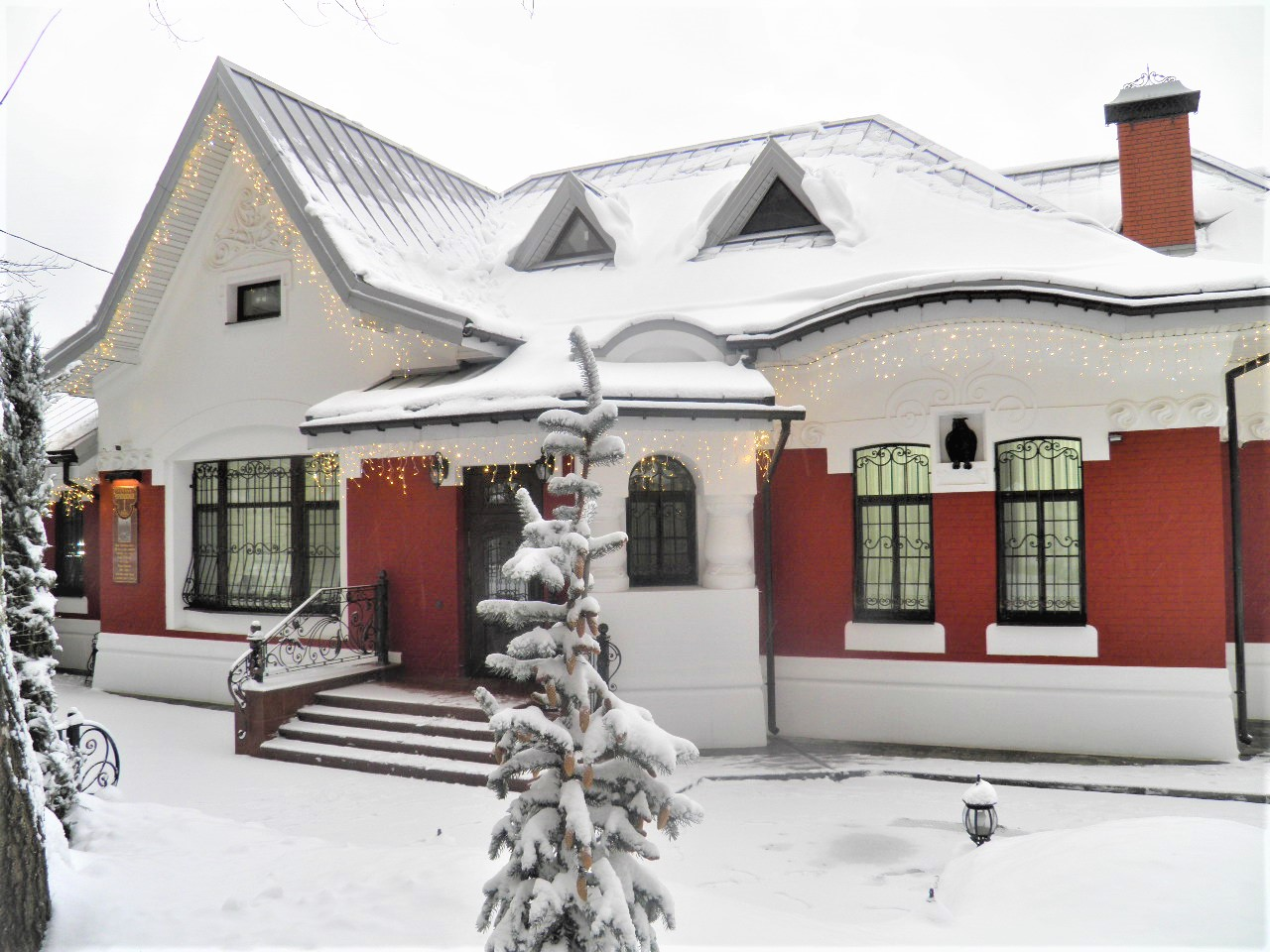
Коптево, дом начальника станции Лихоборы, МОЖД. Модерн, 1908

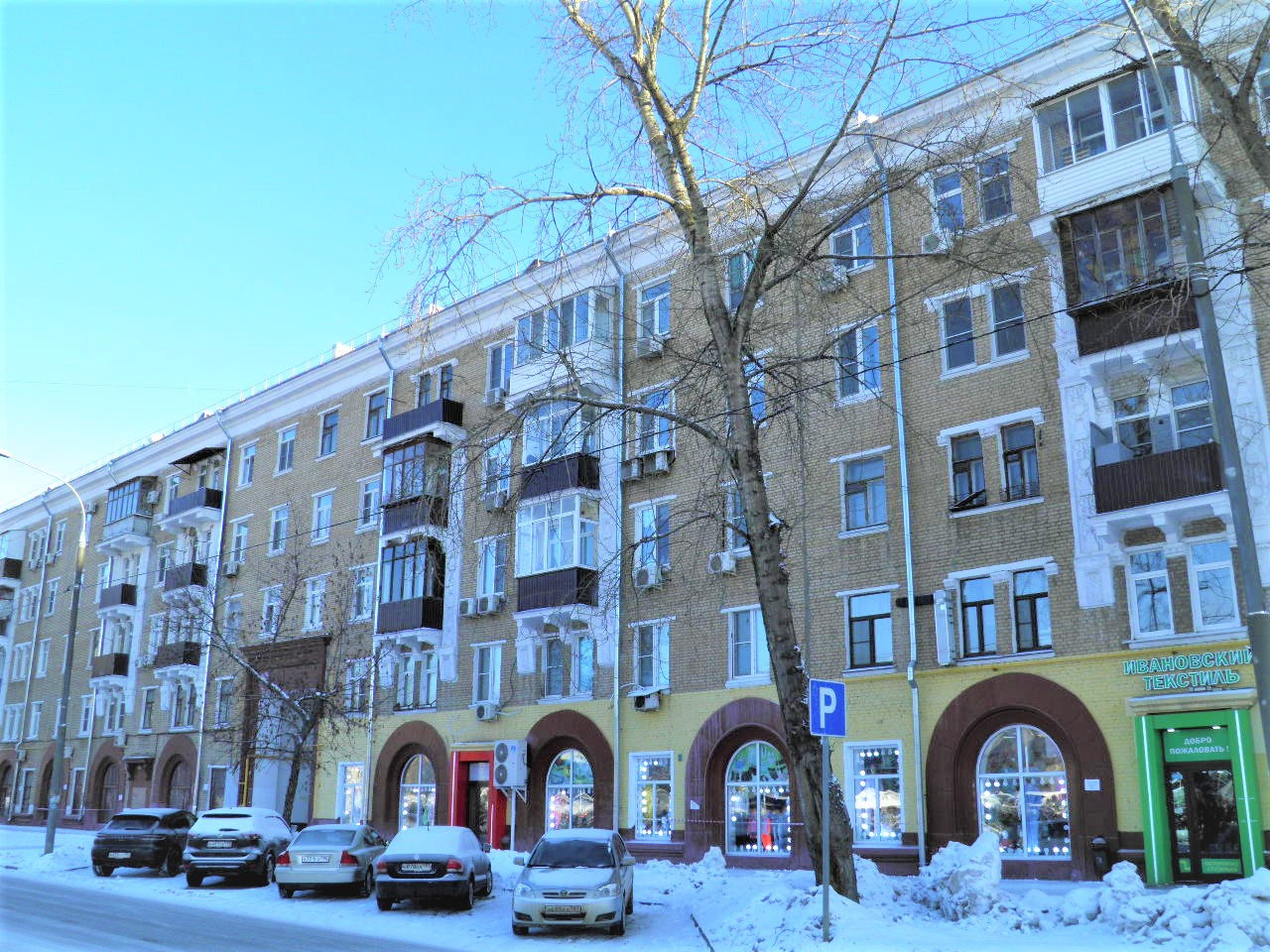
Коптево, «сталинская» застройка Коптевской улицы

При прокладке Московской окружной железной дороги в период с 1902 по 1908, вблизи усадьбы "Михалково", по проекту профессора Императорской Академии искусств Аалександра Померанцева была построена первая и главная станция МОЖД — станция Лихоборы. Сегодня она расположена на границе районов Коптево и Головинский, между проездом Черепановых и Пакгаузным шоссе. В 1900-е годы здесь был построен большой комплекс зданий — пассажирский вокзал (сохранился и отреставрирован), мастерские по ремонту паровозов и вагонов (депо Лихоборы-Окружные), дом начальника дороги и машинистов, нефтекачка и 30-метровая водосборная башня, которые сегодня являются важным архитектурным наследием. Станционное шоссе при депо Лихоборы было названо в честь отца и сына Черепановых, изобретателей паровых машин и создателей первого паровоза в России.
28 мая 1917 года Коптево с дачной местностью Новая Ипатовка, станцией Подмосковная и Лихоборами вошли в состав Москвы. Бывшая главная улица деревни Лихоборы была названа в честь уроженца этих мест лётчика-аса, генерала-лейтенанта авиации, Героя Советского Союза Павла Васильевича Рычагова (1911—1941). Историческое название местности также отражено в названии улицы Лихоборские бугры.
В 1930-е годы в районе строятся общественные и жилые здания в авангардном стиле Баухаус и Ар-Деко: дом культуры "Железнодорожник" (фото) по проекту архитектора Наркомата путей сообщения Б.Н. Шатнева, клуб "Красный Балтиец", пожарное депо (фото), "Круглая" поликлиника (фото), а также квартал жилых домов в проезде Черепановых, построенных в 1929—1931 годах по проекту Б.Н. Шатнева.
В 1937 году местность Коптево c обилием водоемов вблизи Петровской сельскохозяйственной академии рассматривали как один из основных вариантов для строительства Всесоюзной сельскохозяйственной выставки (ВДНХ) с прокладкой судоходного канала вдоль Коптевского бульвара для соединения Химкинского водохранилища с Яузой.

Северный судоходный канал и Всесоюзная с/х выставка в Коптево на перспективной "Схеме планировки Москвы" 1935

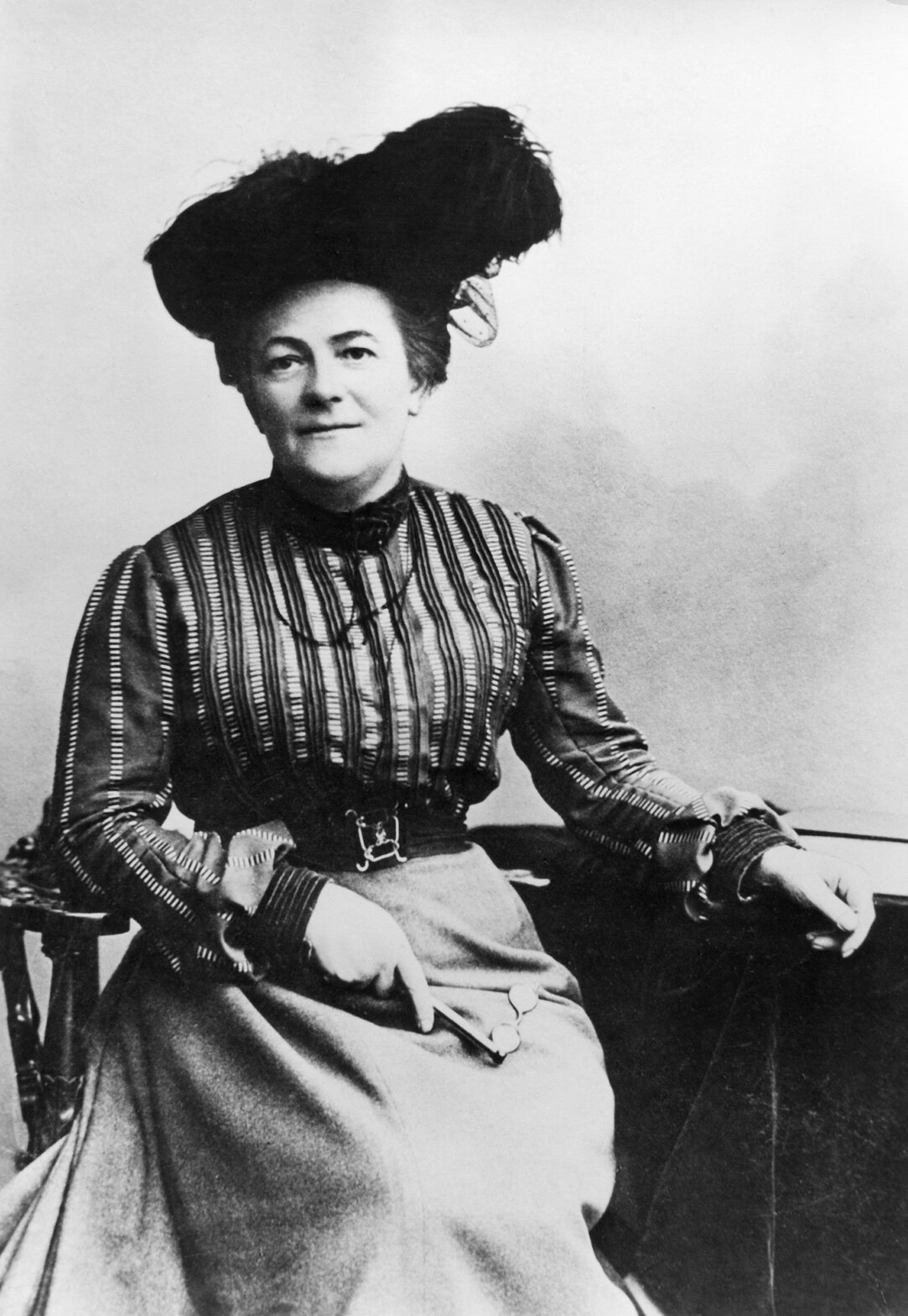
Клара Цеткин, сооснователь немецкого коммунистического движения, автор идеи международного женского дня — 8 марта

В середине 1930-х годов в районе улицы Клары Цеткин основывают научно-производственные предприятия оборонной промышленности — в частности, машиностроительный завод "Авангард". В 1941 году в первый год Второй мировой войны северная граница района вдоль Московской кольцевой железной дороги стала линией укрепления Обороны Москвы, а сам район — местом подготовки партизанского движения, примером которого стал подвиг Зои Космодемьянской. 

Стела на месте дома Зои и Александра Космодемьянских в Коптево

В 1950-х годах в районе началось массовое жилищное строительство. В 1970-х годах на улице Космонавта Волкова был построен ряд проектных институтов военного машиностроения, а в Фармацевтическом проезде в Коптеве размещена Московская фармацевтическая фабрика, основанная в 1932 году на Никольской улице. В 1990-х годах получила известность Коптевская ОПГ, состоявшая из бывших борцов стадиона Наука на улице Большая Академическая. В 1990-е годы на территории, прилегающей к общежитию МВД, работал популярный вьетнамский рынок и появился первый в Москве вьетнамский ресторан — "Бик Кау".

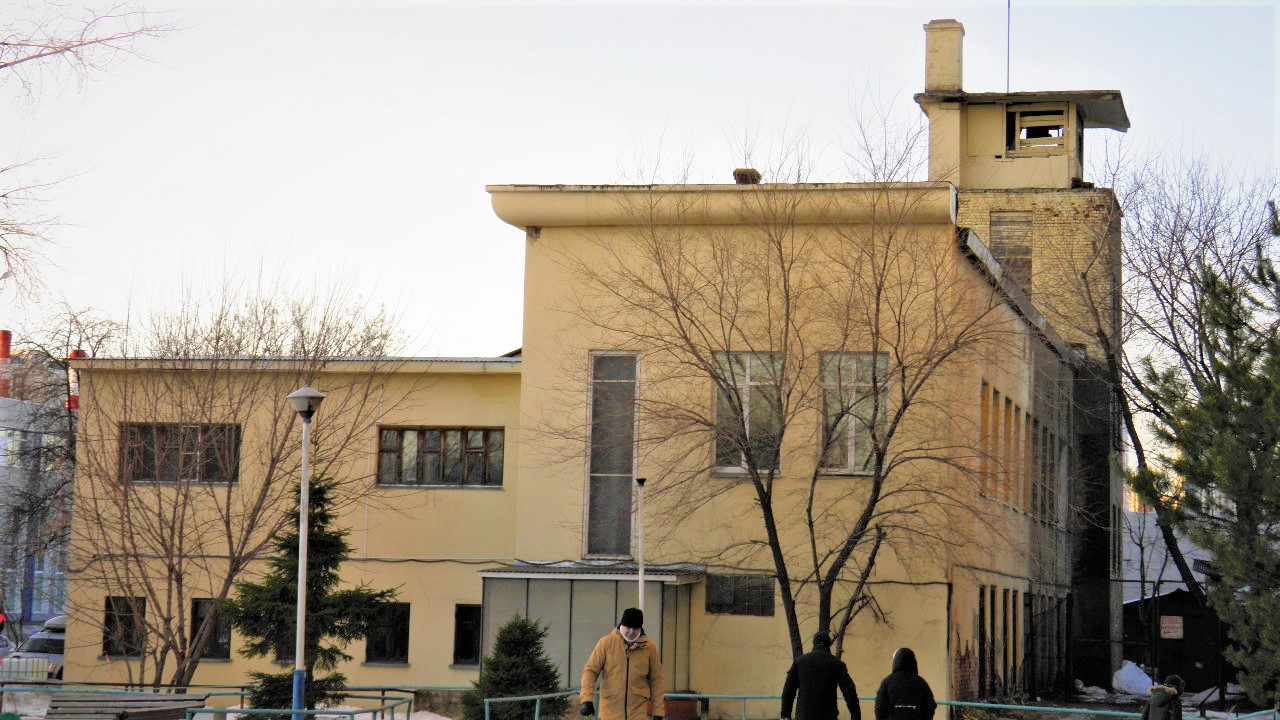
Коптево, Пожарная часть в стиле Баухаус, 1933

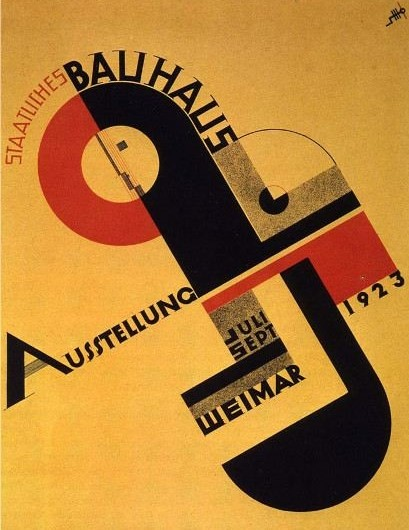
Афиша "Баухаус" Йоста Шмидта, книгопечатника и профессора школы Баухаус в Веймаре, 1923

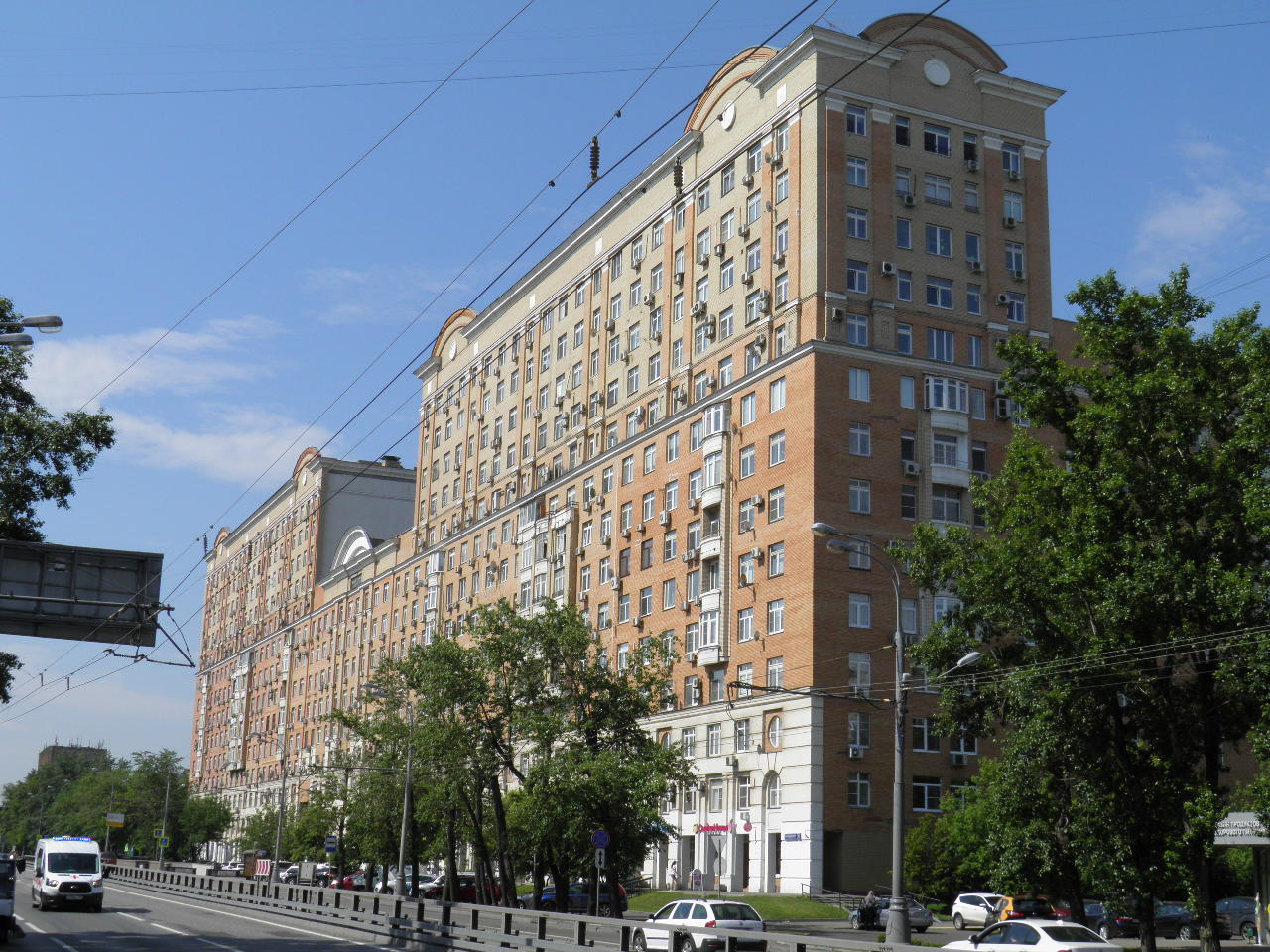
Коптево, Большая Академическая

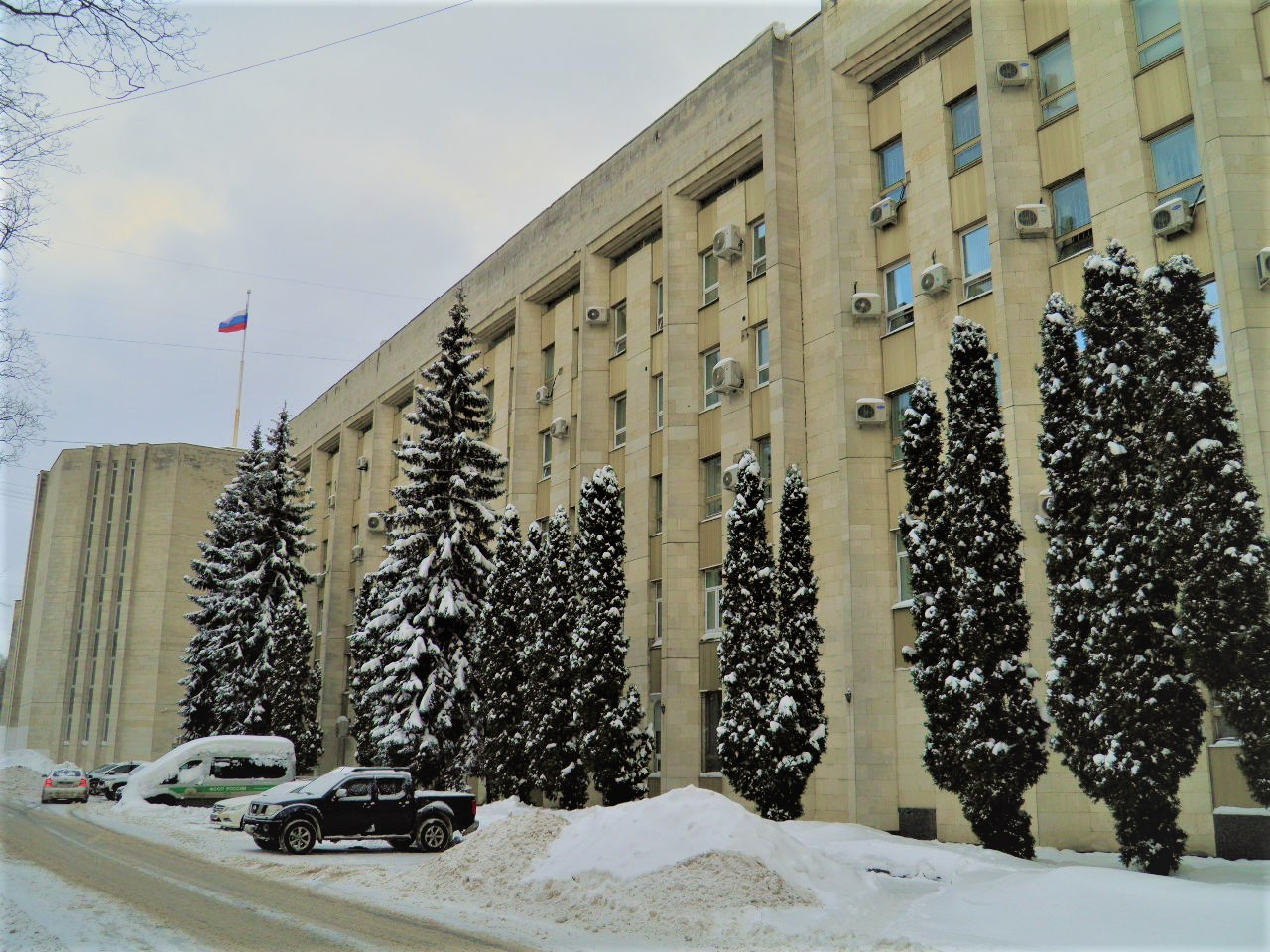
Районный суд, Коптево

В период с 1936 по 1991 год большая часть Коптева входила в Железнодорожный район Москвы. 2 сентября 1991 года вышло распоряжение мэра Москвы «Об установлении временных границ муниципальных округов Москвы», в соответствии с которым появился муниципальный округ Коптево. 5 июля 1995 года был принят закон «О территориальном делении города Москвы», по которому советские жилые микрорайоны со значительными задачами жилищно-коммунального хозяйства были выделены в район Коптево в его актуальных границах, и по которому исторические 2-й, 3-й, 4-й, 9-й и 10-й административные микрорайоны Коптева частично с общественно-деловыми зонами, а также производственные площади промзоны № 13 "Коптево" были отнесены к Войковскому району.

В 2016 году на территории исторического депо Лихоборы открыта современная станция МЦК Коптево. C 2019 года на станции Красный Балтиец (бывшей Подмосковной) проходит линия МЦД-2.

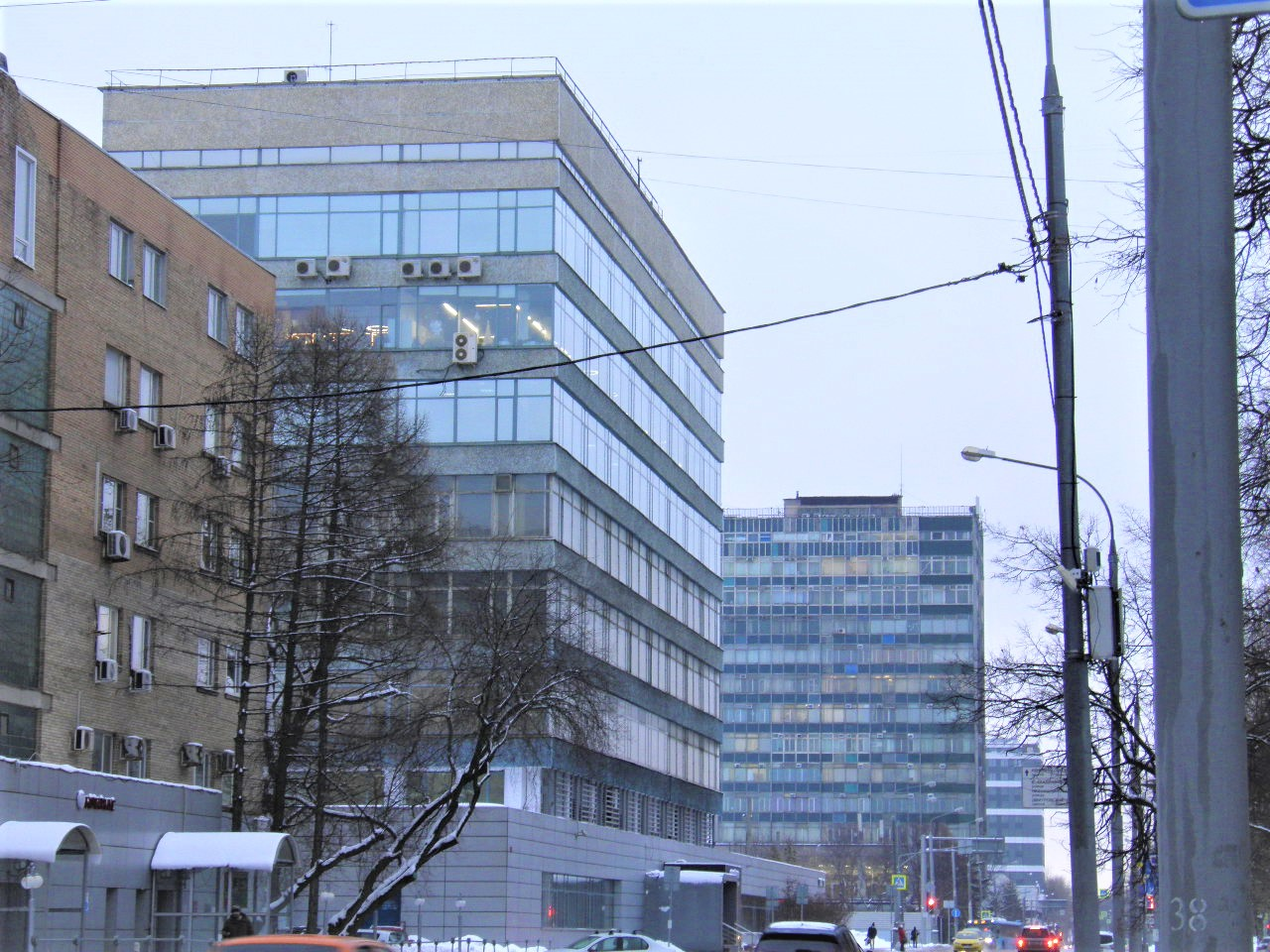
Коптево, проектные институты машиностроения и офисные здания на ул. Космонавта Волкова

## Население
| 2002     | 2010     | 2012     | 2013     | 2014     | 2015     | 2016     |
| -------- | -------- | -------- | -------- | -------- | -------- | -------- |
| 97 989   | ↘96 992  | ↗98 123  | ↗99 521  | ↗100 232 | ↗100 642 | ↗101 036 |
| 2017     | 2018     | 2019     | 2020     | 2021     | 2023     | 2024     |
| ↗101 098 | ↗101 894 | ↗102 076 | ↗102 238 | ↗102 758 | ↗102 809 | ↗103 676 |

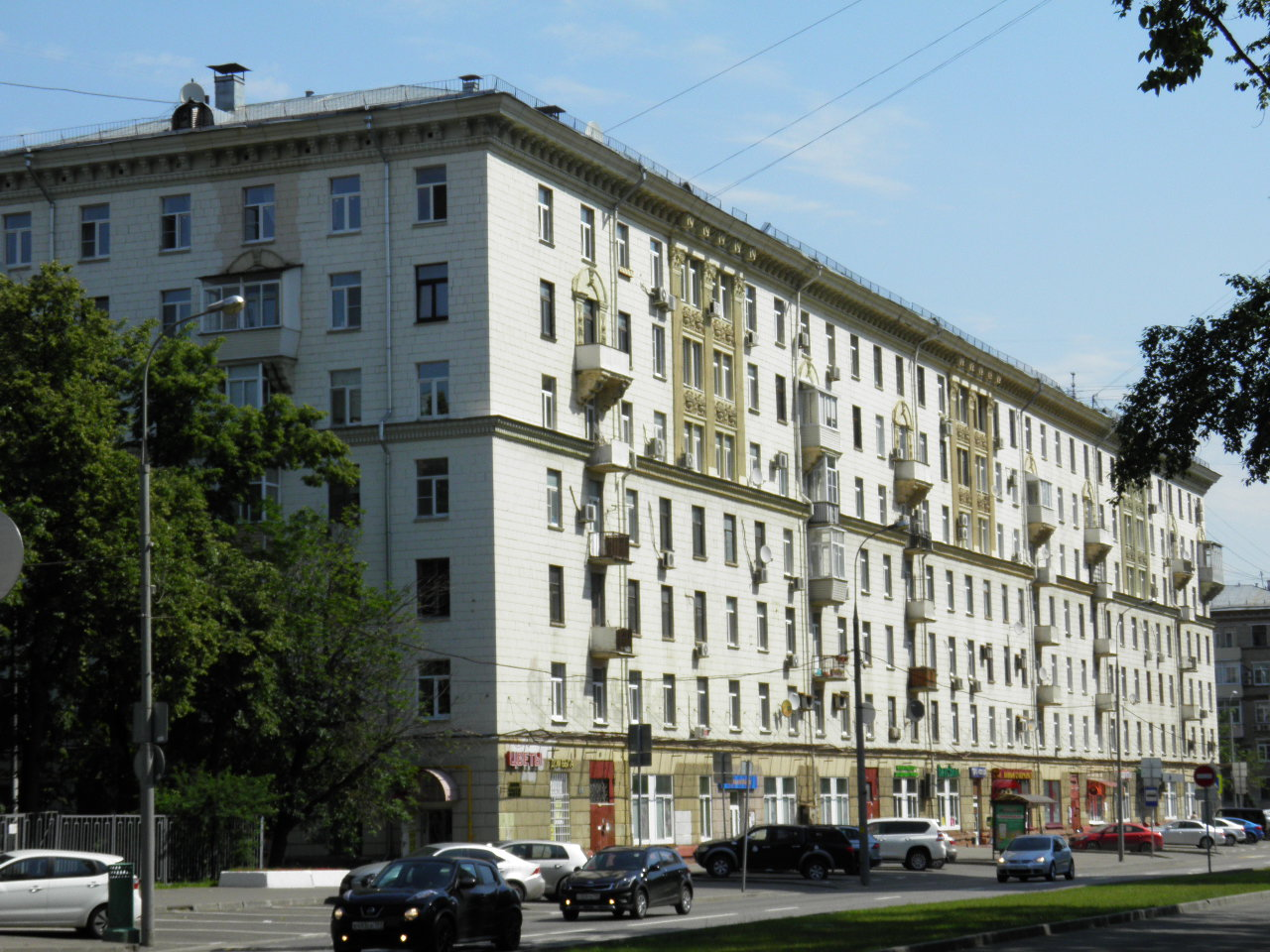
Коптево, сталинская архитектура ул З. и А. Космодемьянских

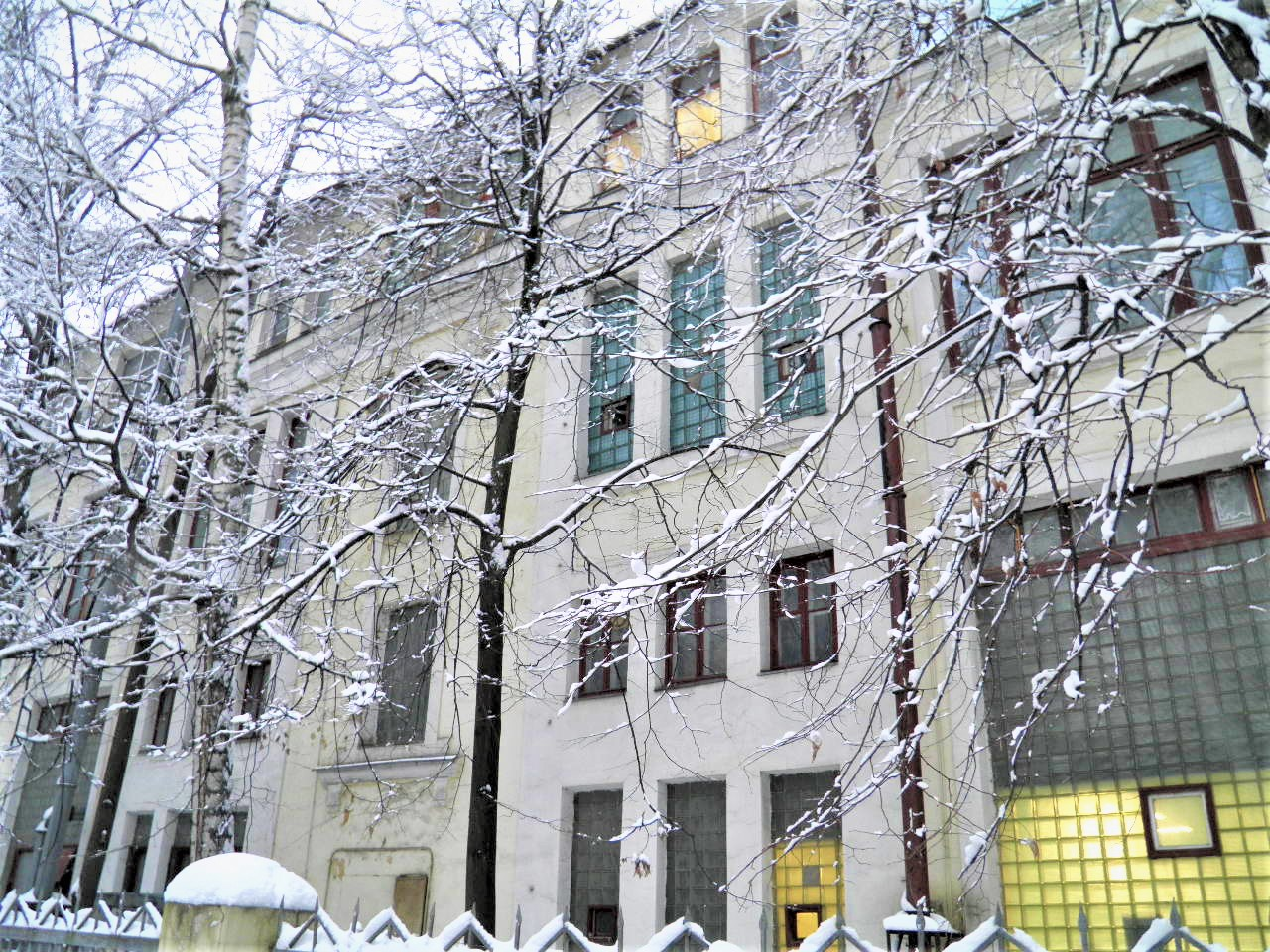
Коптево, архитектура «Ар-деко» промышленных зданий 1948, ул. Клары Цеткин

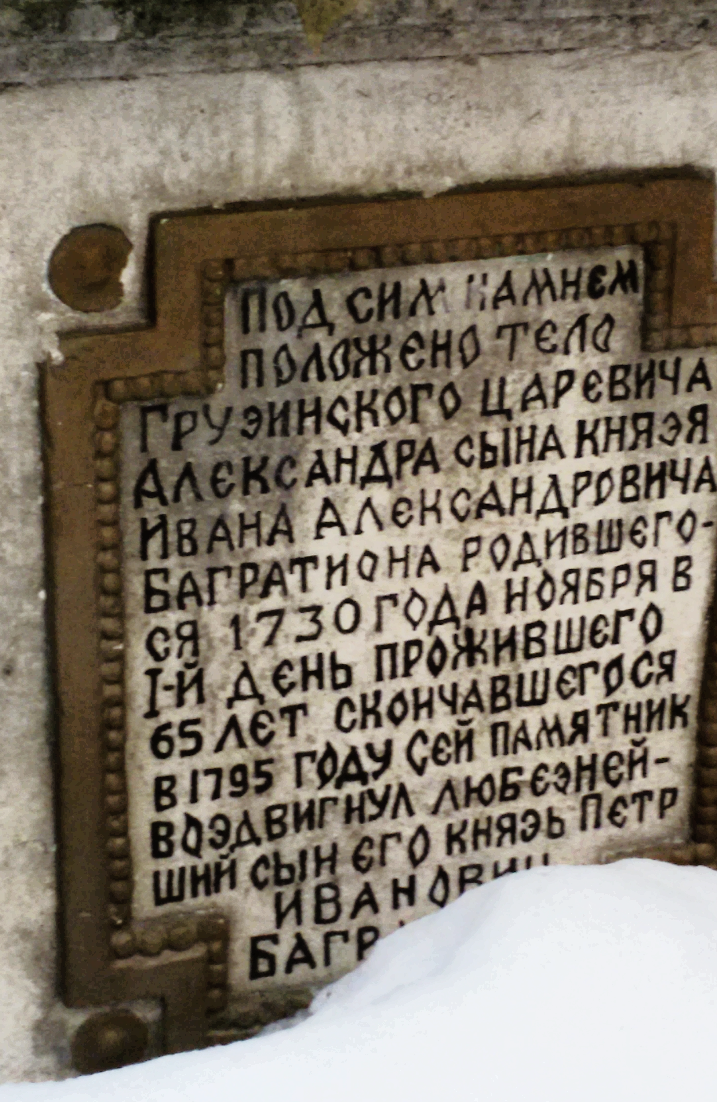
Кенотаф Иванаа Багратиона при Всехсвятском храме

В начале XX века и до 1950-х — 1960-х годов в «Старом Коптеве» существовала «еврейская деревушка» в районе современных административных зданий № 65-71 Коптевской улицы. До революции значительное еврейское население проживало поблизости во Всехсвятском, где в конце XIX века была своя синагога, и о чём сегодня есть тематический «Музей еврейской истории в России» в Петровско-Разумовской аллее в районе Аэропорт. При этом, по данным Переписи населения Российской империи 1897 года 96,6% жителей Всехсвятского были православного вероисповедания, что включало грузинскую диаспору. Согласно данным переписи населения 2010 года 91,7% жителей Коптева обозначили себя русскими. Вторая по численности этническая группа — армяне (1%); далее в относительно равных долях (по 0,5%) азербайджанцы, евреи и грузины. По данным 2010 года 48,8% имели высшее образование. В 2015 году 41.6% были заняты в малом и среднем бизнесе. Согласно данных переписи населения 2020 года в районе Коптево проживают следующие национальности:
| Национальность | Численность, чел. | Доля     |
| -------------- | ----------------- | -------- |
| Русские        | 87 557            | 85,21 %  |
| Армяне         | 589               | 0,57 %   |
| Татары         | 544               | 0,53 %   |
| Украинцы       | 201               | 0,20 %   |
| Грузины        | 190               | 0,18 %   |
| Таджики        | 142               | 0,14 %   |
| Евреи          | 129               | 0,13 %   |
| Азербайджанцы  | 120               | 0,12 %   |
| Другие         | 13 286            | 12,92 %  |
| Итого          | 102 758           | 100,00 % |

## Известные личности в Коптево
- Багратиони, Георгий Вахтангович, грузинский царевич, генерал-аншеф Екатерины II, участвовавший в чине генерала-майора русской армии в Русско-шведской войне (1741—1743), Семилетней войне и Войне за австрийское наследство (1740—1748).  В конце XVIII века был владельцем земель села Коптево (Георгиевское).
- Брюсов, Валерий Яковлевич (1873—1924) — поэт, один из основоположников русского символизма. В 1890-е годы проживал на даче в Петровских Выселках на берегу Большого Садового Пруда.
- Маяковский, Владимир Владимирович (1893—1930) — русский и советский поэт, драматург, киносценарист, кинорежиссёр, киноактёр, художник. Переехав вместе с матерью и сёстрами в Москву из Кутаиси в 1902 году, обосновался в Петровских Выселках[7] на берегу Большого Садового Пруда.
- Крамаров, Савелий Викторович (1934—1995) — советский актёр. Жил в башне Вулыха по адресу Михалковская улица д.16. Фраза его героя «А вдоль дороги мёртвые с косами стоять… И — тишина!» в фильме «Неуловимые мстители» стала крылатой.
- Мельников, Константин Степанович (1911—1941) — русский и советский архитектор, один из лидеров авангардного направления в советской архитектуре в 1923—1933 годах. Родился в районе Соломенной сторожки. Провёл детство в семенейном доме в Лихоборах.
- Рычагов, Павел Васильевич (1911—1941) — советский лётчик-ас и военачальник, генерал-лейтенант авиации (1940 год), Герой Советского Союза (1936 год). Родился и вырос в Лихоборах. Сегодня его имя носит улица Генерала Рычагова (ранее 2-й Лихоборский проезд), на которой был расположен его дом.
- Космодемьянская, Зоя Анатольевна (1923—1941) — первая женщина, удостоенная звания Героя Советского Союза (посмертно) во время Великой Отечественной войны.

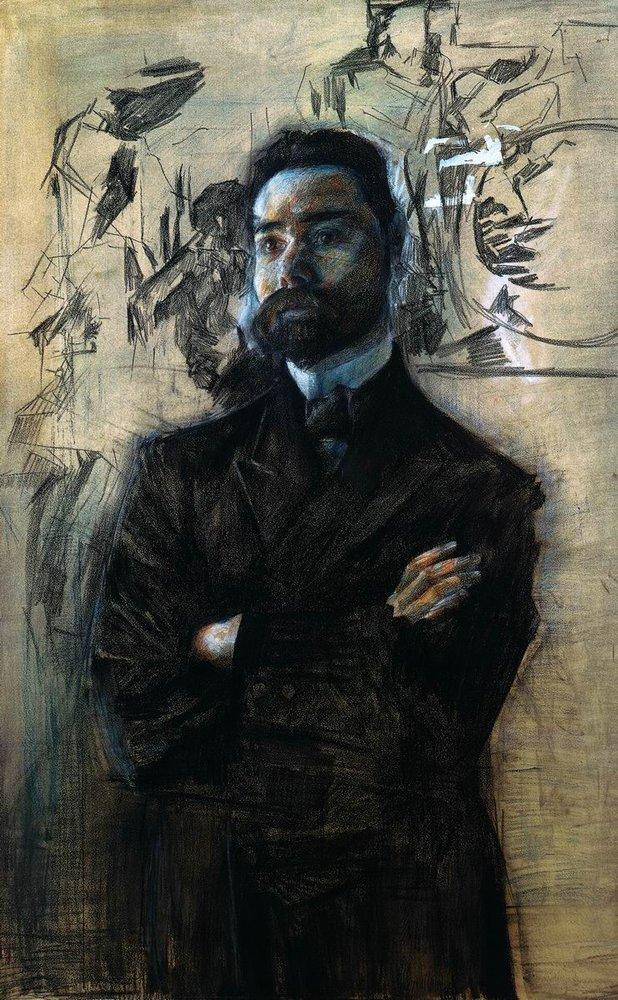
Фетисов, Вячеслав Александрович (1958 г.р.) — хоккеист, заслуженный мастер спорта СССР (1978), заслуженный тренер России (2002), политический и спортивный деятель. Начинал спортивную карьеру на стадионе "Наука" в Коптево.   - Портрет поэта Брюсова кисти Врубеля.
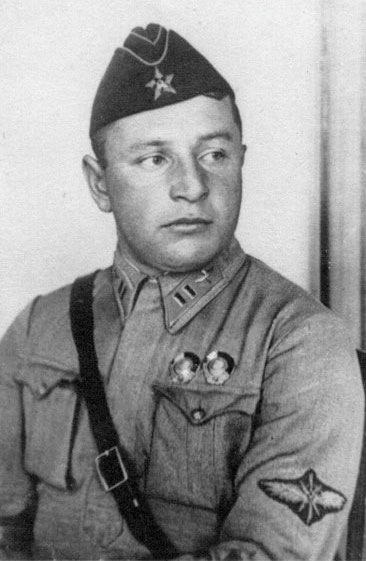
Павел Васильевич Рычагов, летчик-ас, герой Советского Союза
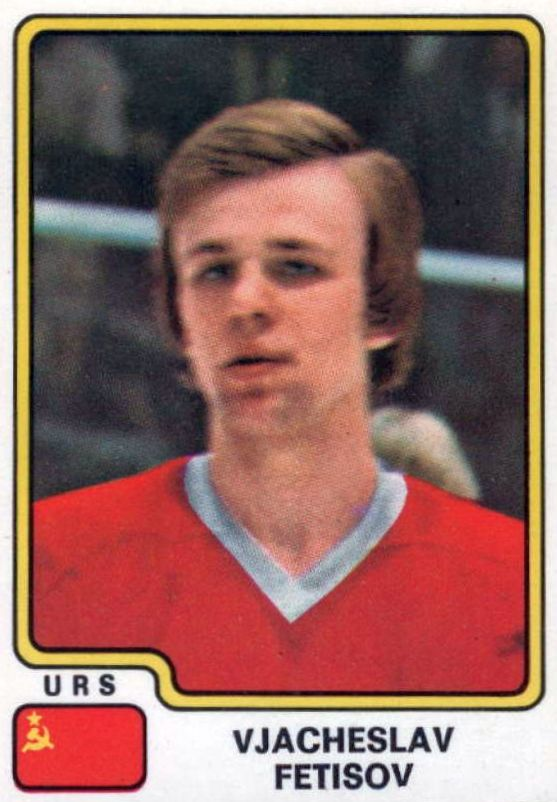
Вячеслав Фетисов, хоккеист, Панини, 1979
Зоя и Александр Космодемьянские
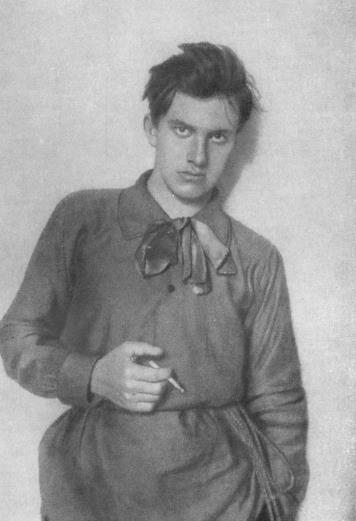
Владимир Маяковский после переезда из Кутаисской губернии и в Москву
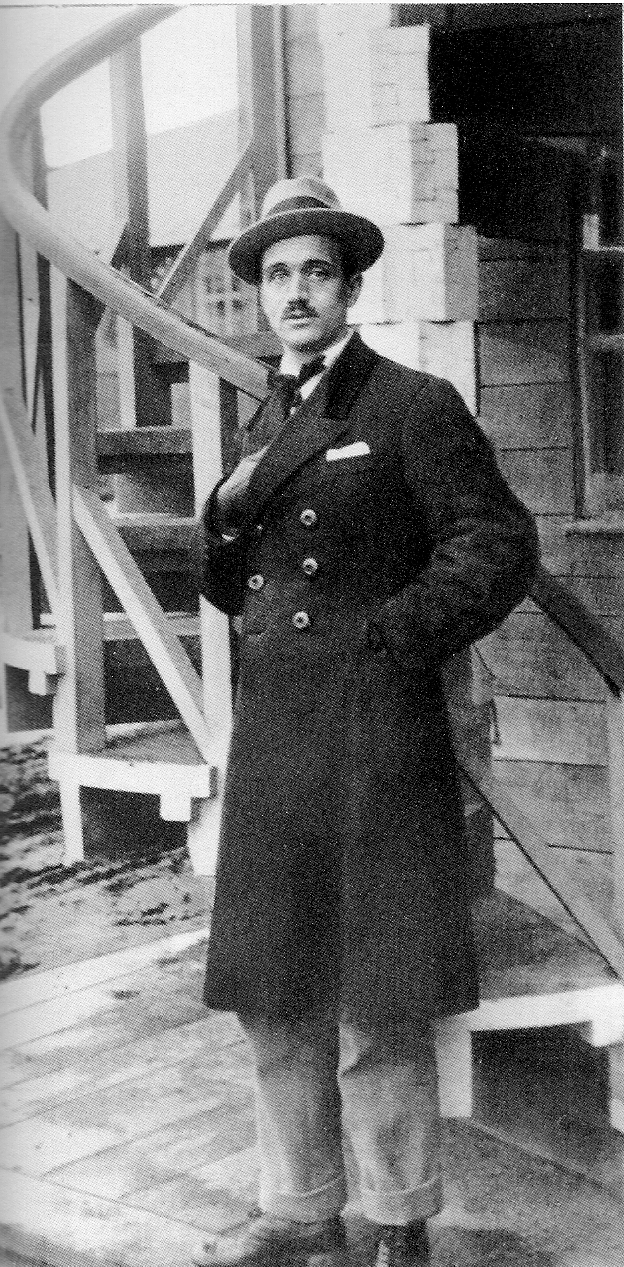
Константин Мельников, архитектор, сооснователь движения авангардизма в советской и мировой архитектуре, 1923
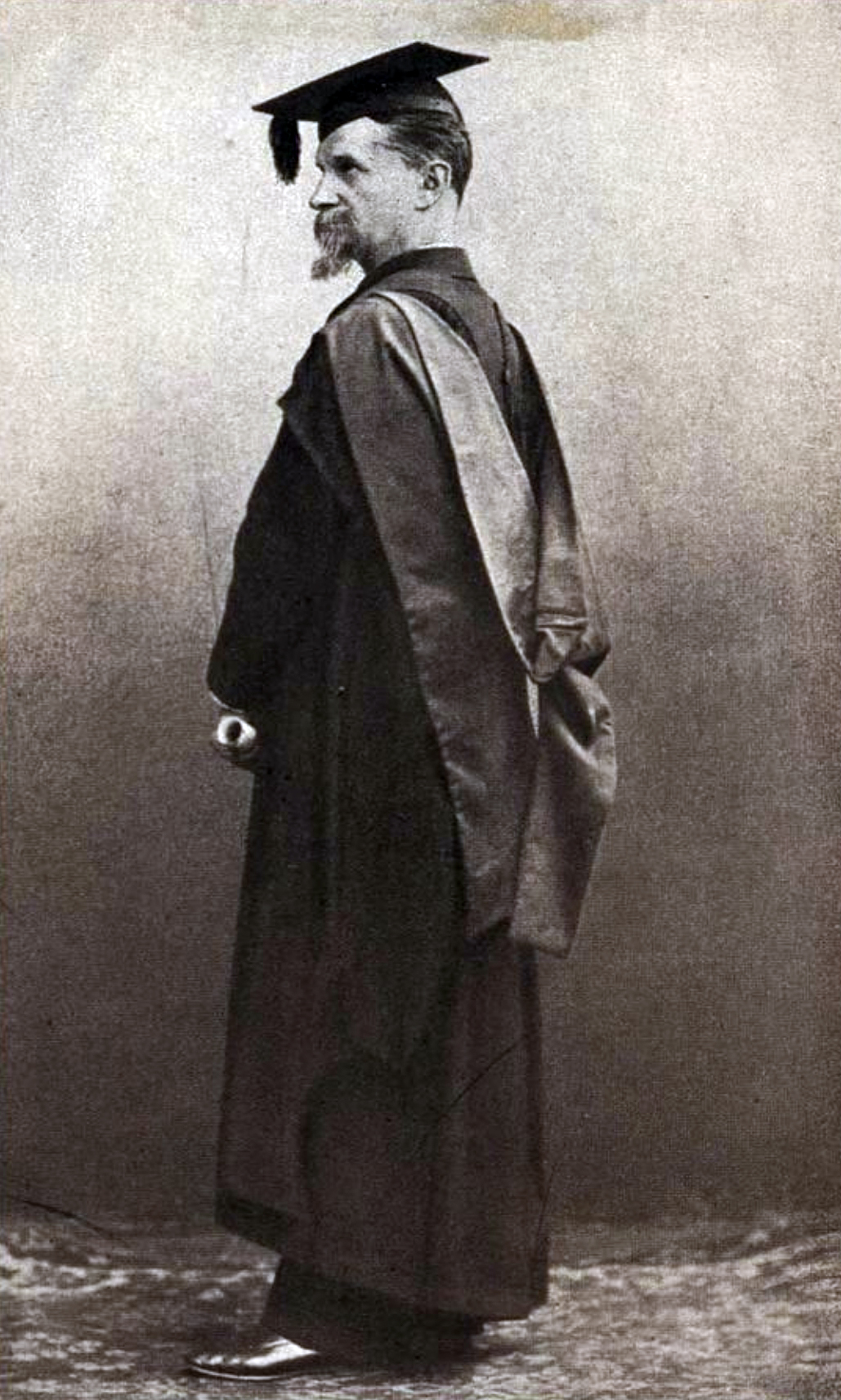
Климент Тимирязев, физиолог растений, пропагандист Дарвинизма в России, в мантии почётного доктора университета Глазго, 1901
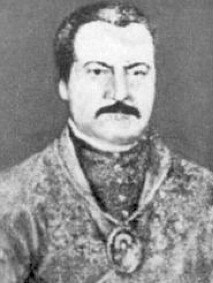
Генерал-лейтенант Бакар Вахтангович Багратиони-Мухранский, глава грузинский диаспоры Москвы XVIII века
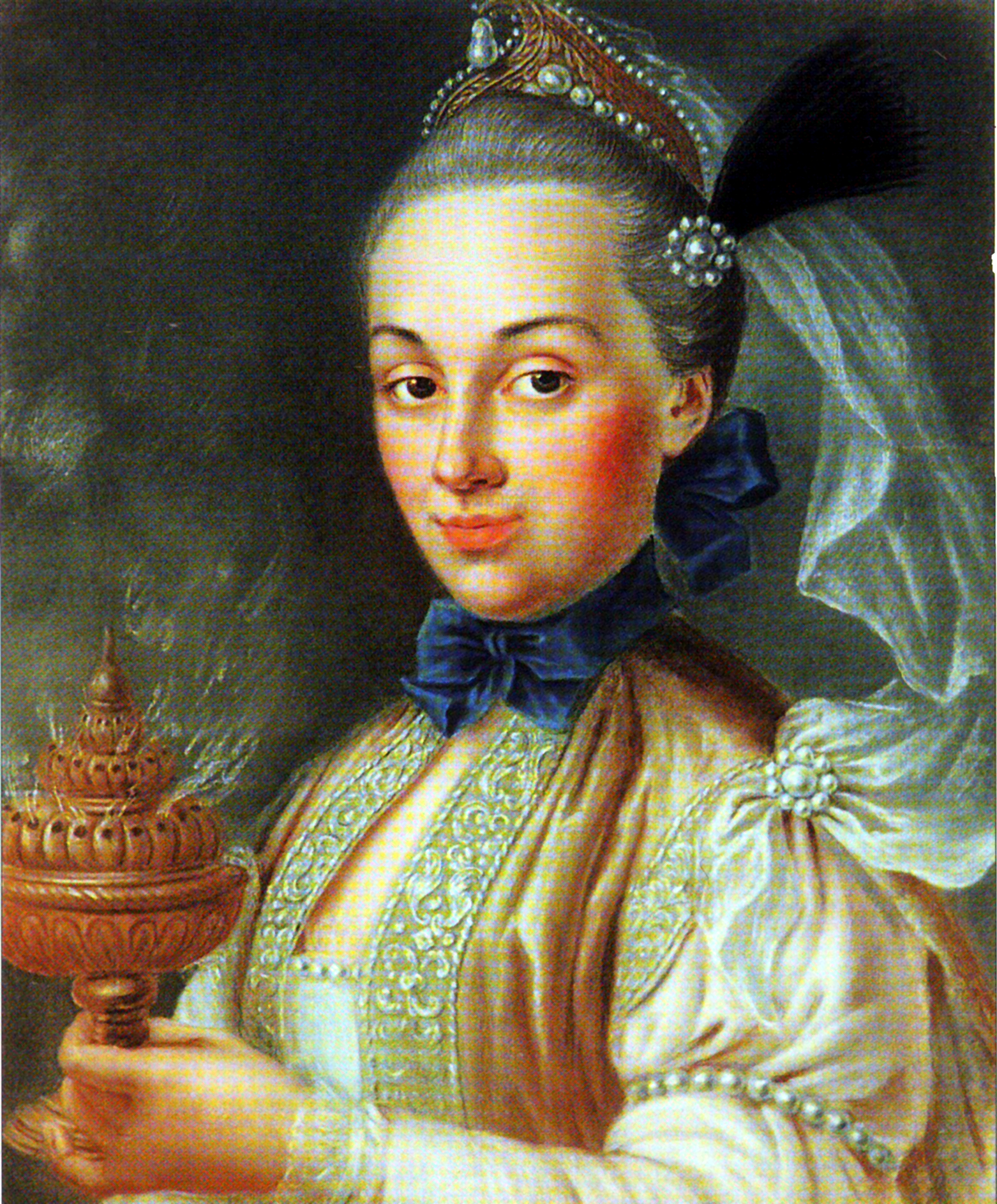
Мария Яковлевна Грузинская (ок. 1728—1761), урождённая Долгорукая, жена царевича Георгия Вахтанговича Грузинского (1712—1786), сына Вахтанга VI.
  - Павел Васильевич Рычагов, летчик-ас, герой Советского Союза
  - Вячеслав Фетисов, хоккеист, Панини, 1979
  - Зоя и Александр Космодемьянские
  - Владимир Маяковский после переезда из Кутаисской губернии и в Москву
  - Константин Мельников, архитектор, сооснователь движения авангардизма в советской и мировой архитектуре, 1923
  - Климент Тимирязев, физиолог растений, пропагандист Дарвинизма в России, в мантии почётного доктора университета Глазго, 1901
  - Генерал-лейтенант Бакар Вахтангович Багратиони-Мухранский, глава грузинский диаспоры Москвы XVIII века
  - Мария Яковлевна Грузинская (ок. 1728—1761), урождённая Долгорукая, жена царевича Георгия Вахтанговича Грузинского (1712—1786), сына Вахтанга VI.

## Парки и водоёмы

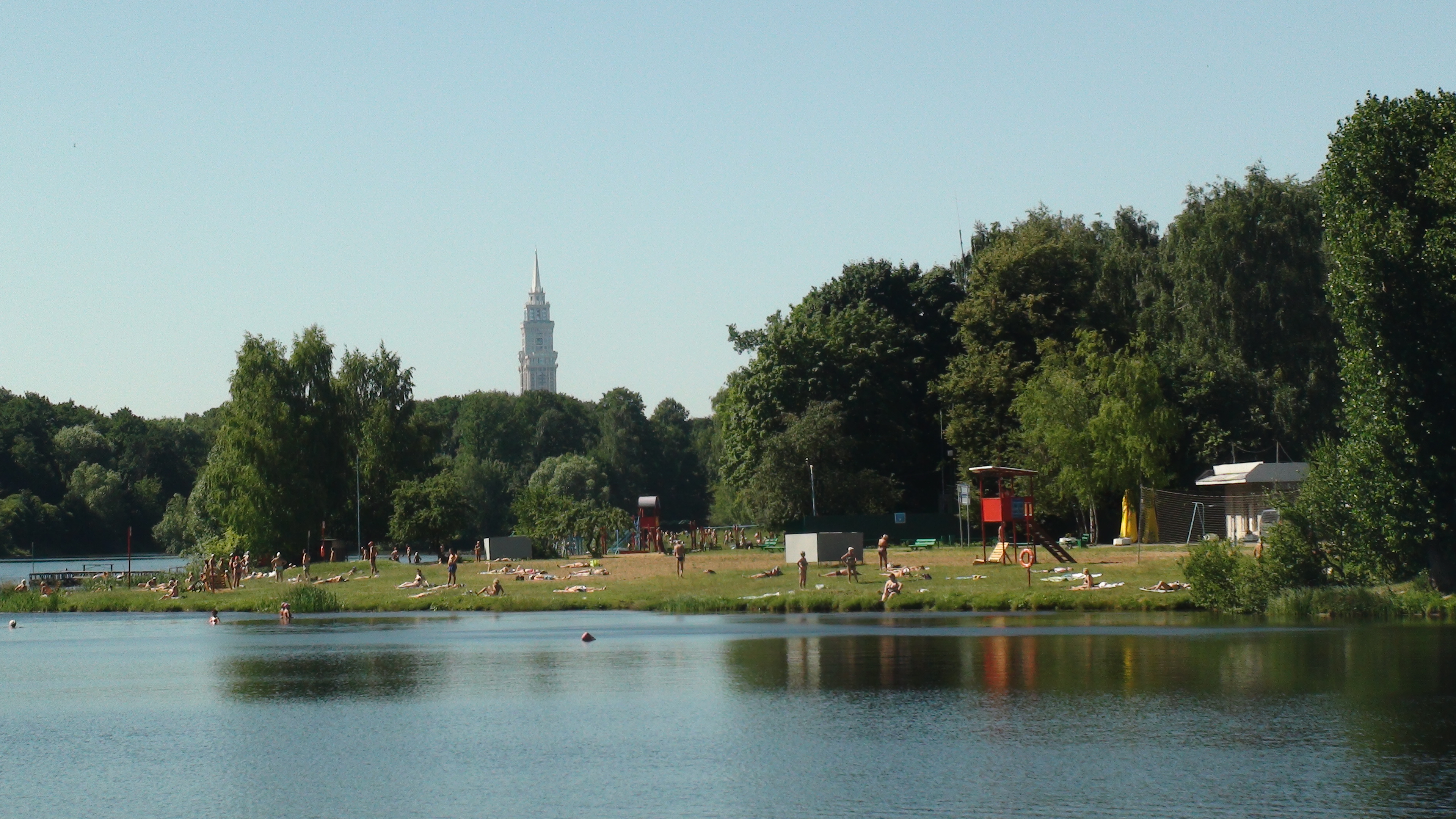
Пляж в Коптево, Большой Садовый пруд

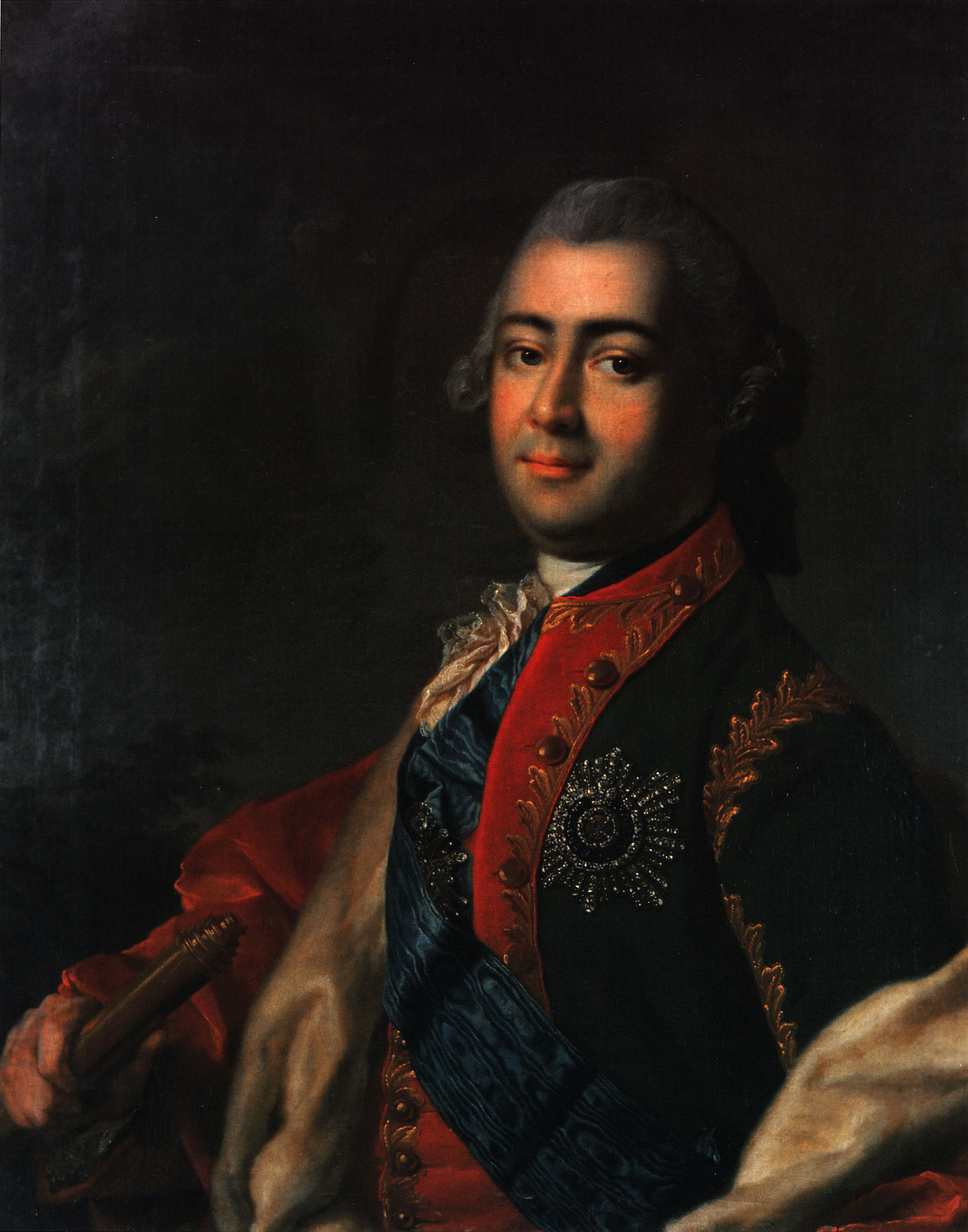
Граф Алексей Разумовский

### Тимирязевский парк и Большой Садовый пруд
На границе Коптева расположен Тимирязевский парк и Большой Садовый пруд с песчаным пляжем, где также действует пункт проката лодок и работает станция МЧС. Зимой в водоёме организуют проруби для крещенских купаний. Пруд был выкопан в середине XVIII по приказу графа Разумовского, фаворита императрицы Елизаветы, и согласно преданию, его западный берег напротив от Петровской усадьбы изначально имел очертания рукописной буквы "Е" в честь имени самой императрицы. На берегу пруда при гетмане Кирилле Разумовском был устроен «античный» грот, сохранившийся до нашего времени. Другой грот, где в 1869 году членами революционного кружка «Народная расправа» был убит студент академии Иванов, был разрушен в 1890-е годы. Преступление вдохновило Фёдора Достоевского на создание романа «Бесы». Раскрытие «нечаевского дела» подтолкнуло Михаила Салтыкова-Щедрина к написанию последней главы своего романа «История одного города», в которой он сатирически изобразил идеи радикальных социалистов.

### Бульвар Матроса Железняка

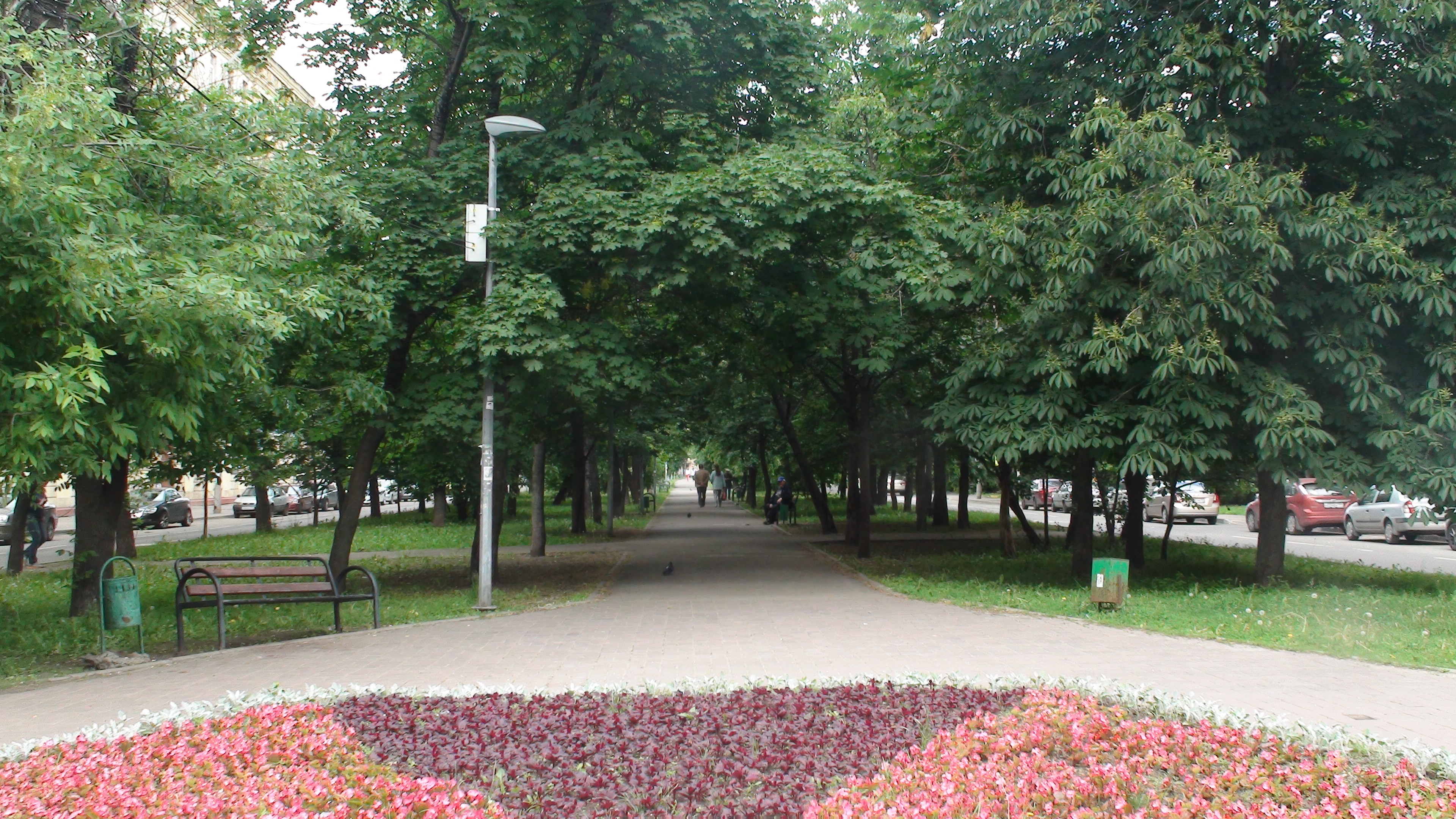
Коптево, Бульвар Матроса Железняка

Матрос Железняк — балтийский матрос, участник революции 1917 года в России.

Бульвар Матроса Железняка — зелёный бульвар длиной 1,6 км с прогулочным сквером посередине, проходящий дугой с севера на юг в центральной части района Коптево. На бульваре произрастают декоративные каштаны, что делает бульвар особо привлекательным в период цветения весной и в летний период.

### Сквер «Бригантина»

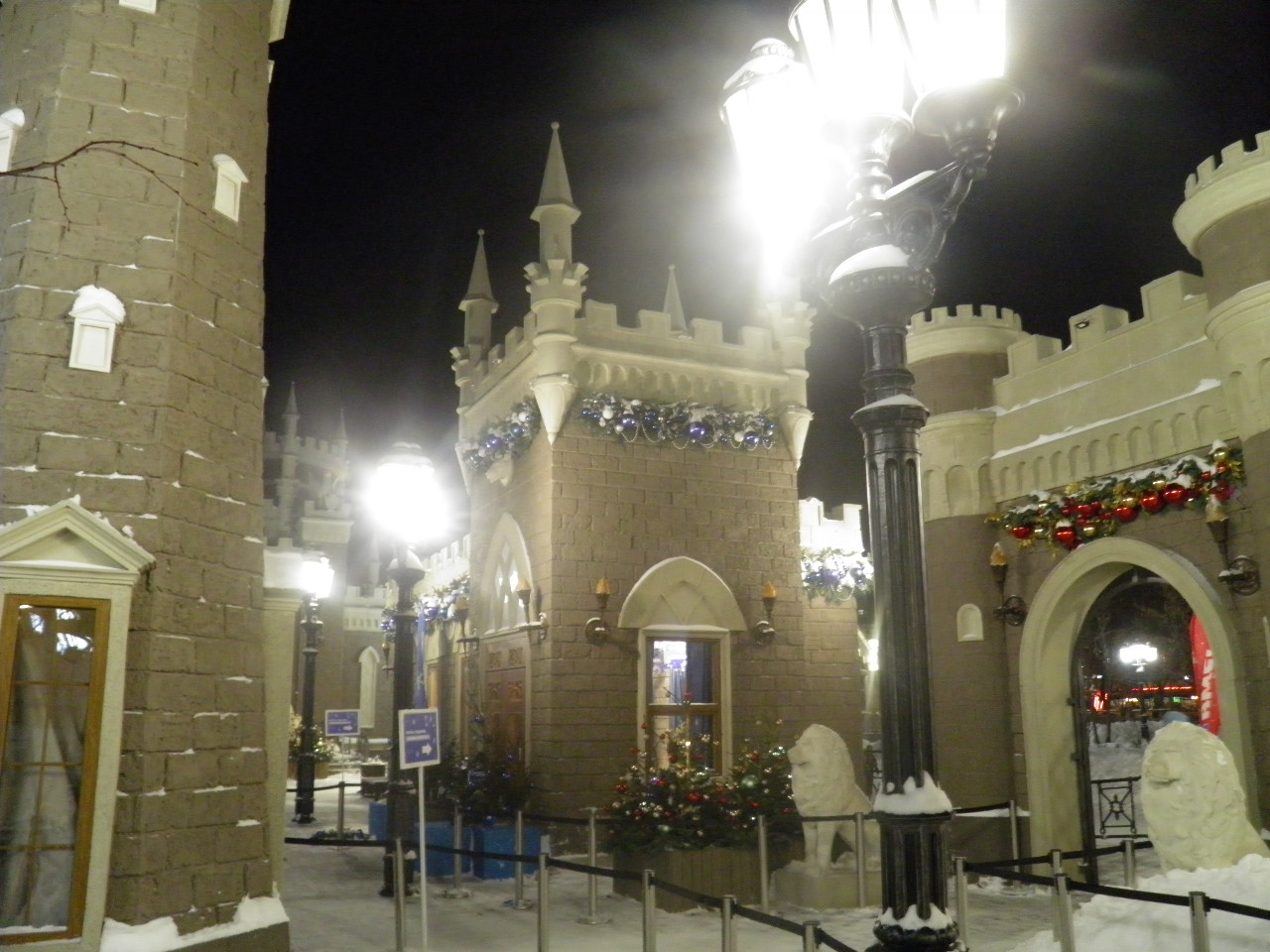
Коптево, фестивальный городок «Ласточкино гнездо» в сквере «Бригантина»

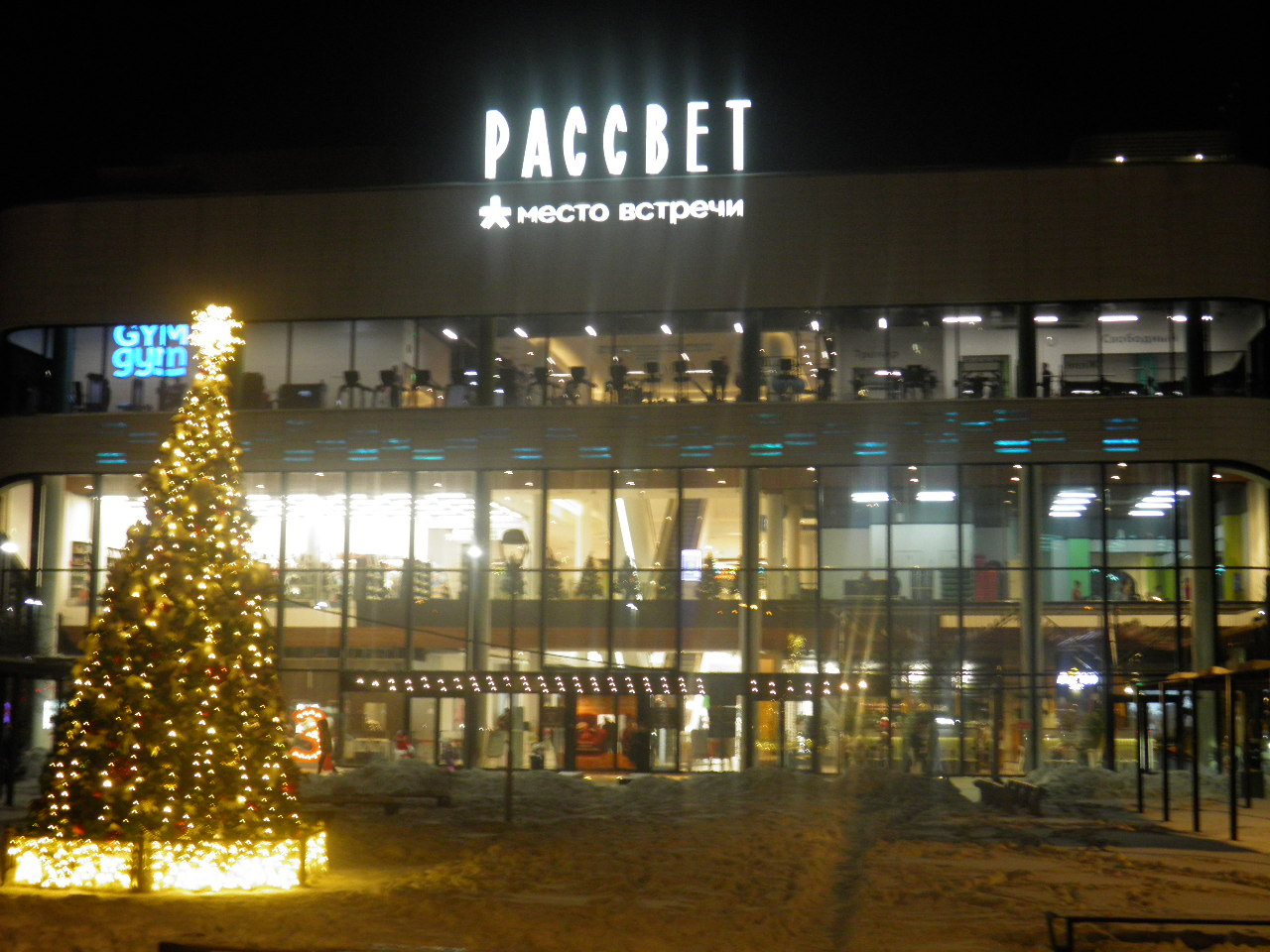
Коптево, Кинотеатр «Рассвет»

Сквер располагается по адресу Коптевский бульвар 15. В 2016 году территория была обновлена: реконструированы прогулочные дорожки, обустроен теннисный корт и заменен игровой корабль на детской площадке, обновлена хоккейная площадка площадью 56х26 метров и с теплой раздевалкой, сценой, спортивной зоной с роллердромом и столами для настольного тенниса. Построена фестивальная площадка «Московских сезонов» с круглогодичной ярмаркой в стиле достопримечательностей Крыма.

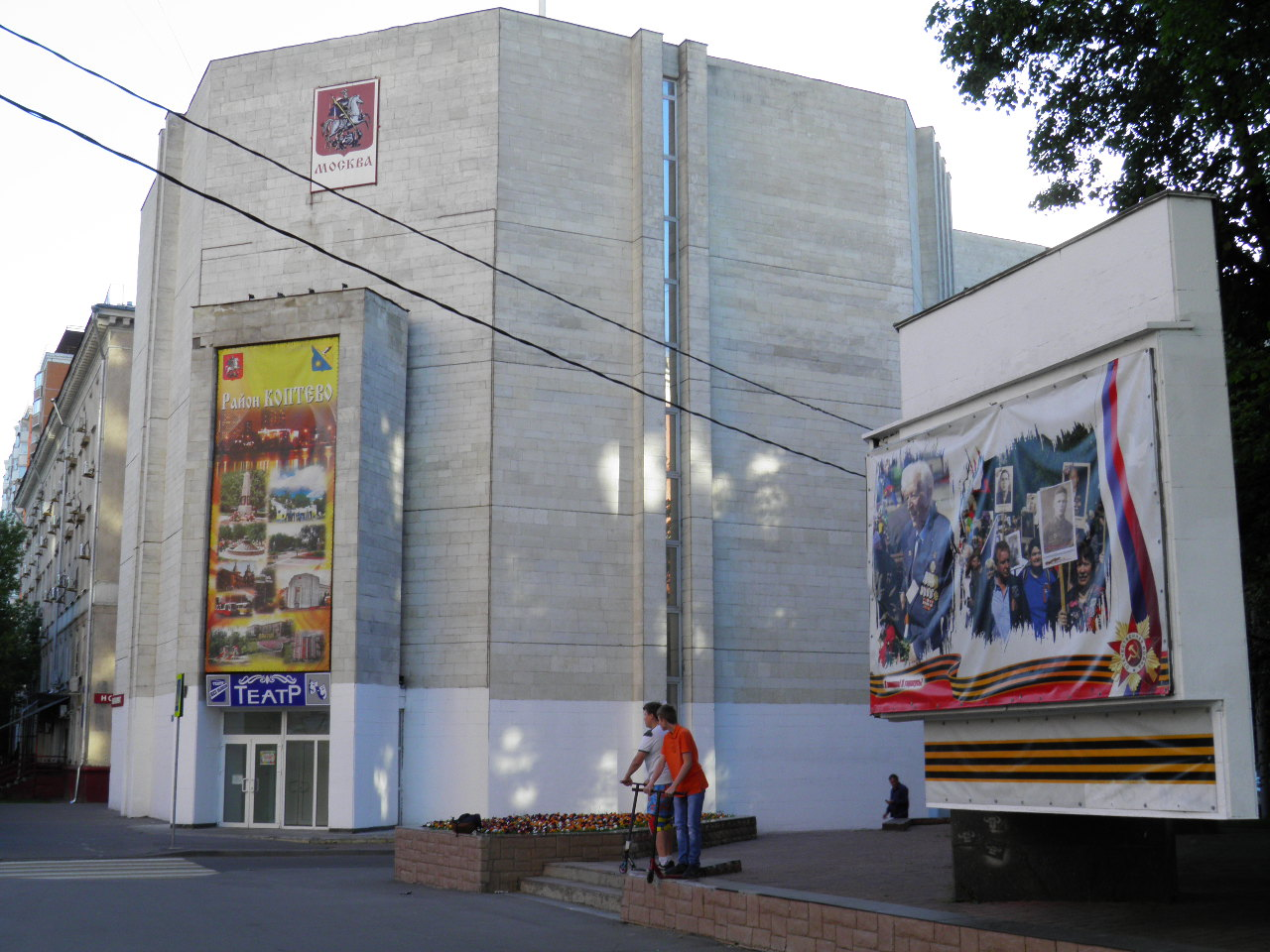
Коптево, Театр, здание Железнодорожного РК КПСС, модернизм

### Сквер Зои и Александра Космодемьянских
Сквер площадью два гектара располагается на пересечении улиц Клары Цеткин и Зои и Александра Космодемьянских. Северная часть сквера прилегает к районному центру «Рассвет» на месте советского кинотеатра. Перед зданием располагаются перголы со скамейками для отдыха и цветники.

### Сквер в проезде Черепановых
Сквер протянулся вдоль проезда Черепановых и линии Московского центрального кольца. Его обустроили в 2019 году в рамках благоустройства территории у станции МЦК «Лихоборы» напротив дома 68 в проезде Черепановых. Здесь проложены пешеходные дорожки, установили фонари и скамейки. Для отдыха жителей в сквере располагаются две детские площадки, воркаут-зона, площадка для выгула собак и каток с раздевалками.

## Спорт и отдых

### Стадион Наука
Стадион «Наука» расположен по адресу улица Большая Академическая, 38. Стадион находится в федеральном подчинении и является спортивной базой Московского авиационного института (МАИ). В спортивный комплекс стадиона «Наука» входят футбольное поле, беговые дорожки, легкоатлетические секторы площадью более 10000 м² и 5 игровых залов. Стадион «Наука» был построен в период с 1941 по 1962 год.

### Спортивные клубы
В Коптево расположены фитнес-клубы «Gym-Gym» в районом центре «Рассвет», «Fitness-Time» на Коптевском бульваре, а также спортивный комплекс с бассейном «Академический» в Лихоборах.

### Коптевские бани
Коптевские бани были построены в 1958 году как общественные бани. После капитальной реконструкции в 2015 году вновь стали популярным местом отдыха. Имеют мужское и женское отделения. Расположены по адресу улица Большая Академическая 13а.

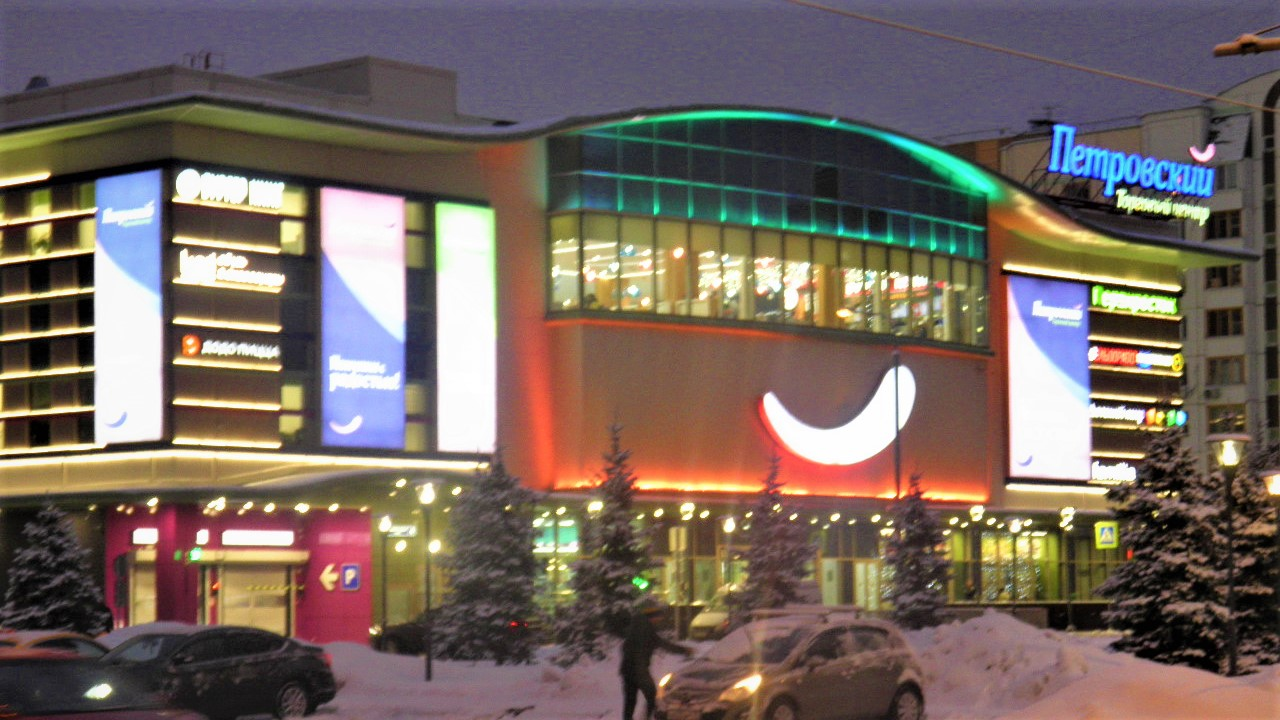
Коптево, ТЦ "Петровский"

## Торговля
Основные торговыми улицы — Михалковская и Новопетровская, являющиеся старейшими дорогами в этой местности с XVIII века — «Михалковское шоссе» и «Дорога в Петровскую Академию». Действуют ТЦ «Петровский» и ТЦ «Рассвет». Коптевский рынок, построенный в 1949 году по проекту Якова Лихтенберга и А. П. Дмитриева и декорированный шатрами, резными карнизами и наличниками в русском стиле, утраченными при реконструкции 2008 года, сохраняет свой профиль рынка фермерской продукции. 

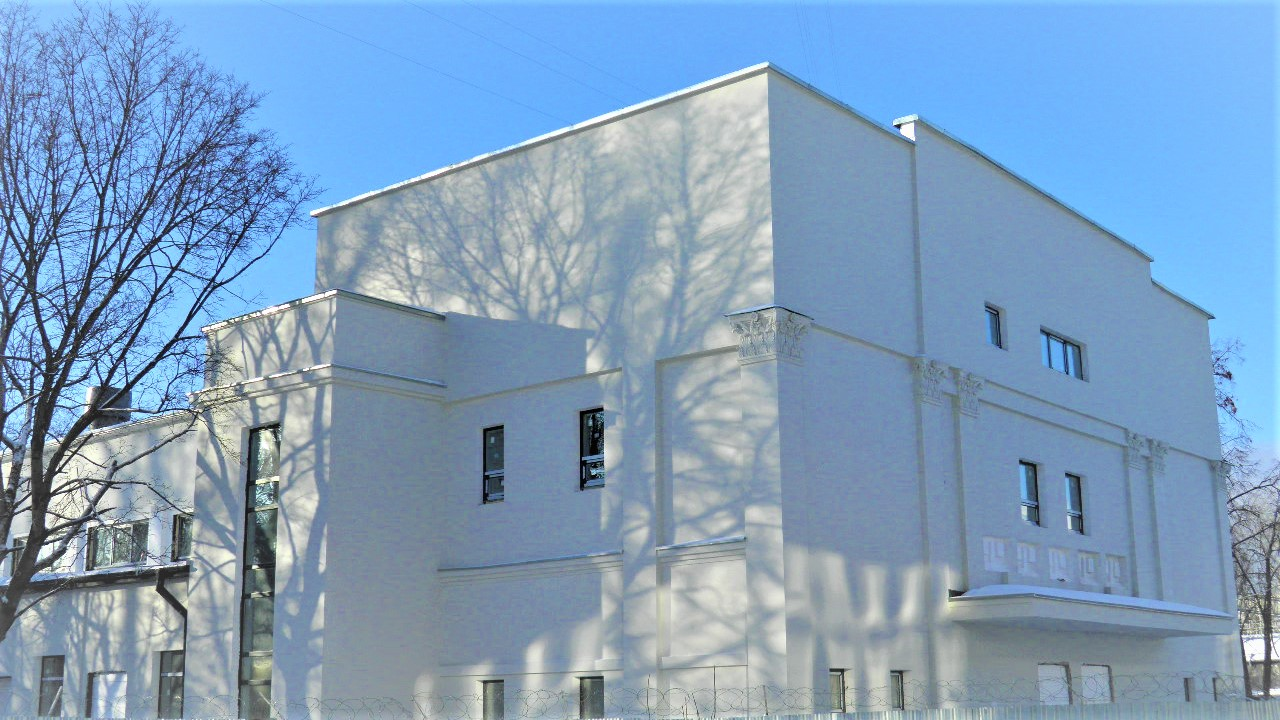
Коптево, Дом культуры «Железнодорожник», архитектура Ар-деко и Баухаус, 1935

## Музеи, учреждения культуры и досуга
Железнодорожный музей «Паровозное депо на станции Подмосковная» был открыт в 2015 году вблизи станции МЦД-2 «Красный балтиец». Музей автомобильных историй по адресу ул. Коптевская, 71 показывает историю детских педальных автомобилей. Музей трёх актёров, посвящённый Юрию Никулину, Георгию Вицину и Евгению Моргунову, располагается на ул. Новопетровской, 10. Музей С. Я. Маршака с фотодокументальными и историко-литературными материалами расположен в Педагогическом колледже по адресу ул. Большая Академическая 77а. Кинотеатр «Рассвет» сети «Каро» по адресу ул. Зои и Александра Космодемьянских, 23 после реконструкции вновь стал местом досуга. Театр «Без вывески», основанный в 1977 году, расположен по адресу ул. Зои и Александра Космодемьянских, 31к2. Дом культуры «Железнодорожник» архитектора Б. Н. Шатнева в стиле баухаус и ар-деко 1935 года расположен по адресу проезд Черепановых, 24. Кинотеатр «Байкал», построенный в 1970 году в стиле модернизма, после реконструкции вмещает ряд кафе и лаунж-бар.

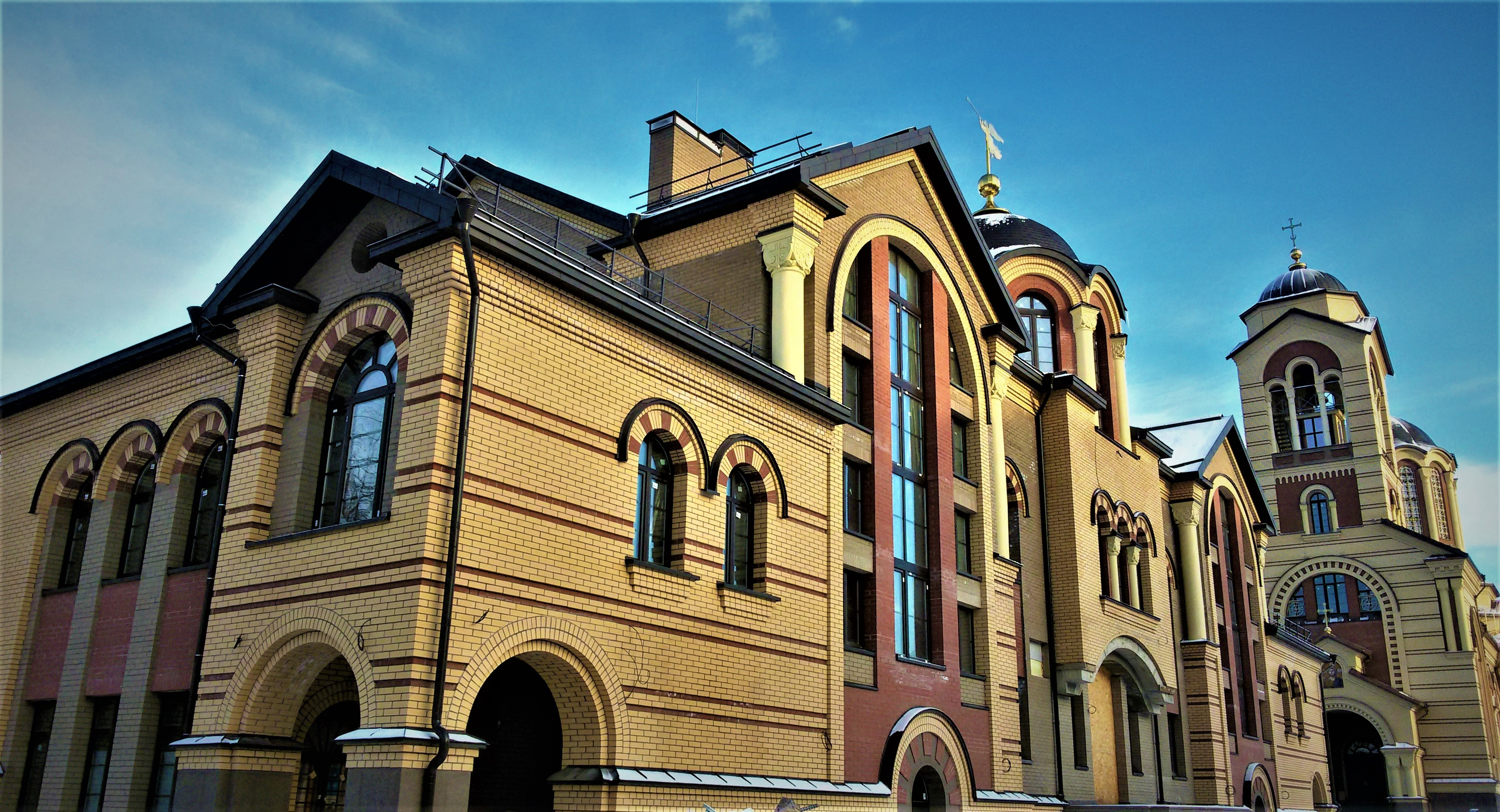
Коптево, Храм Спиридона Тримифунтского

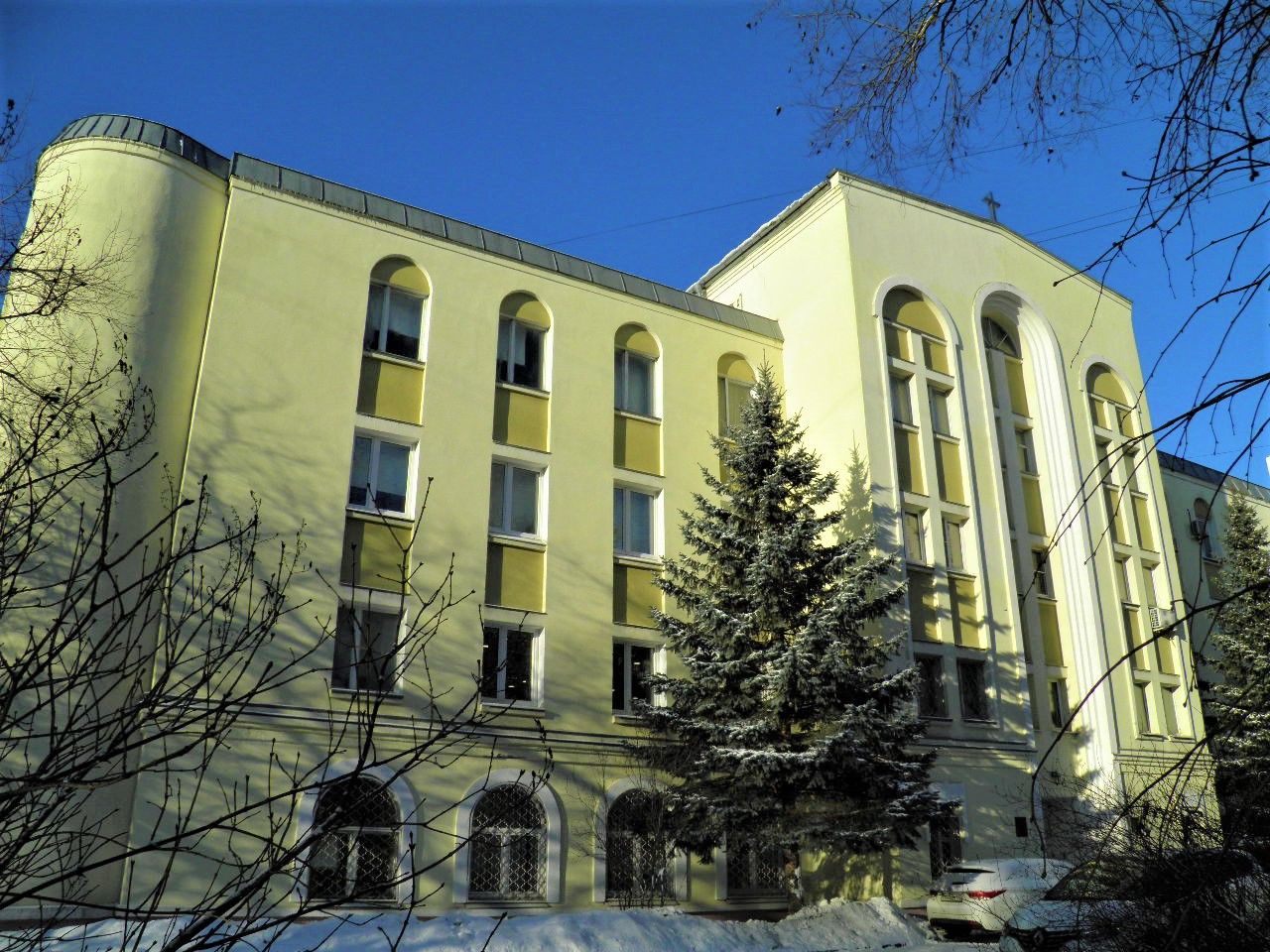
Коптево, Методистская церковь с корейским приходом, постмодернизм

## Религиозные организации

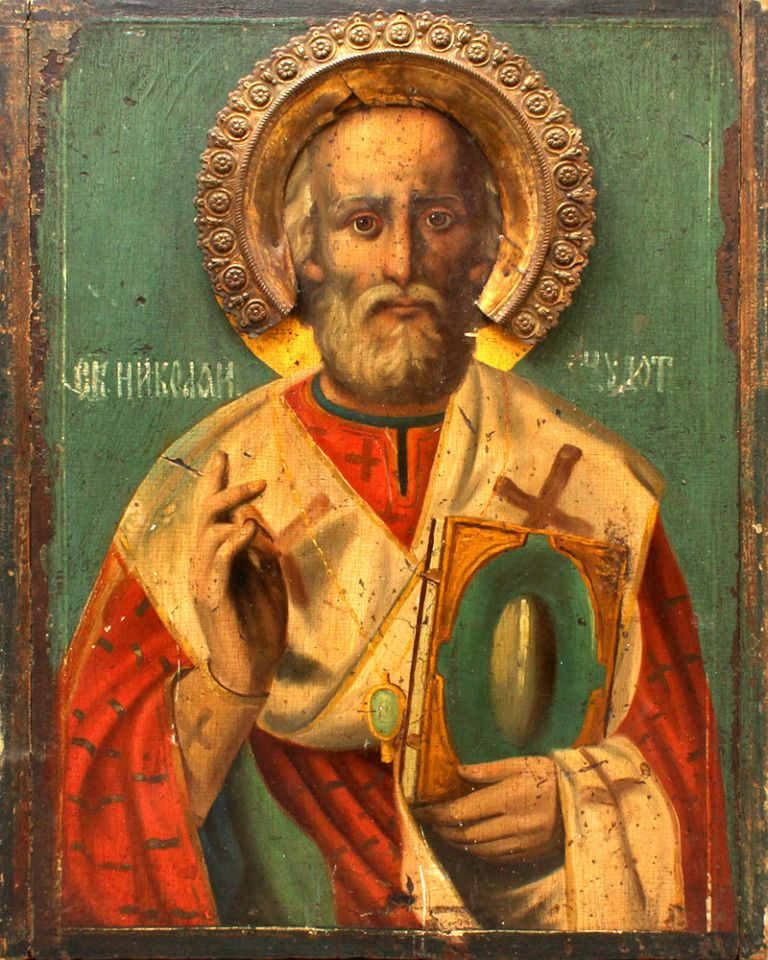
Николай Чудотворец, Россия, XIX век

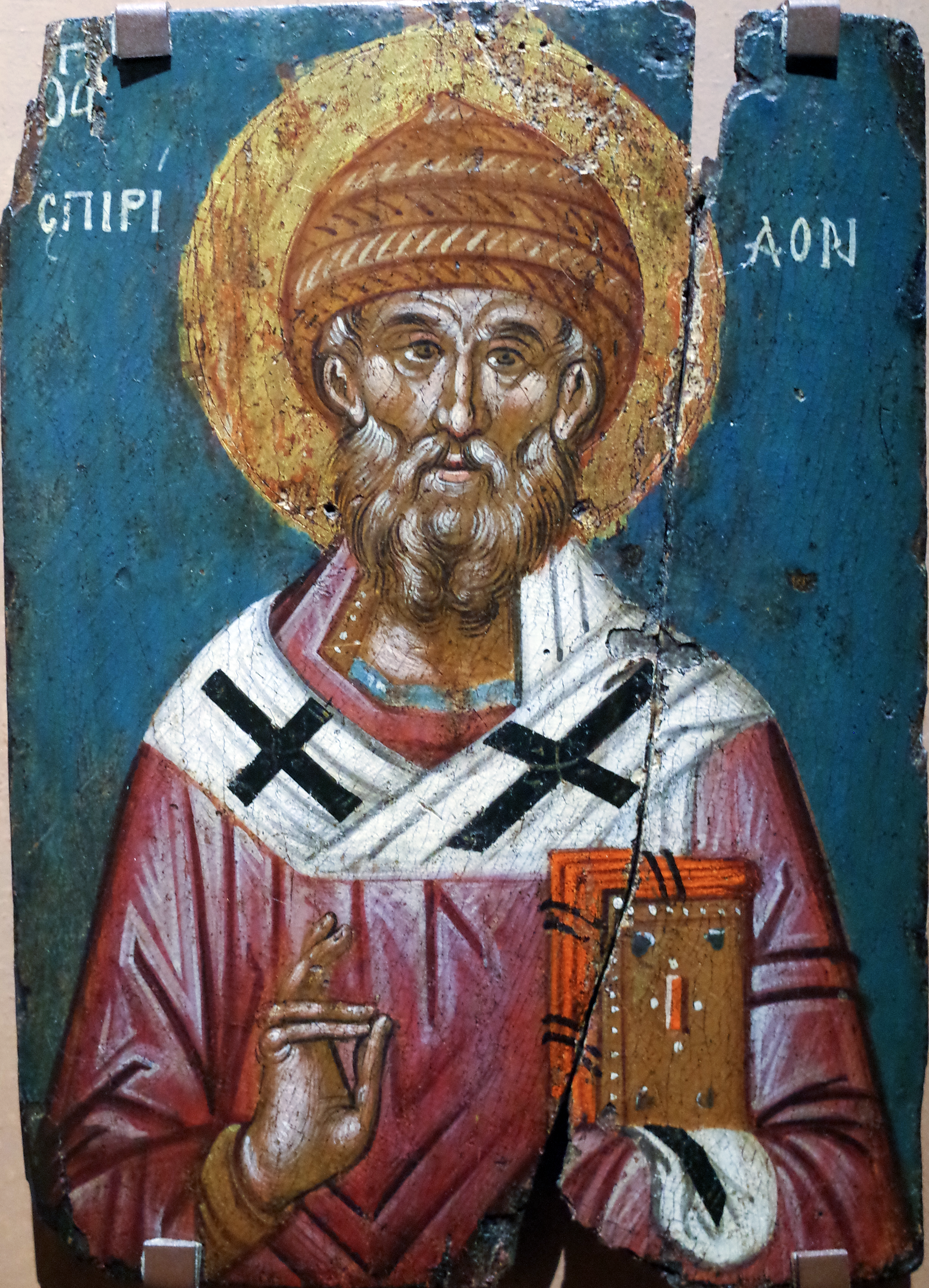
Спиридон Тримифунтский, Музей византийской культуры, Салоники, Греция

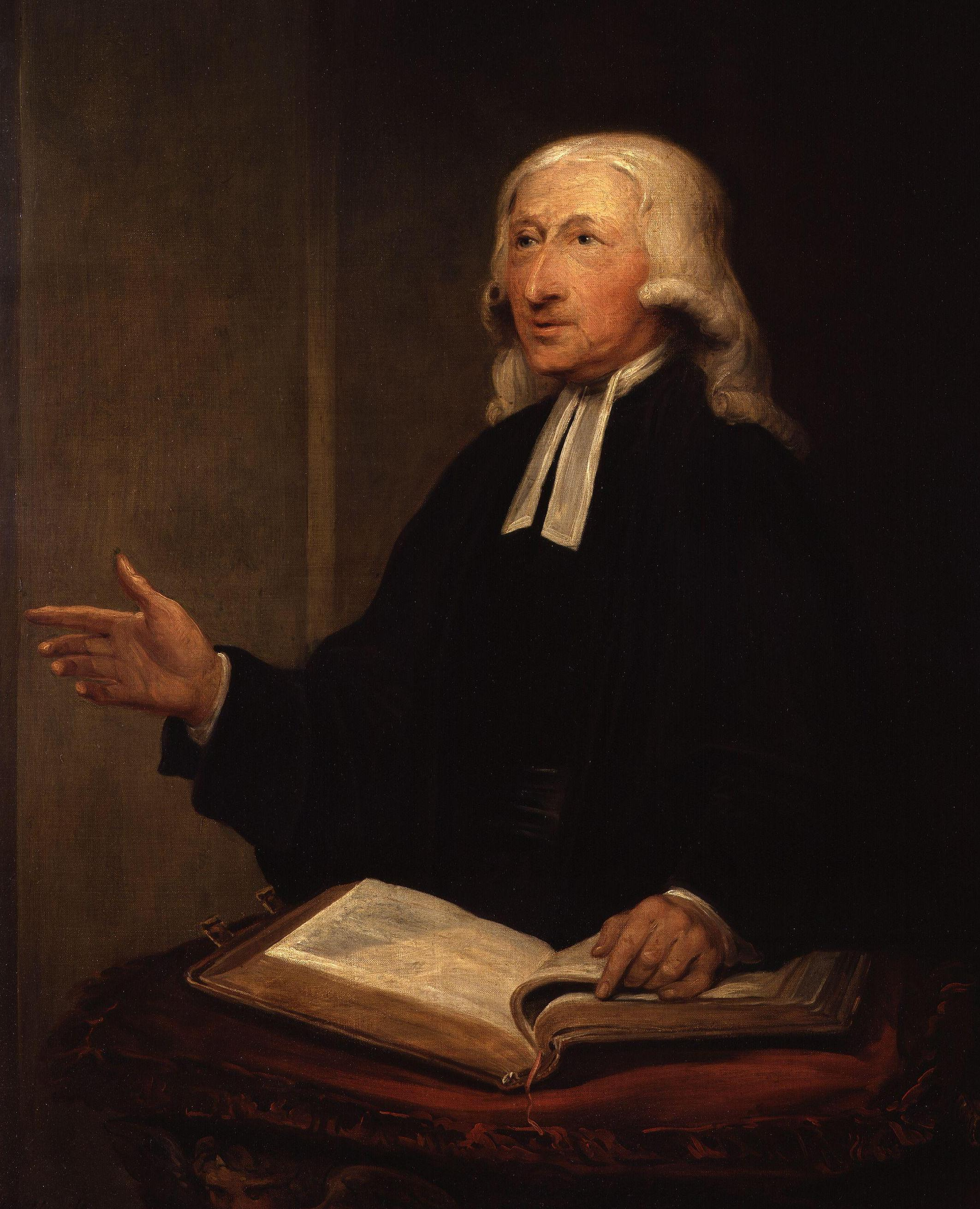
Джон Уэсли, основатель методизма, Национальная портретная галерея, Лондон

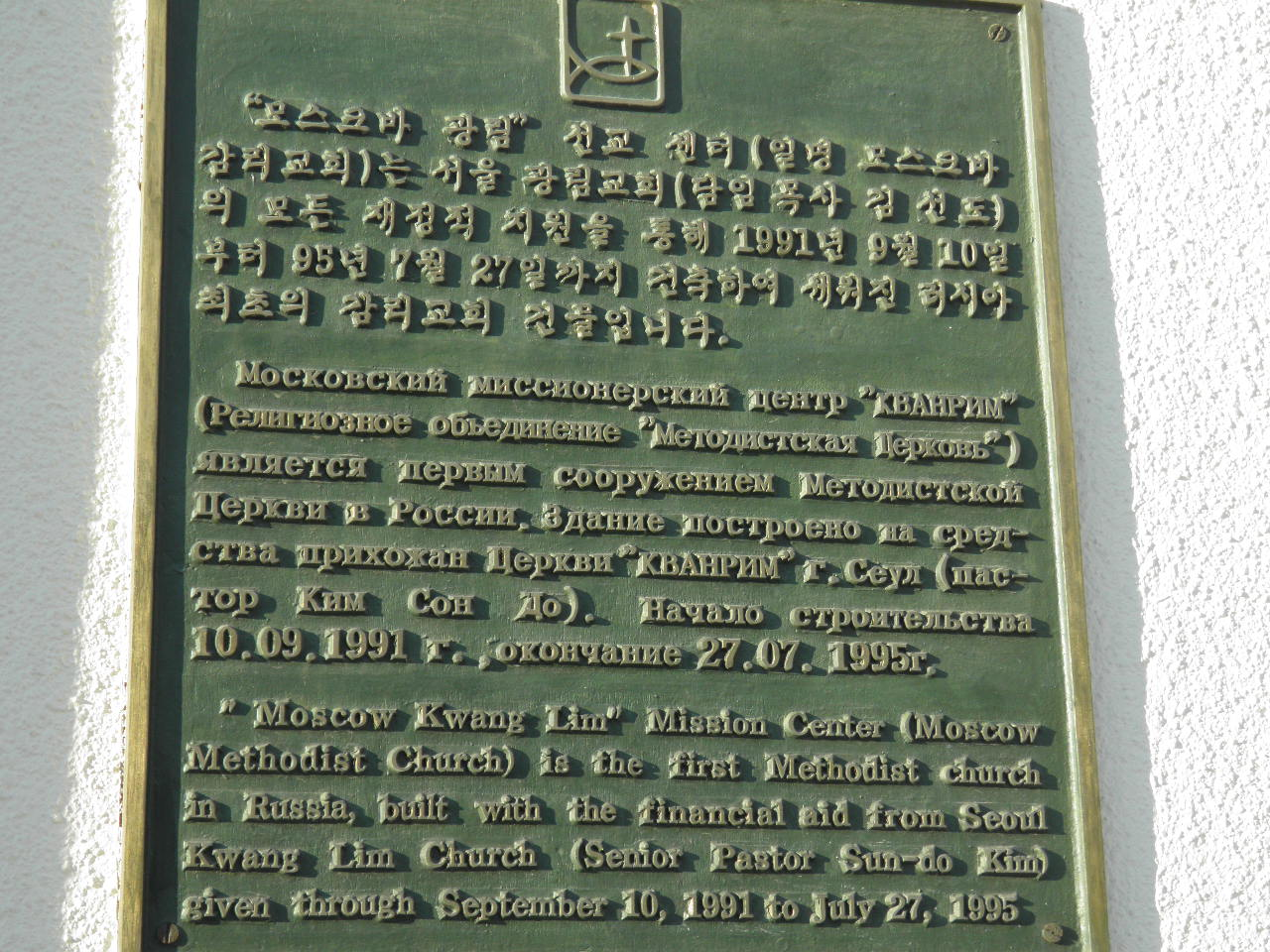
Методитская церковь, корейский приход, Коптево

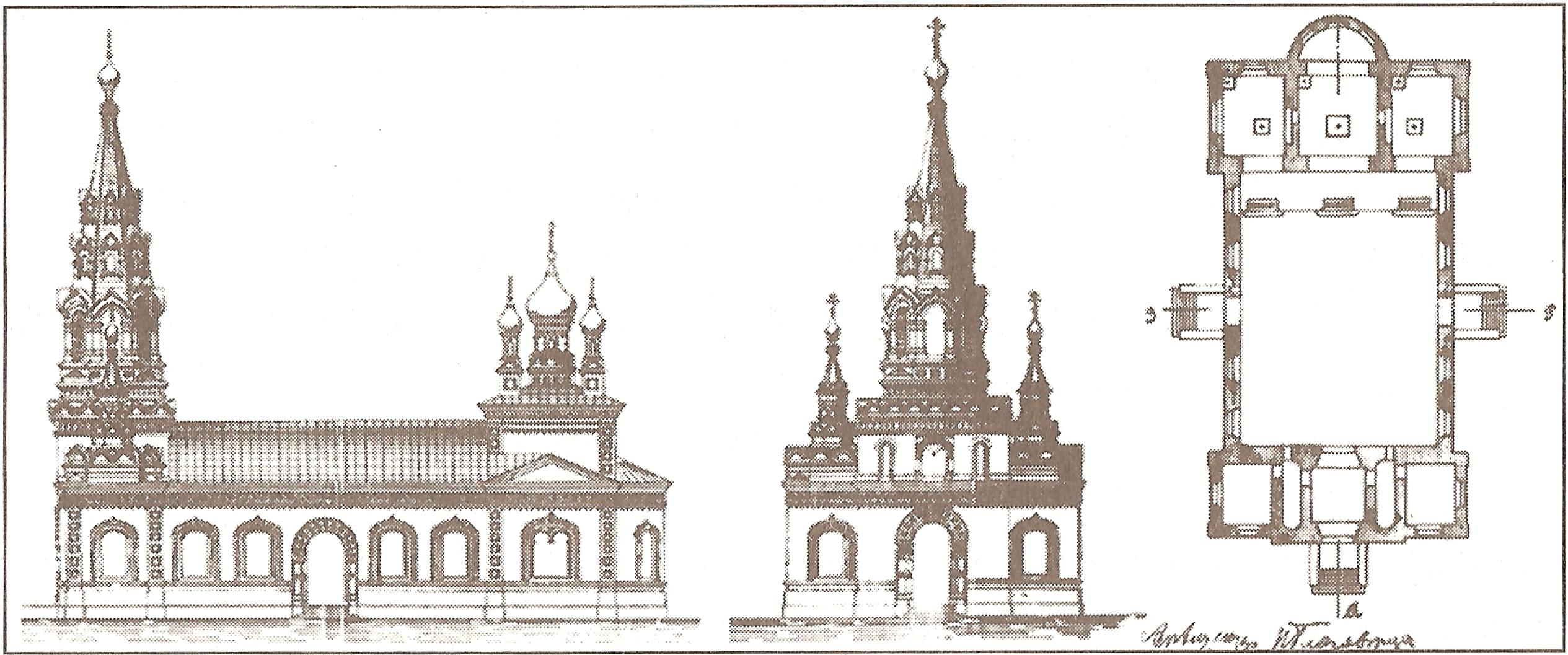
Храм Святителя Николая в Коптеве, южный и западный фасады, план 1905 года

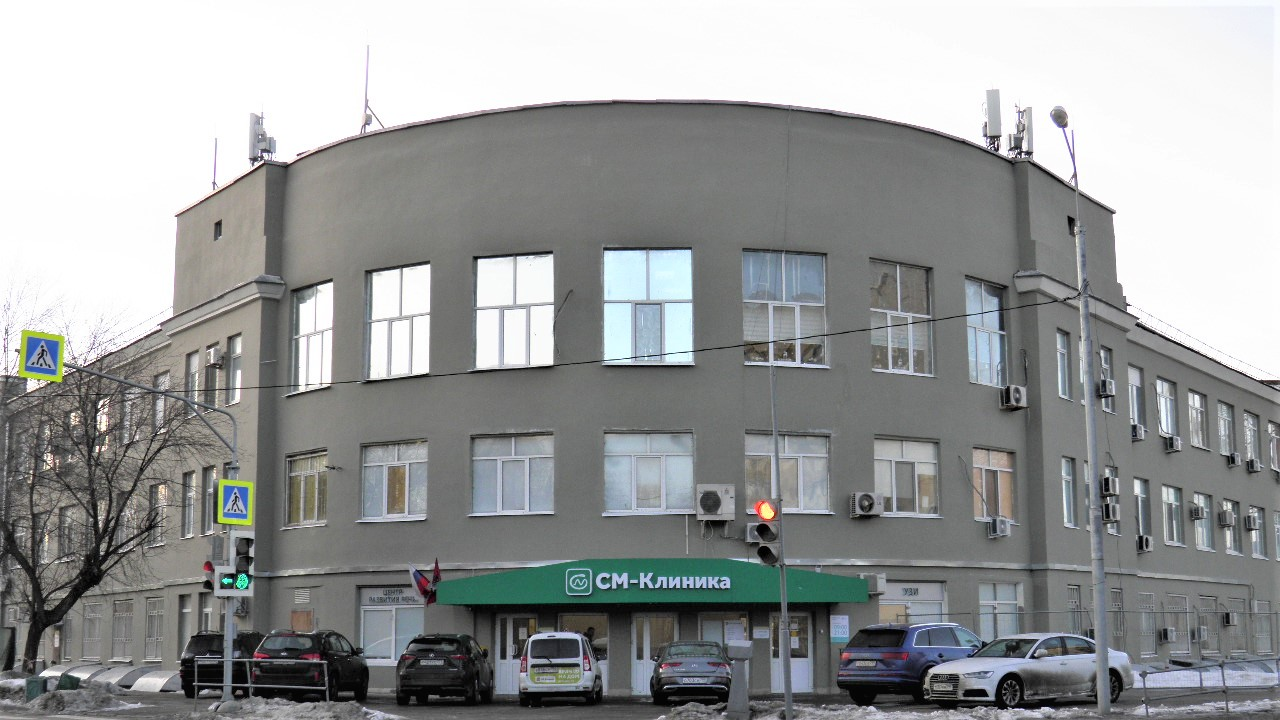
Коптево, Поликлиника, 1940. Архитектура Баухаус

Храм Георгия Победоносца в Коптеве, построен в 1997 году деревянными зодчими из Архангельска в северном русском стиле. Храм Спиридона Тримифунтского в Коптеве, построен в 2022 году в византийском стиле. Храм Святителя Николая в Старом Коптеве, построен в 1907 году и разрушен к 1930 году. Протестантская методистская церковь Кванрим c русским и корейским приходом построена в 1995 году на средства пожертвований прихожан методистской церкви города Сеул.

## Федеральные и ведомственные медицинские учреждения
В связи с санаторно-курортным использованием этой местности в летний период для отдыха семей офицеров Военного поля в дореволюционный период, в 1921 году для лечения инвалидов Первой мировой и гражданской войны был организован лечебно-протезный институт и госпиталь. Сегодня в районе действуют: ЦИТО — Национальный медицинский исследовательский центр травматологии и ортопедии, ул. Приорова, 10; Клинический госпиталь МВД, ул. Новая Ипатовка, 4; Медико-санитарная часть МВД России по Московской области, ул. Новая Ипатовка, 3; Детская инфекционная больница № 6, ул. Большая Академическая, 28; Родильный дом №27 Городской клинической больницы им. Вересаева, Коптевский бул., 5.

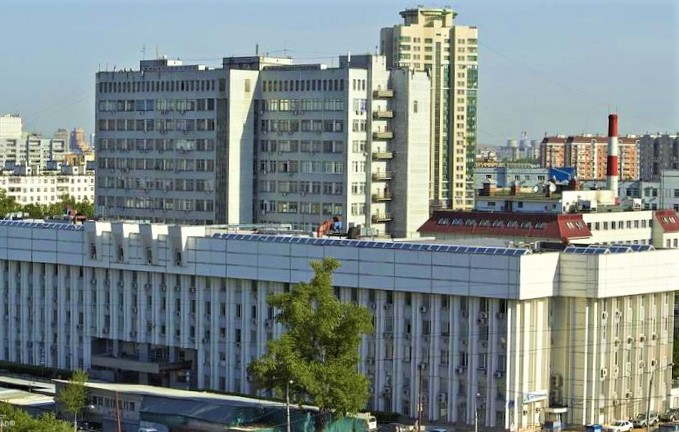
Офис ПАО Северсталь и башня НИИ Биохиммаш

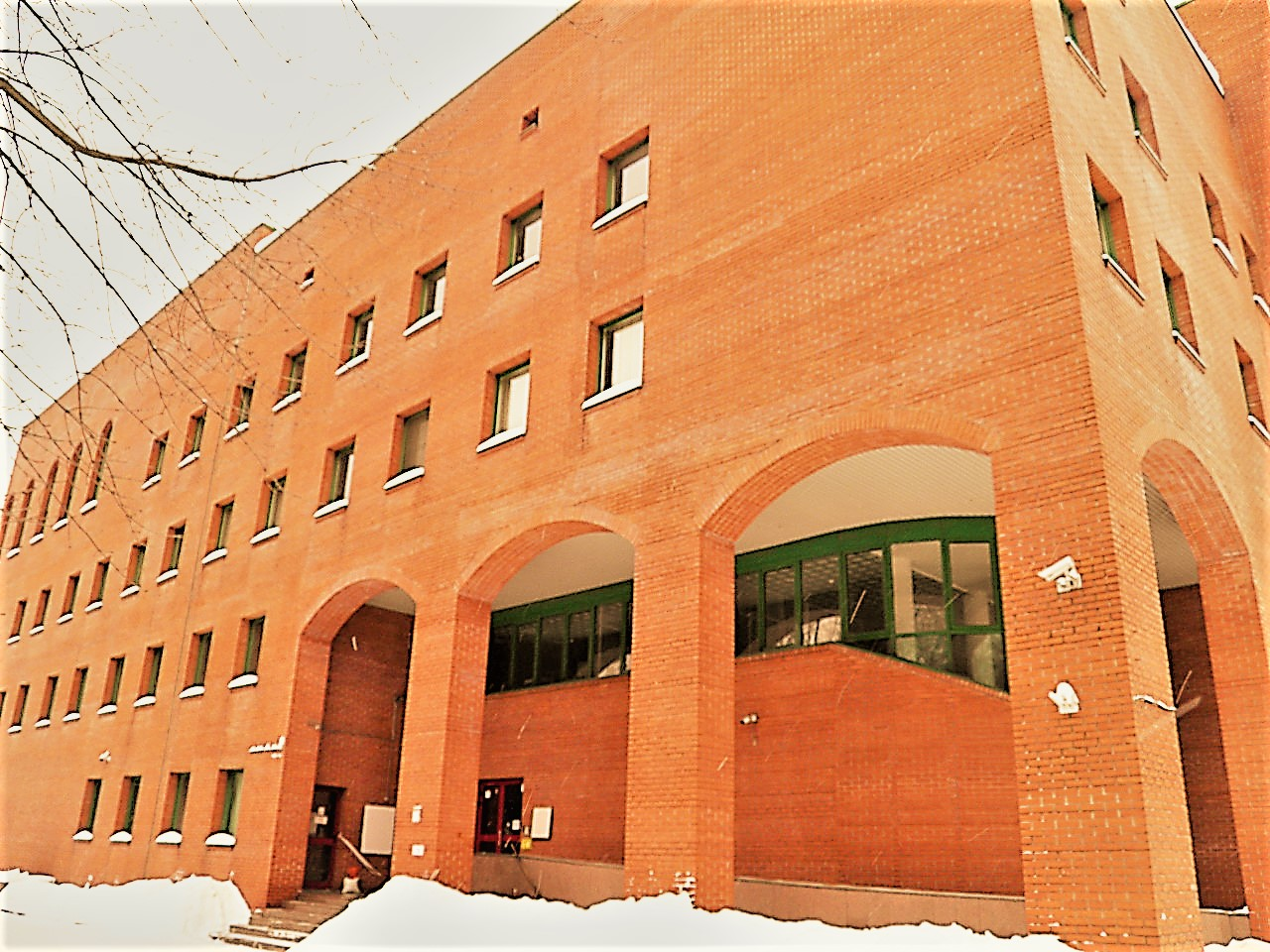
Коптево, здание банка, постмодернизм

## Офисы крупных компаний
В Коптево расположены центральные офисы компаний: ОТП Банк, улица Клары Цеткин, 4А; Северсталь, улица Клары Цеткин, 2; Favorit Motors, ул. Коптевская, 69А стр.1

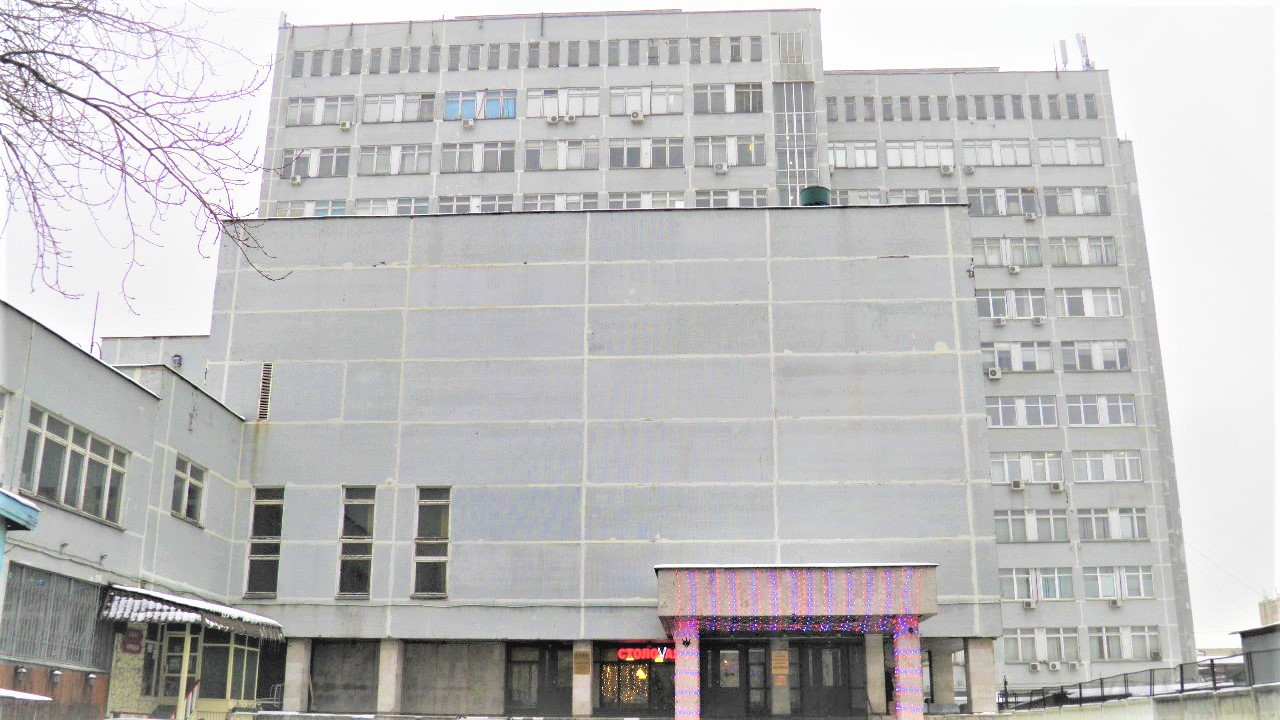
Высотное здание НИИ «Биохиммаш»1979 года постройки

## Научно-производственные организации

"Отстоим Вьетнам!", плакат, Ф.Кагаров, Г. Ткачев, 1965 г.

К концу XIX века одной из основных видов экономической деятельности, наряду с извозом в Москве и со службой при Виндавской железной дороге, стало производство искусственных цветов как модного украшения женской одежды в период рассвета стилей бидермайер и романтизм, а также для домашнего убранства. В 1897 году промышленник Ф.М. Шмаков основал здесь небольшую фабрику по производству искусственных цветов. С развитием технологии предприятие было преобразовано в производство пластиковых цветов,  которое к 1930-м годам дало начало предприятию "Мостпластмасс" по производству легких пластиковых элементов во взрывательных устройствах и боеприпасах, в системах наведения в 1950-х годах и в газоизмерительных датчиках для систем освоения космоса в 1970-х годах. Комплексы С-75 ММЗ "Авангард" были пременены для перехвата американского самолёта разведчика U-2 с пилотом Фрэнсисом Гэри Пауэрсом в 1960 году.  В 1965-1972 годах Советский Союз поставил Демократической Республике Вьетнам 7658 ракет к комплексам С-75, из которых было выпущено 6806 и из которых было уничтожено более 650 американских самолётов, включая стратегические бомбардировщики B-52. Научно-производственная база оборонной и космической промышленности в Коптево была расширена в конце 1970-х годах со строительством нового высотного здания проектного предприятия биохимического машиностроения "Биохиммаш" по изучению и производству биотехнологических систем для космических аппаратов и орбитальных станций. Культурное наследие освоения космоса в Коптево отражено в названии улицы Космонавта Волкова, на которой были выстроены проектные институты ракетно-космической техники и материалов.

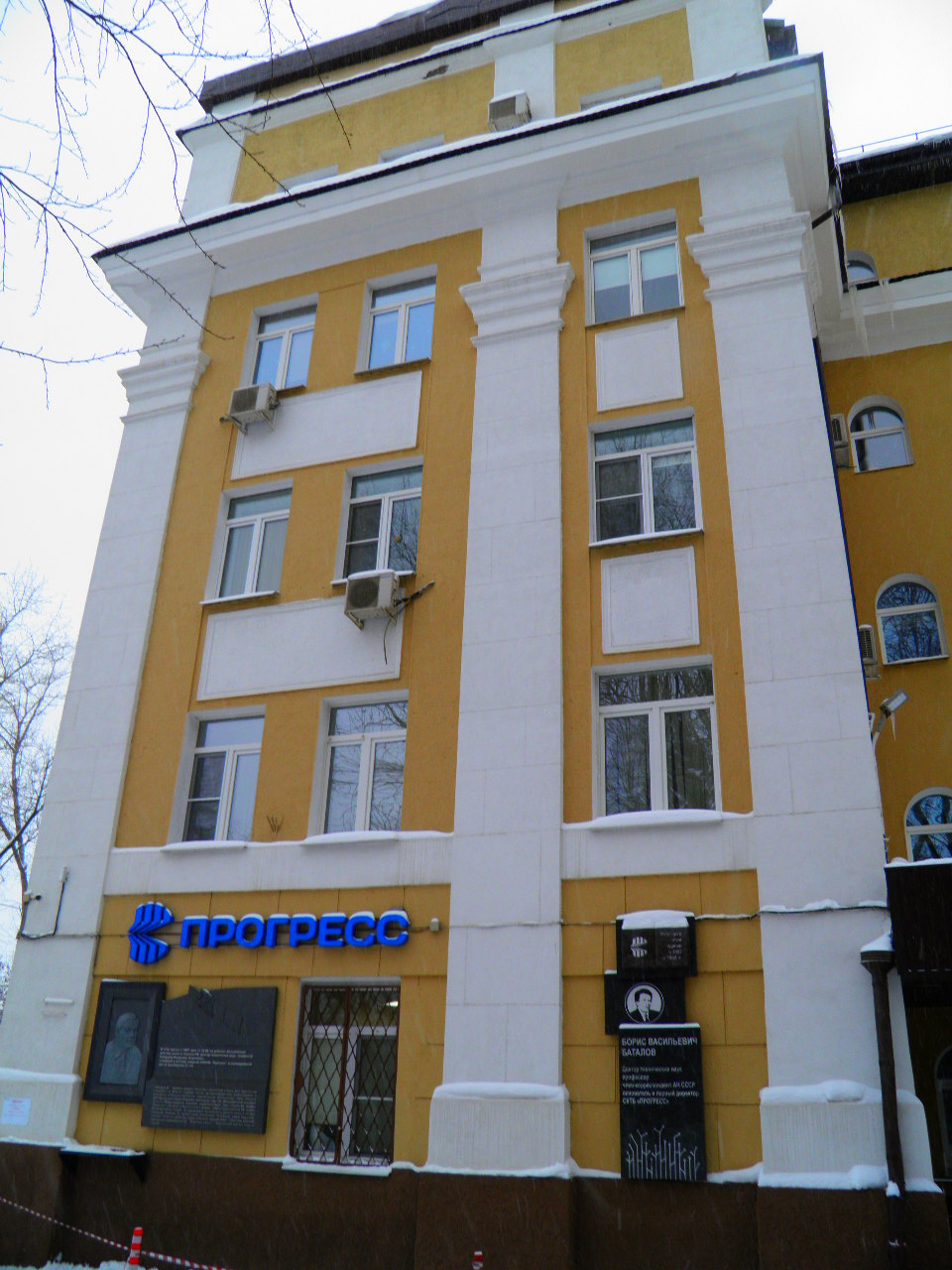
НИИ "Прогресс", разработчкик ЭРА "Глонасс", Коптево

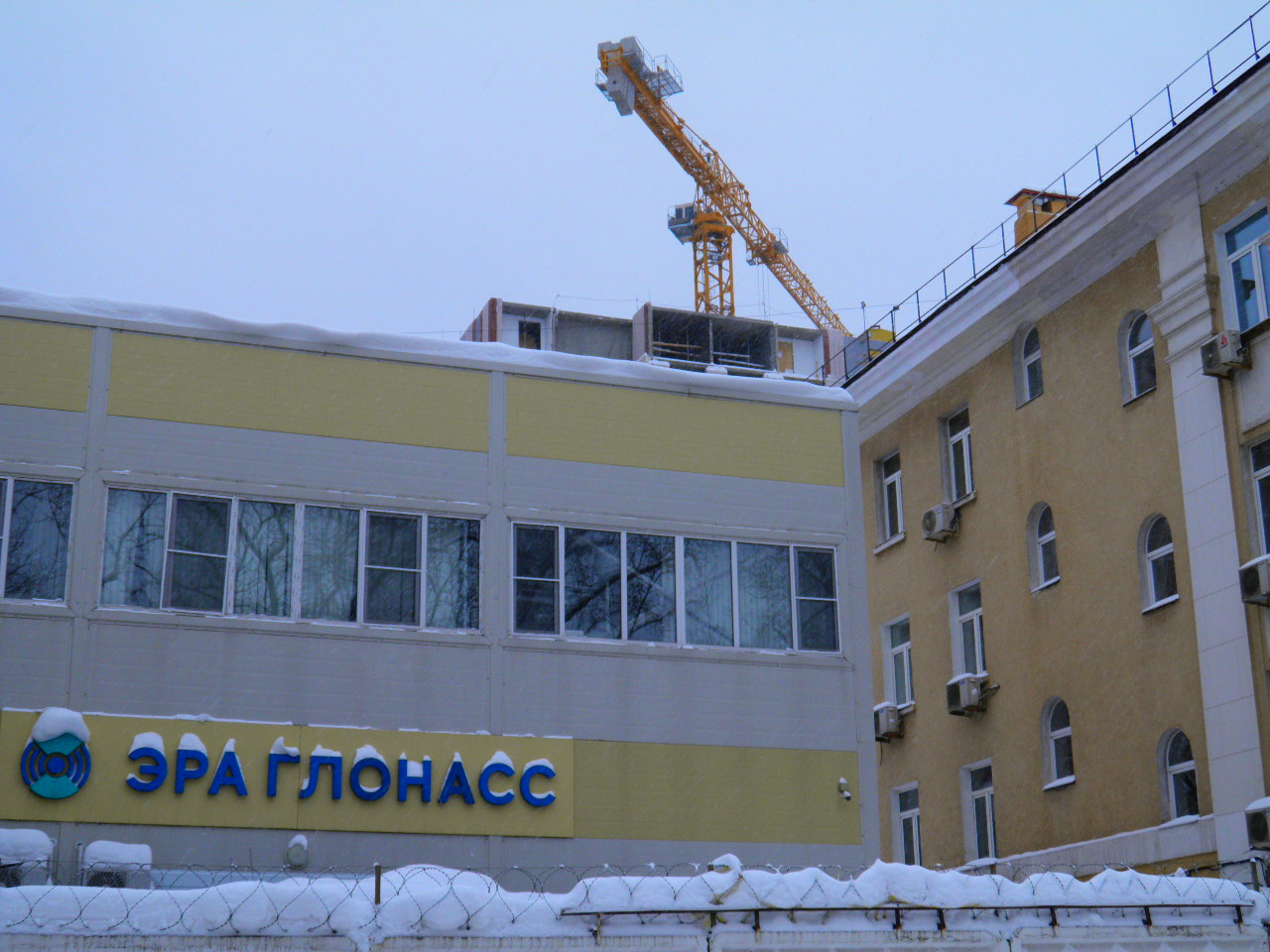
ЭРА "Глонасс", Коптево

Сегодня в районе действуют: НИИ "Биохиммаш", Клары Цеткин 4; НПП "Дельта", Клары Цеткин 18; АО "НПО Поиск", Клары Цеткин 18к2, Московская фармацевтическая фабрика, Фармацевтический проезд 1; НИИ микроэлектронной аппаратуры "Прогресс", разработчик ЭРА "Глонасс", проезд Черепановых 54; Московский комбинат игрушек, ул. Клары Цеткин 28. В районе расположены две электроподстанции ПАО Россети. Под Коптевским бульваром проложена магистральная ЛЭП.

## Образование

Коптево, Университет МВД, советский модернизм

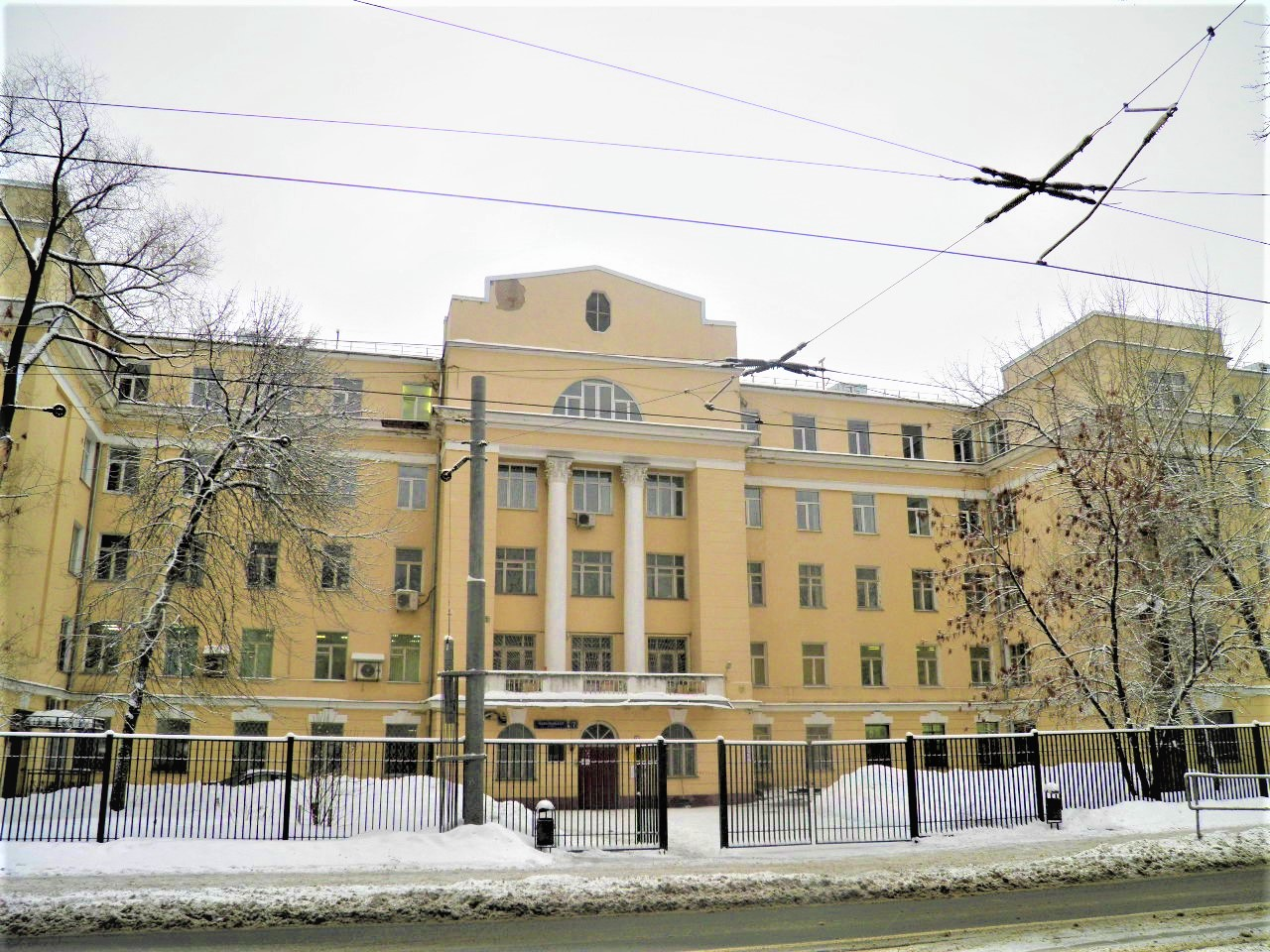
Коптево, Высшая школа печати, советский ар-деко, 1938г.

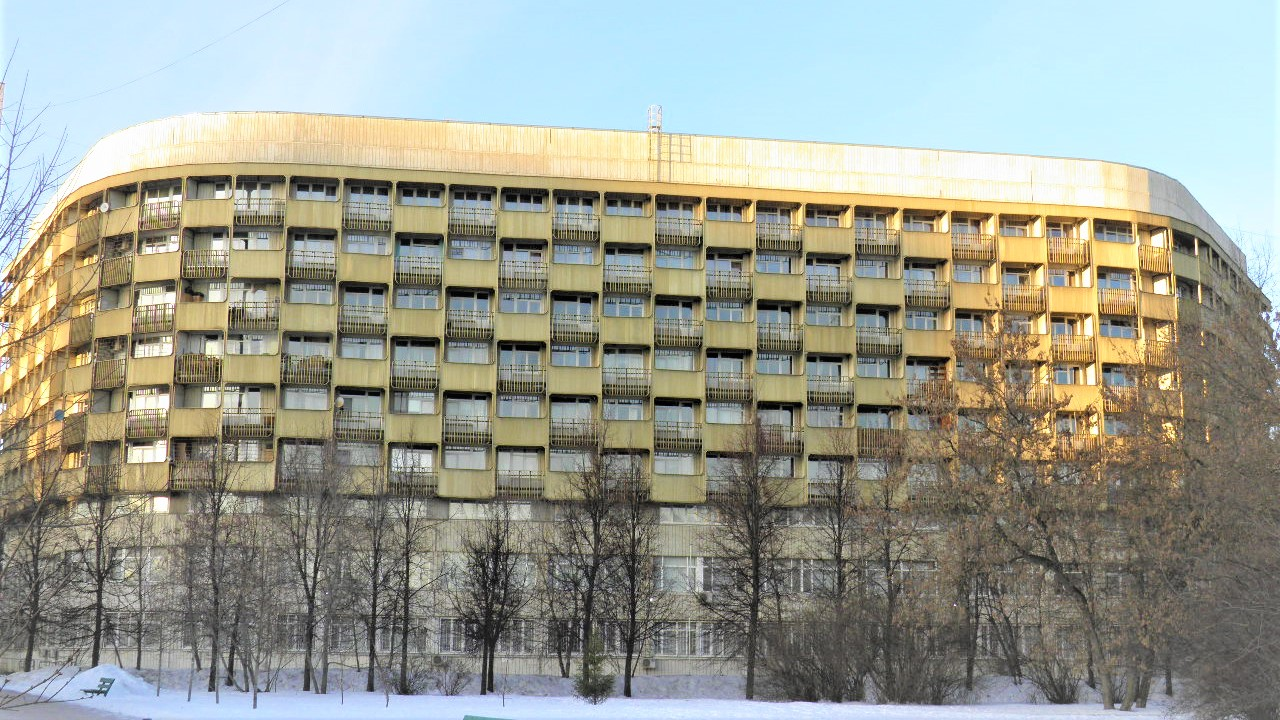
Коптево, кампус университета МВД, советский модернизм, 1979-1983г.

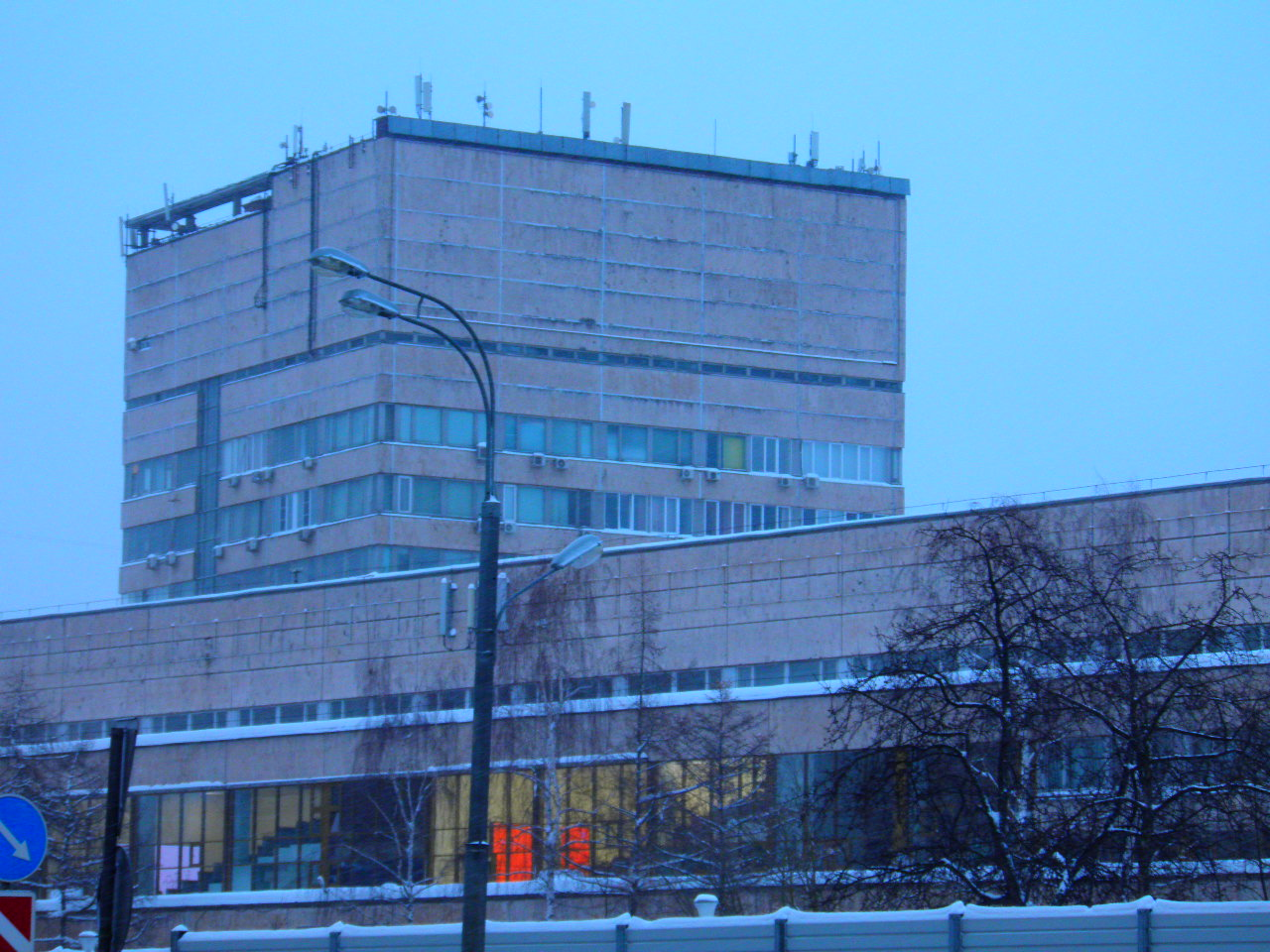
Институт природообустройства, ул. Большая Академическая, советский модернизм

### ВУЗы
В Коптево расположены отделения федеральных и ведомственных высших учебных заведений:  Московский университет МВД РФ им. В. Я. Кикотя, факультет подготовки специалистов в области информационной безопасности,  ул. Коптевская, 63; Высшая школа печати и медиаиндустрии Московского Политехнического университета, институт графики и искусства книги имени В. А. Фаворского, ул. Михалковская, 7; Политехнический колледж № 8 имени И.Ф. Павлова, ул. Приорова, 26с1; Колледж имени С.Я. Маршака Московского городского педагогического университета, Большая Академическая ул., 77Ас1; НИУ Высшая школа экономики, Военный учебный центр, ул. Космонавта Волкова, 18; Институт природообустройства, ул. Большая Академическая.

### Школы

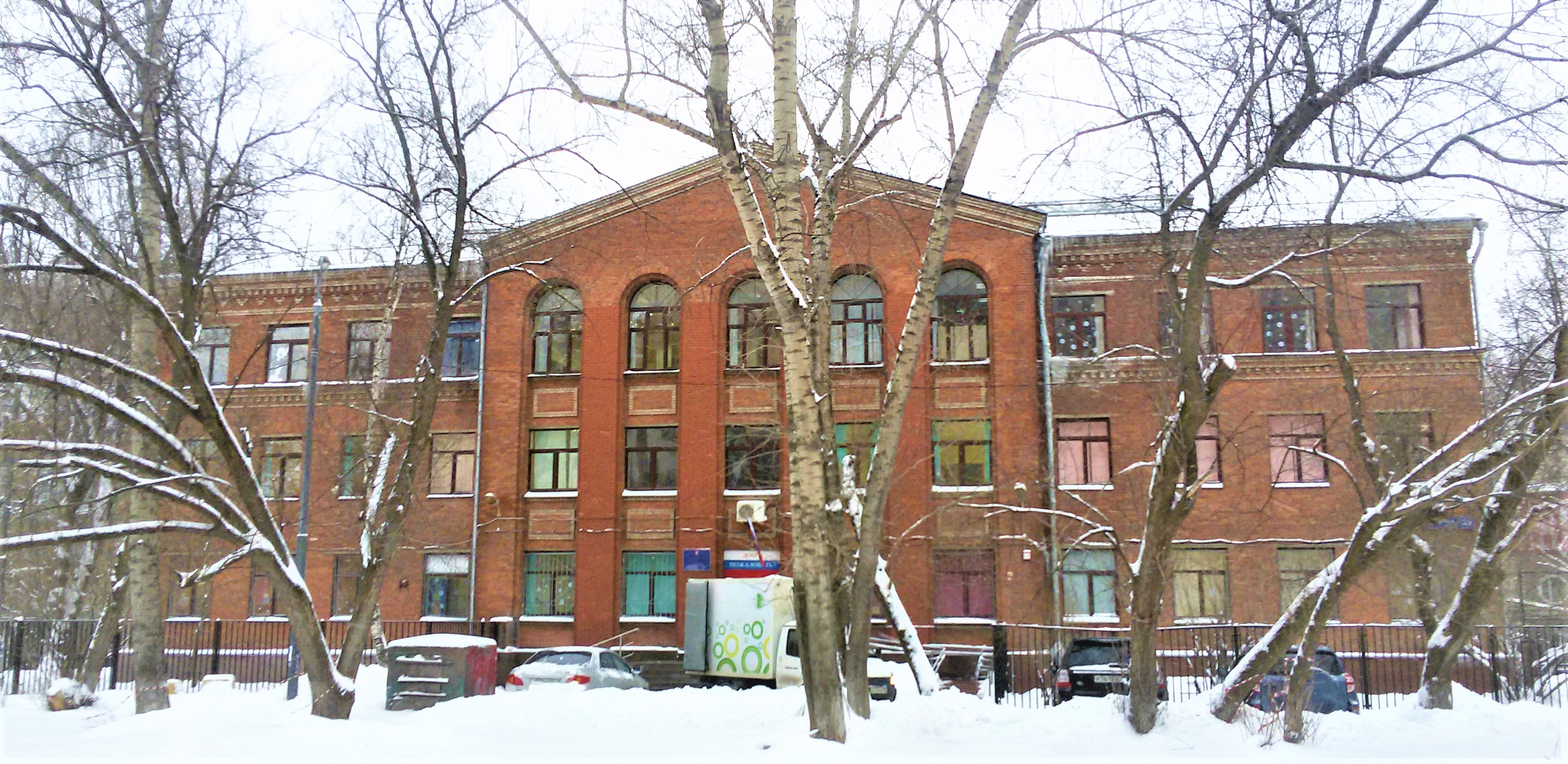
Коптево, Политехнический колледж №8

На территории района расположены 13 общеобразовательных школ и 17 детских садов, в том числе: Первый Московский кадетский корпус, 4-й Новомихалковский проезд 14с1; Школа № 185, Михалковская 3; Школа № 1211, Зои и Александра Космодемьянских 35А; Школа № 90 Ларикова, 3-й Михалковский переулок 15А. В частной Британской международной школе по адресу Б. Академическая 24 и 6А преподавание ведется на английском языке по системе образования Великобритании и по российским государственными стандартами.

## Автомобильные дороги

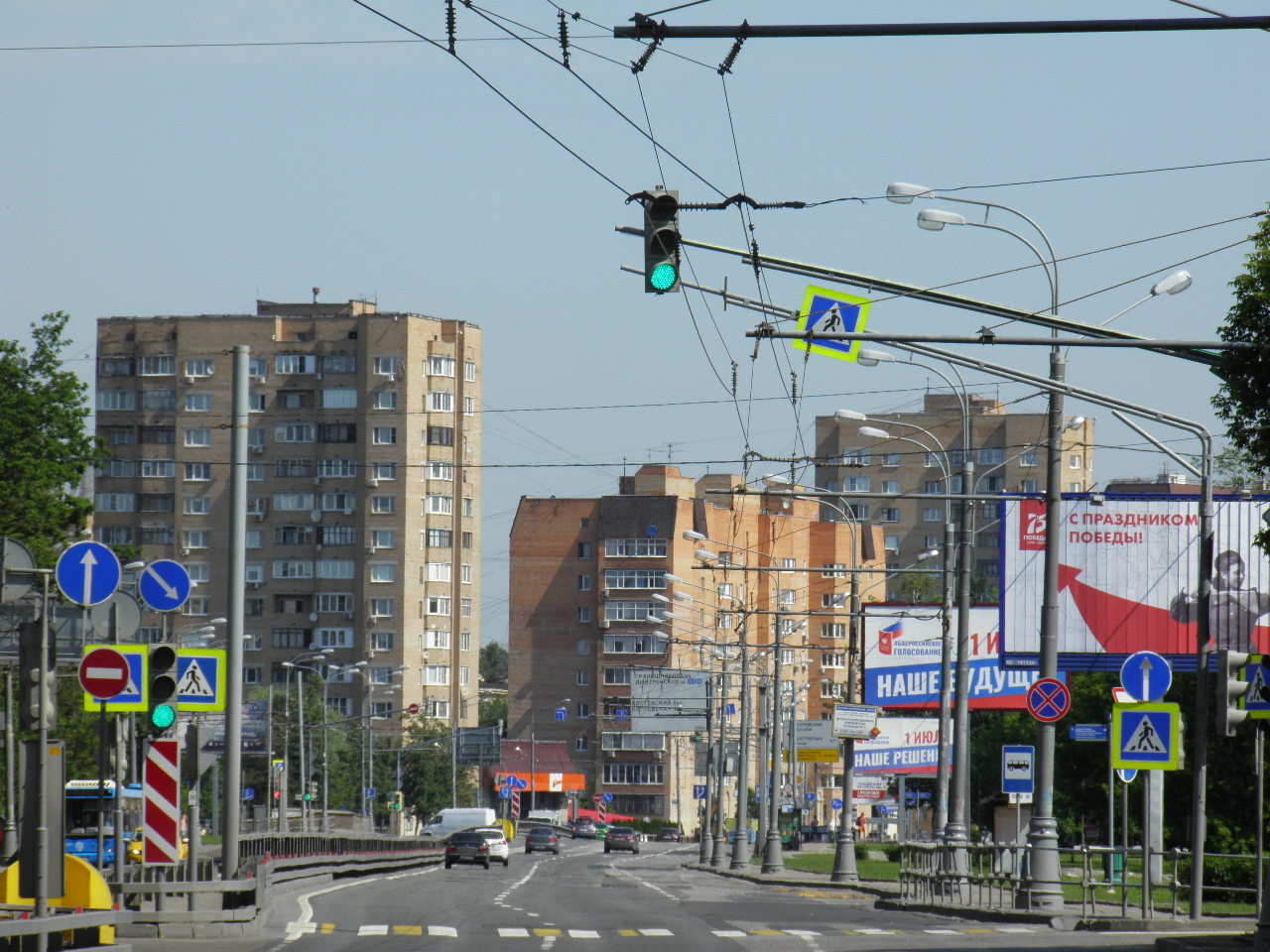
Коптево, ул. Большая Академическая

Основными улицами района являются Михалковская, Большая Академическая, Зои и Александра Космодемьянских и проезд Черепановых. В районе проходит Северо-Западная хорда, в состав которой включена Большая Академическая улица. Алабяно-Балтийский тоннель соединяет Большую Академическую улицу с улицами Балтийской, Алабяна и улицей Народного Ополчения. Общая длина дорог района — 21,8 км. План развития дорожной сети включает утвержденный проект строительства автомобильной эстакады над железнодородными путями рижского направления, соединяющей улицу Приорова в Коптево и улицу 8 Марта в районе Аэропорт.

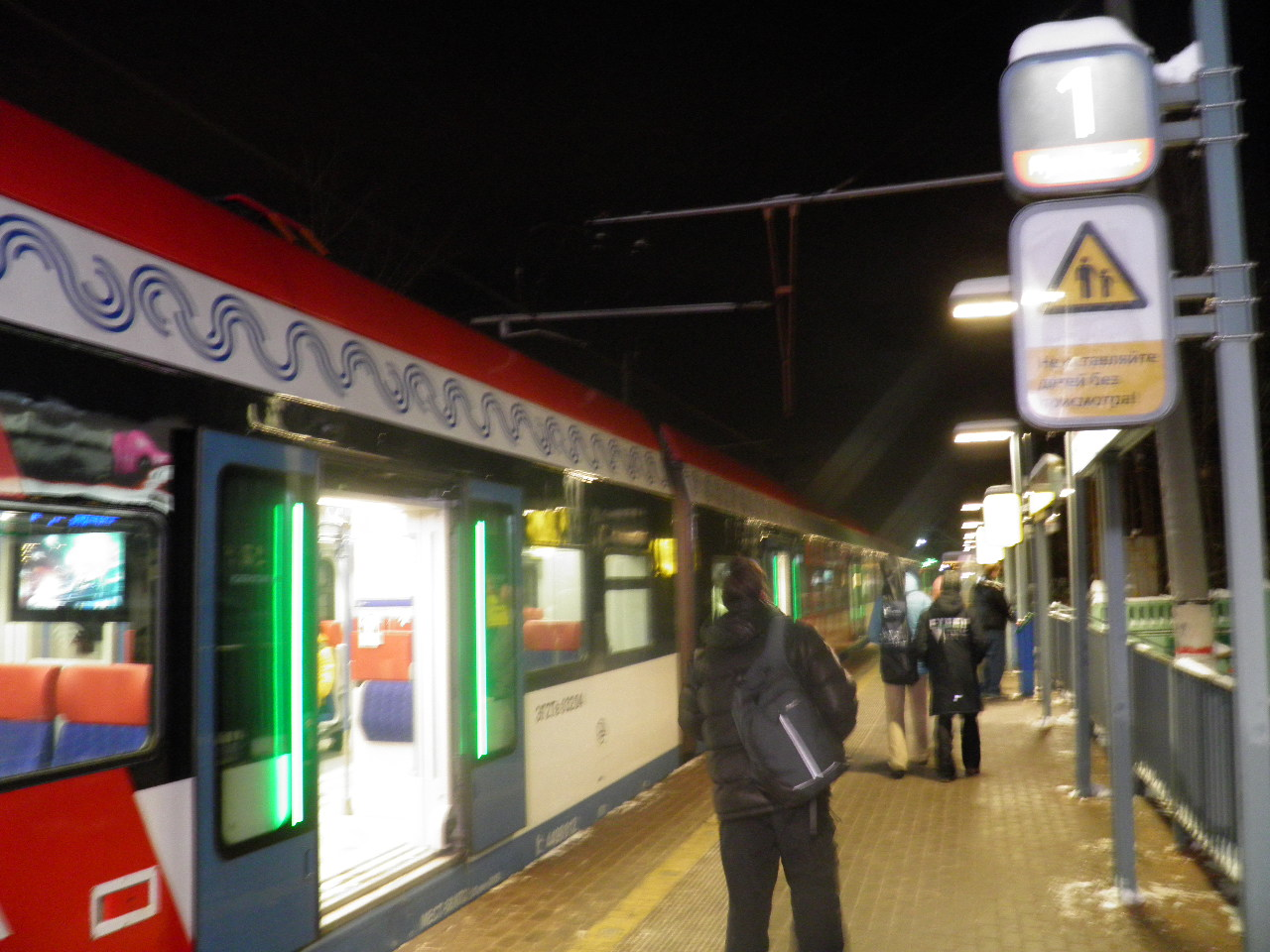
Коптево, станция "Красный Балтиец" линии МЦД-2

## Транспорт

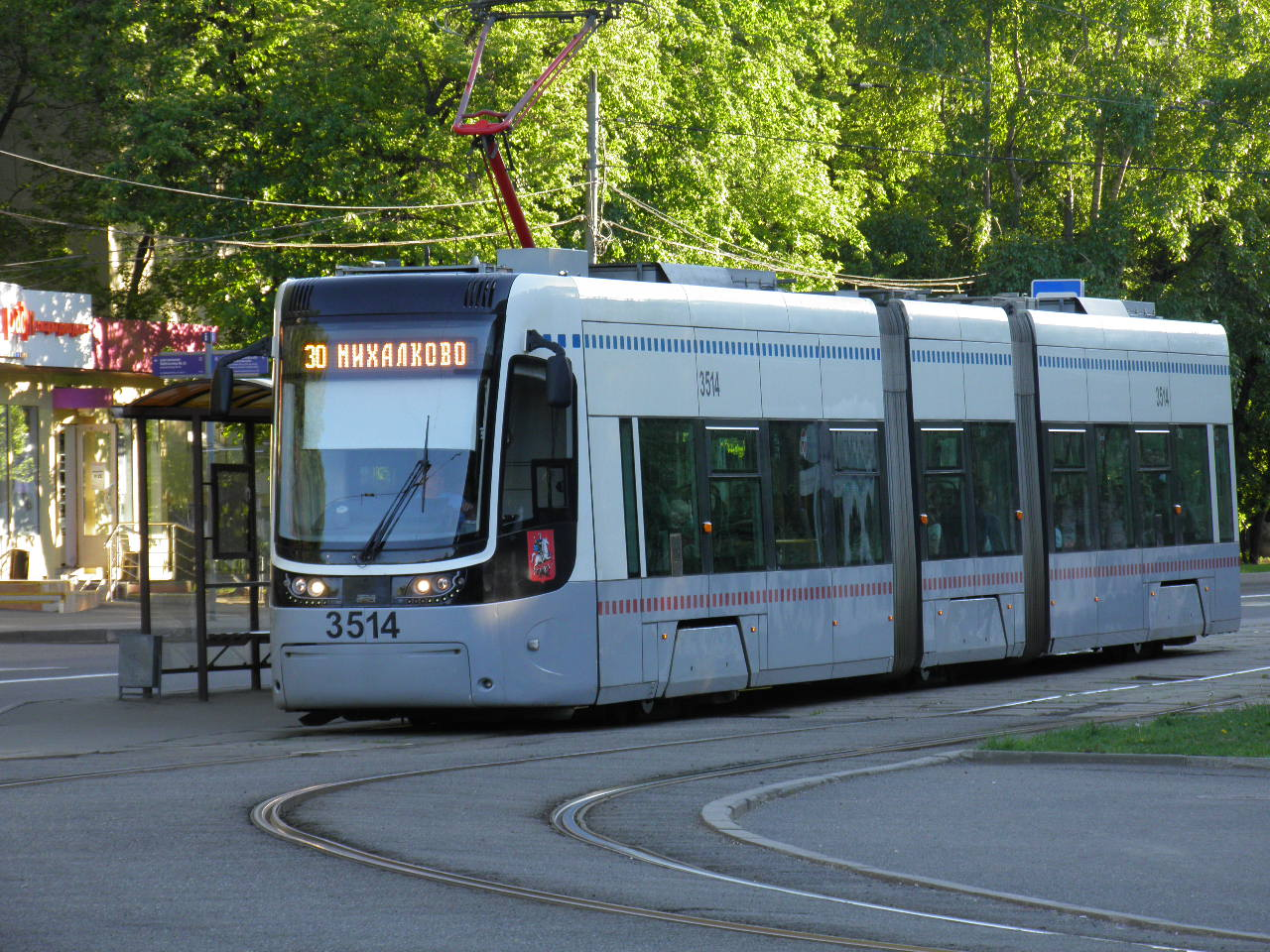
Коптево, Польский трамвай Pesa, 2019

### Скоростной рельсовый транспорт
В Коптево есть трамвай и нет метро. Добраться на транспорте можно от метро  Октябрьское Поле,  Войковская,  Водный стадион,  Петровско-Разумовская. На такси быстрее доехать от метро  Сокол и  Окружная. Частично в пешей доступности по границе района расположены станции МЦК  Коптево,  Балтийская,  Лихоборы и МЦД  Красный Балтиец. Алабяно-Балтийский тоннель соединяет Коптево с  Панфиловская.

### Проект строительства метро
Проект строительства Молжаниновской линии метро на период после 2025 года включает сооружение двух станций метро в районе Коптево, которые должны соединить жилые районы Коптево с метро  Марьина Роща и далее с центром Москвы. Генплан планировки кварталов 14-19 района Коптево включает техническую зону линии метро вдоль улицы Большая Академическая. Молжаниновская линия метро в проекте включает станции:  Марьина Роща, метро "Гражданская" с пересадкой на станцию  Гражданская, метро "Большая Академическая" ("Георгиевская") на перекрестке ул. Большая Академическая и ул. Зои и Александра Космодемьянских и метро "Коптево" c пересадкой на станцию  Коптево. Далее линия должна пройти вдоль Онежской улицы в Головинском районе и далее на север.

### Трамвай
Первый трамвай в Коптеве появился в 1920-х годах. Первоначально трамвайные пути прошли от Петровской Академии до Михалково, затем в 1933 году была построена линия по Соболевскому проезду с конечным кольцом "Коптево" на стрелке улиц Коптевская и Новопетровская, и далее в 1938 году продлена до завода Войкова на Ленинградском шоссе. Количество трамвайных маршрутов достигало 5-и в 1950-х. До 1964 года ходил прямой трамвай до Трубной площади. Сегодня по территории района проходят четыре трамвайных маршрута, три из которых (23, 27 и 30) останавливаются у метро  Войковская и два (23, 30) идут к станции МЦК  Стрешнево: трамвай № 23  Сокол - Михалково, время: 06:14 - 23:32, каждые 10 мин; трамвай № 27  Дмитровская —  Войковская, время: 05:22 - 01:05 каждые 8 мин; трамвай № 29  Дмитровская — Михалково, время: 06:30 - 23:42, каждые 16 мин; трамвай № 30 Михалково — улица Кулакова, время: 04:28 - 00:39, каждые 12 мин. Маршруты обслуживаются Краснопресненским трамвайным депо. При следовании в депо проходят через  Щукинская,  Строгино.

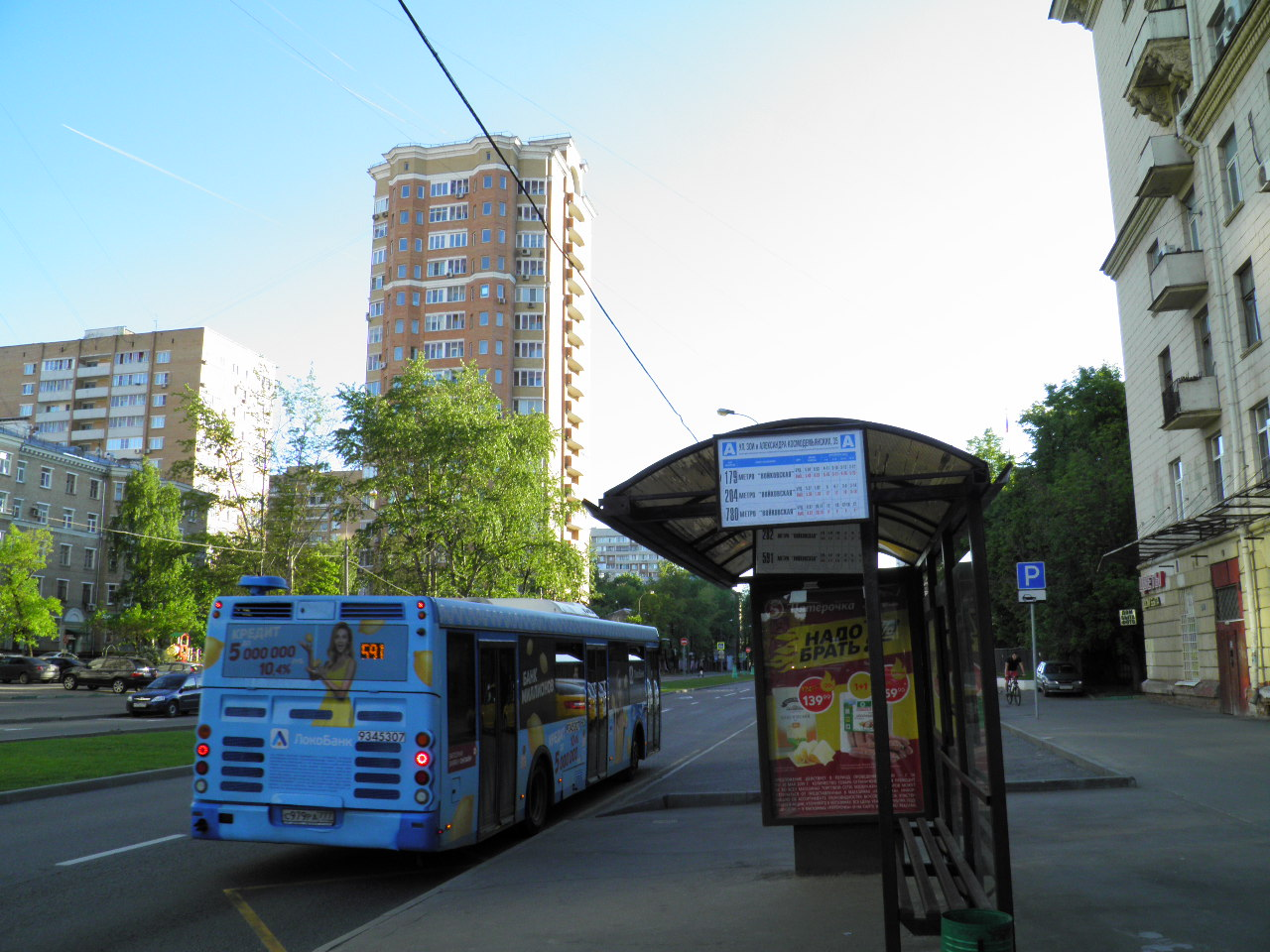
Общественный транспорт в Коптево, ул. З.и А. Космодемьянских

### Автобусы
От метро  Войковская: автобус № 90  Войковская -   Речной вокзал; автобус № 114  Войковская -  Лианозово; автобус № 282  Войковская - улица Корнейчука; автобус № 591  Войковская - Грачёвская; автобус № т57  Войковская - Мост Октябрьской железной дороги. От метро  Октябрьское Поле: автобус № 300 Беловежская улица -  Петровско-Разумовская. От МЦД  Красный Балтиец: автобус № 323  Красный Балтиец -  Лихоборы; автобус № 780  Войковская - ЦИТО. От метро  Водный стадион: автобус № 72  Водный стадион -  Савёловская; автобус № 123  Водный стадион -  Петровско-Разумовская; автобус № 595  Водный стадион -  Динамо. От МЦК  Коптево: автобус № 87 Мост Октябрьской железной дороги -  Савёловская; автобус № 801  Речной вокзал - 50-я городская больница. От МЦД  Лихоборы: автобус № 22  Лихоборы -  Гражданская; автобус № 323  Лихоборы -  Красный Балтиец. От МЦК  Стрешнево: автобус № 621  Стрешнево -  Водный стадион. От метро  Петровско-Разумовская: маршруты с конечной у метро  Петровско-Разумовская, соответственно.

### Троллейбус
С 1967 по 2020 годы по территории района проходил знаменательный троллейбусный маршрут № 57 Мост Октябрьской железной дороги —  Войковская. Он соединял метро Войковская, военно-промышленные НИИ улицы Космонавта Волкова и советские жилые районы в Лихоборах. В 2020 году был заменен на автобусный маршрут т57.

### Критика  общественного транспорта
Низкая интермодальность с МЦК: МЦК огибает район Коптево с трех сторон: с юга -  Панфиловская, с запада -  Балтийская, и с севера -  Коптево и  Лихоборы. При этом, ближайшие со стороны центра Москвы станции  Панфиловская и  Балтийская не соединены автобусными маршрутами с близлежащими жилыми районами Коптево. Так, автобусные маршруты улицы З.и.А. Космодемьянских не доезжают до  Балтийская. Построенные остановочные павильоны для автобуса у  Балтийская и  Панфиловская в сторону Коптево не введены в эксплуатацию. Отсутствие пересадок на МЦК с запада и с юга ограничивает возможность использования МЦК для поездок в центральные и деловые районы Москвы.

## Офисная, коммерческая и инвестиционная недвижимость
В Коптево отсутствуют современные офисные центры. Здания коммерческой недвижимости в районе Коптево расположены на улице Космонавта Волкова и на улице Клары Цеткин в зданиях, построенных для научно-исследовательсих предприятий оборонной промышленности 1970-х годов. [значимость факта?]. Инвестиционные жилые комплексы "Коптево Парк" и "Uno Старокоптевский" возведеные в Старокоптевовском переулке рядом с парком Головинские пруды. Комплекс лофт-апартаментов "Кларнет" расположен в реконструированном 7-этажном научно-производстенном здании 1980 года постройки на улице Клары Цеткин. В рамках инвестиционного договора о комплексном развитии неэффективно используемой территории "Новая Ипатовка" в Коптево планируется возвести более 117 тысяч квадратных метров общественно-деловой, социальной и жилой недвижимости. Реконструкции подлежат неэффективно используемые территории в районе Фармацевтического проезда в северной части промзоны №13 "Коптево", большая часть которой сегодня отнесена к Войковскому району, и к западу от улицы Нарвской в бывшей промзоне № 44 "Братцево".

## Коптево в художественных произведениях
Разворотный круг трамвая "Михалково" показан в художественном фильме "Солнце светит всем" 1958 г. Коптевский рынок изображён на картине "Коптевский рынок" 1983 г. художника Сергея Волкова.

## Достопримечательности и памятники
Памятная стела установлена на месте дома Зои и Александра Космодемьянских по адресу ул. Зои и Александра Космодемьянских 35/1. Обелиск "Павшим воинам" с барельефами, изображающими события Первой и Второй мировых войн и войны в Афганистане, установлен на Коптевском бульваре у храма Спиридона Тримифунтского. Комплекс зданий исторической станции Лихоборы 1900 гг является памятником архитектуры регионального значения. В Коптево на Бульваре Матроса Железняка расположен жилой дом  "сталинкой постройки" 1957 года, надстройка и реконструкция которого в 12-этажный жилой комплекс с авторской архитектурой произвдена без отселения жильцов. 14-метровая реплика Эйфелевой башни расположена на Коптевской улице на территории дилерского центра автомобилей Фаворит Моторс. Реплика меньше оригинала в 23 раза, но как и оригинал, башня подсвечивается и переливается огнями в темное время суток. Большой садовый пруд с очертаниями его береговой линии и пристанью в Коптево является памятником садово-паркового искусства XVIII века.

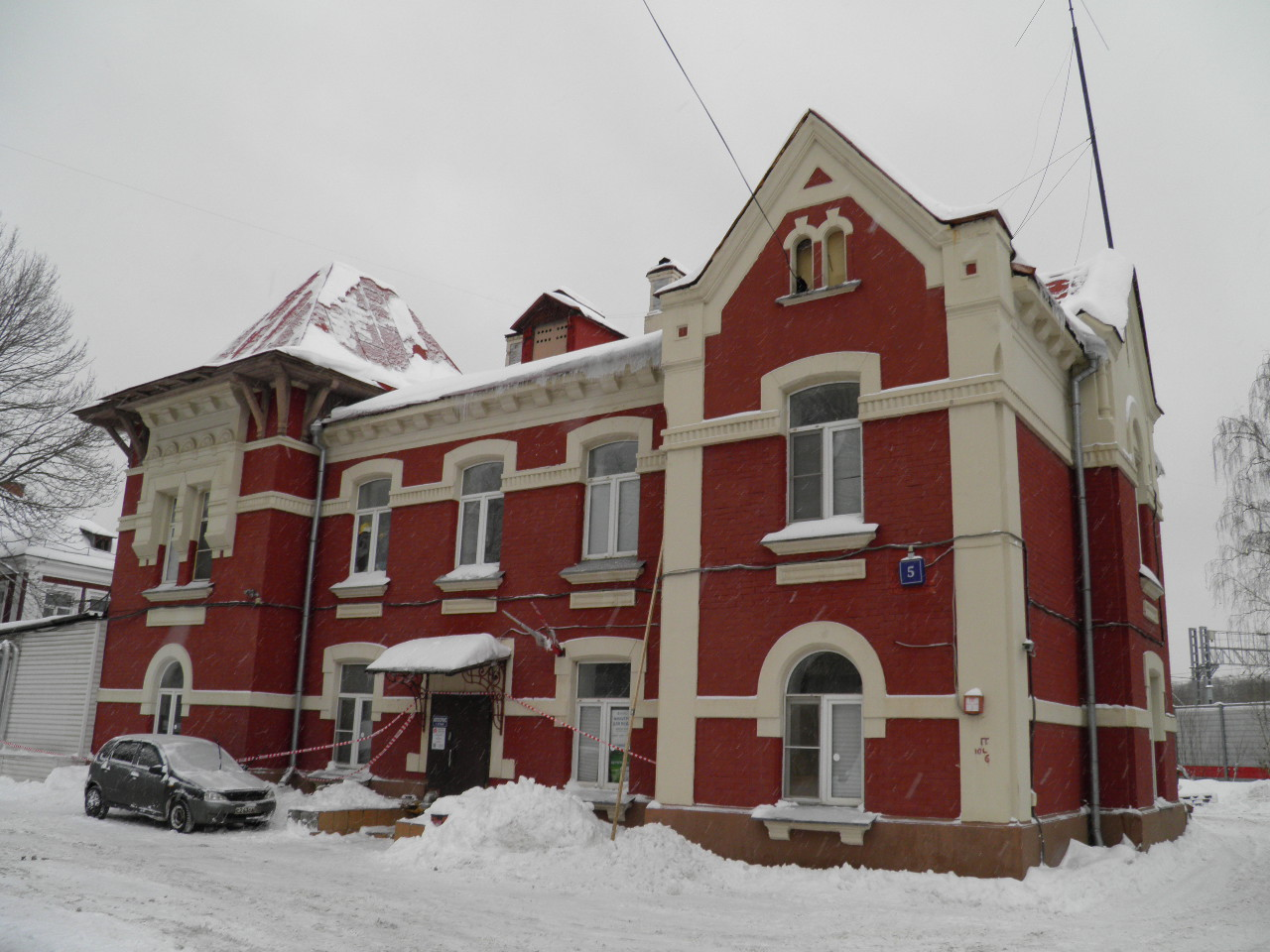
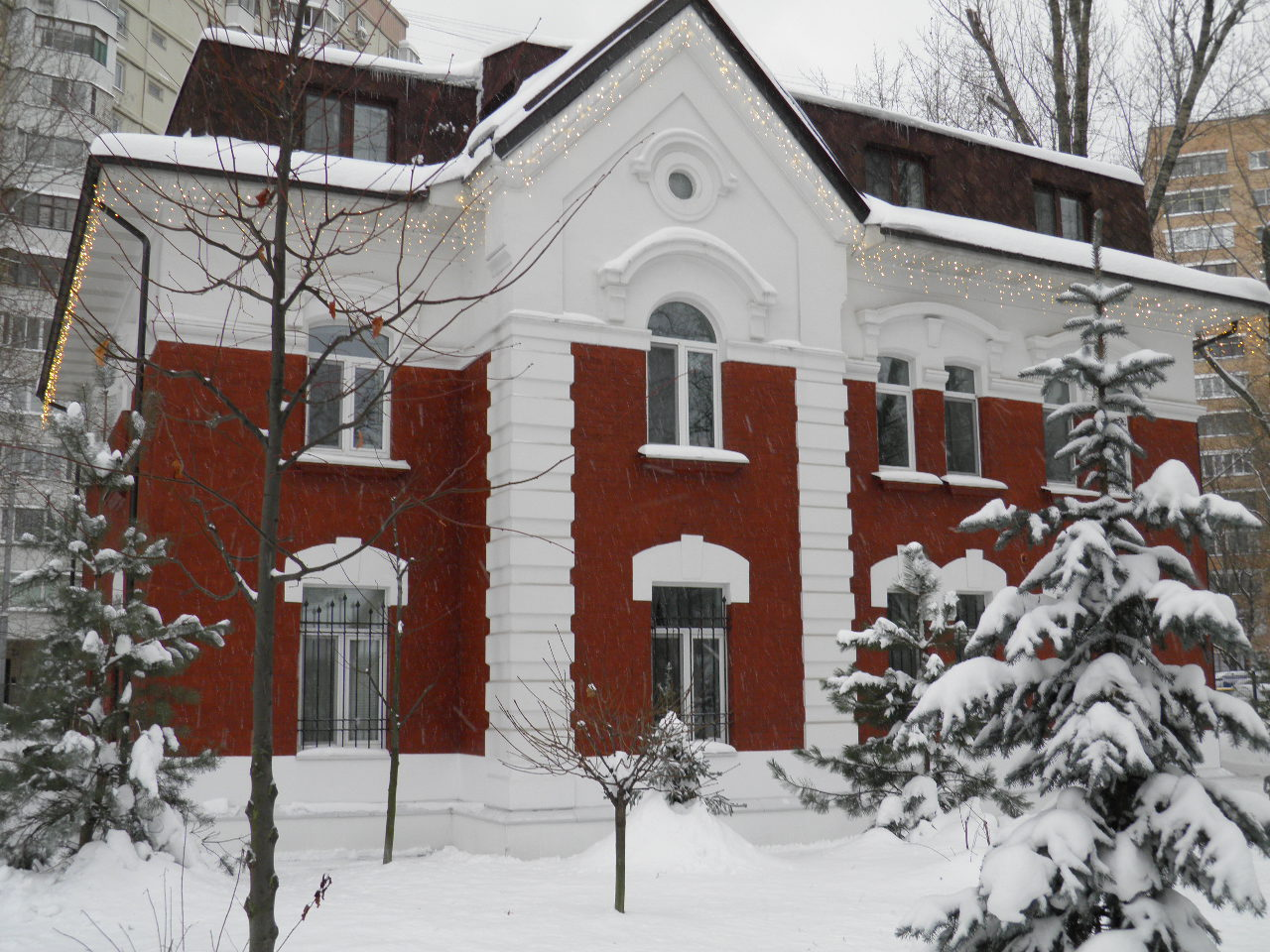
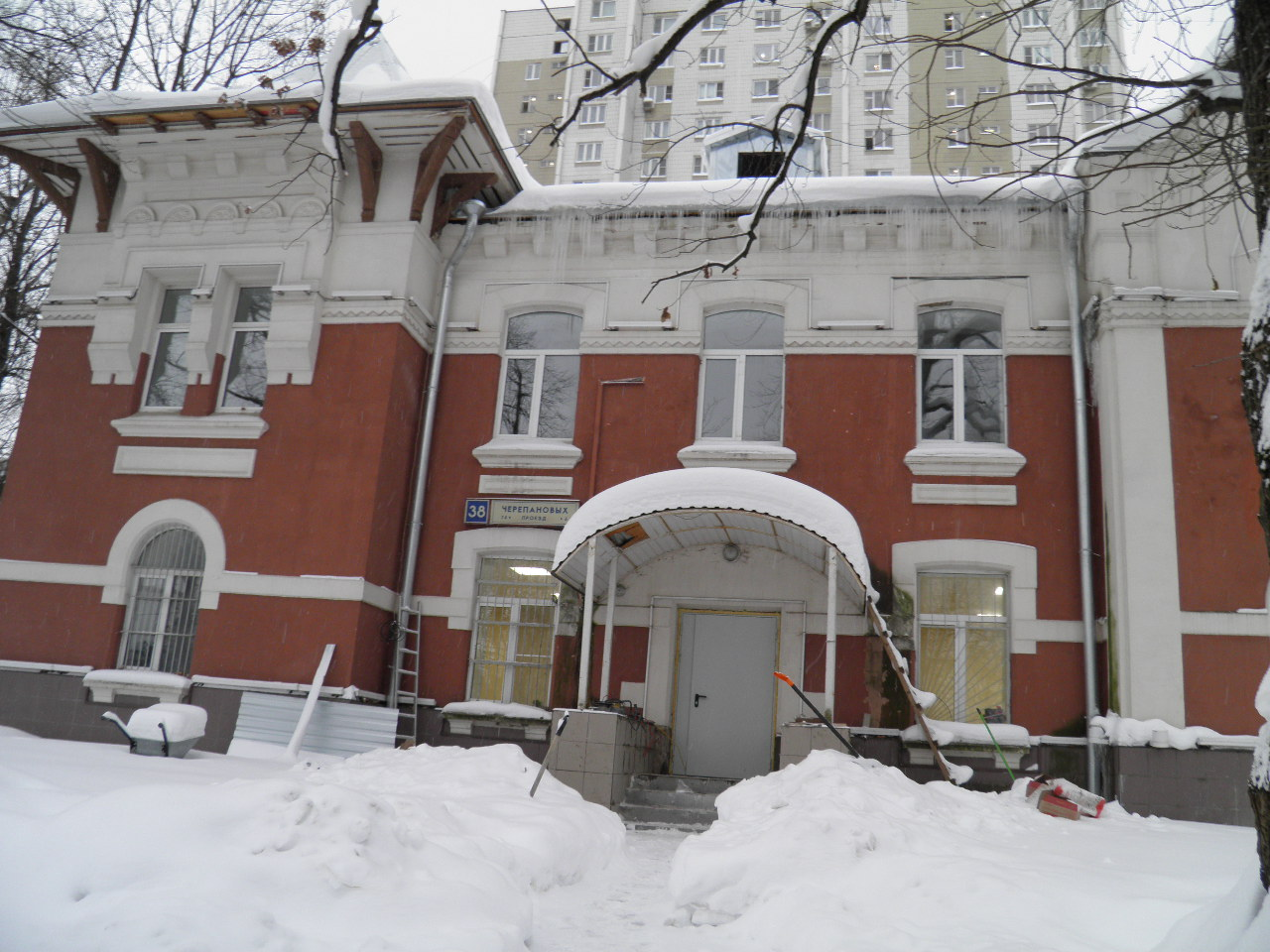
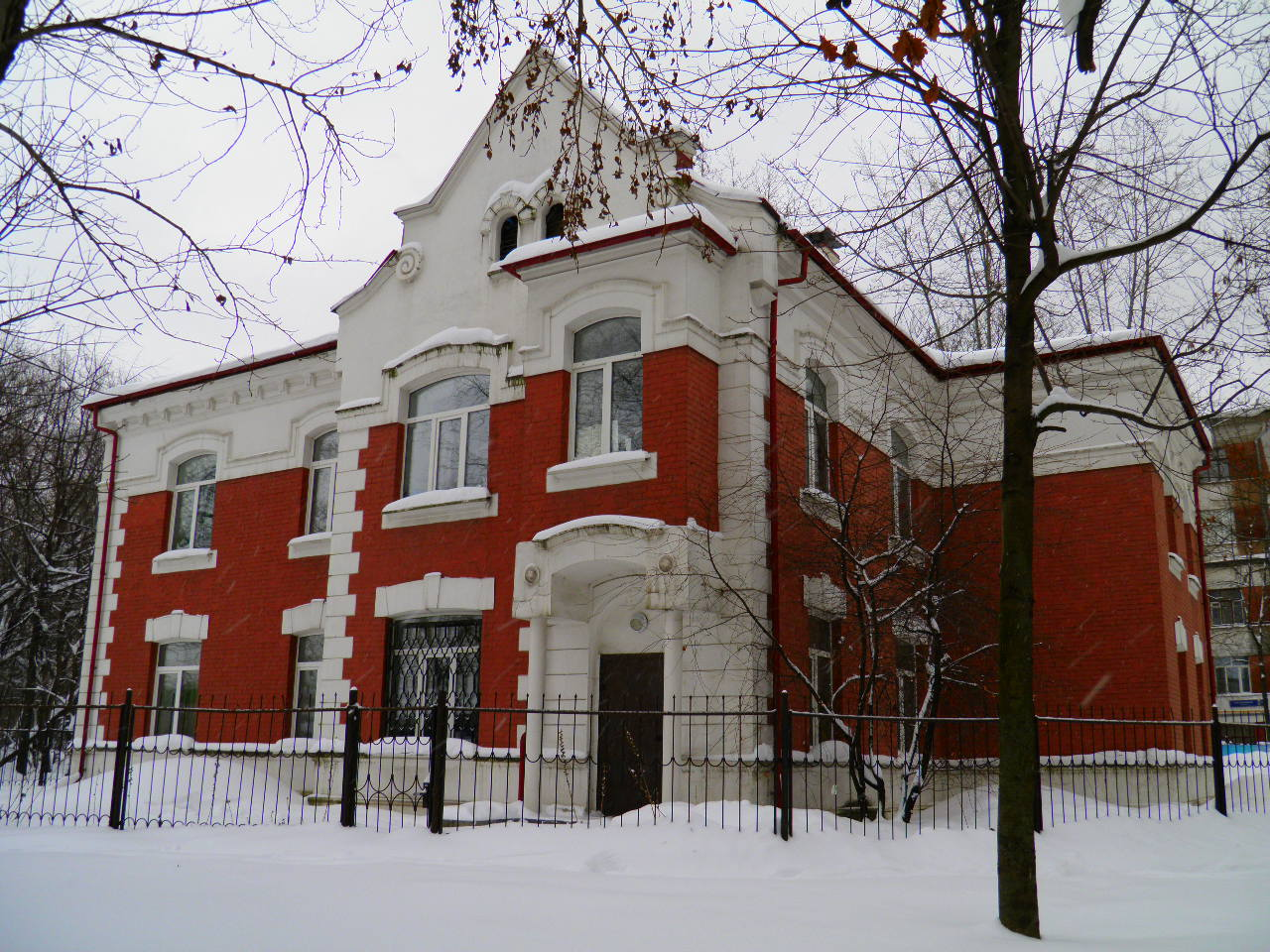
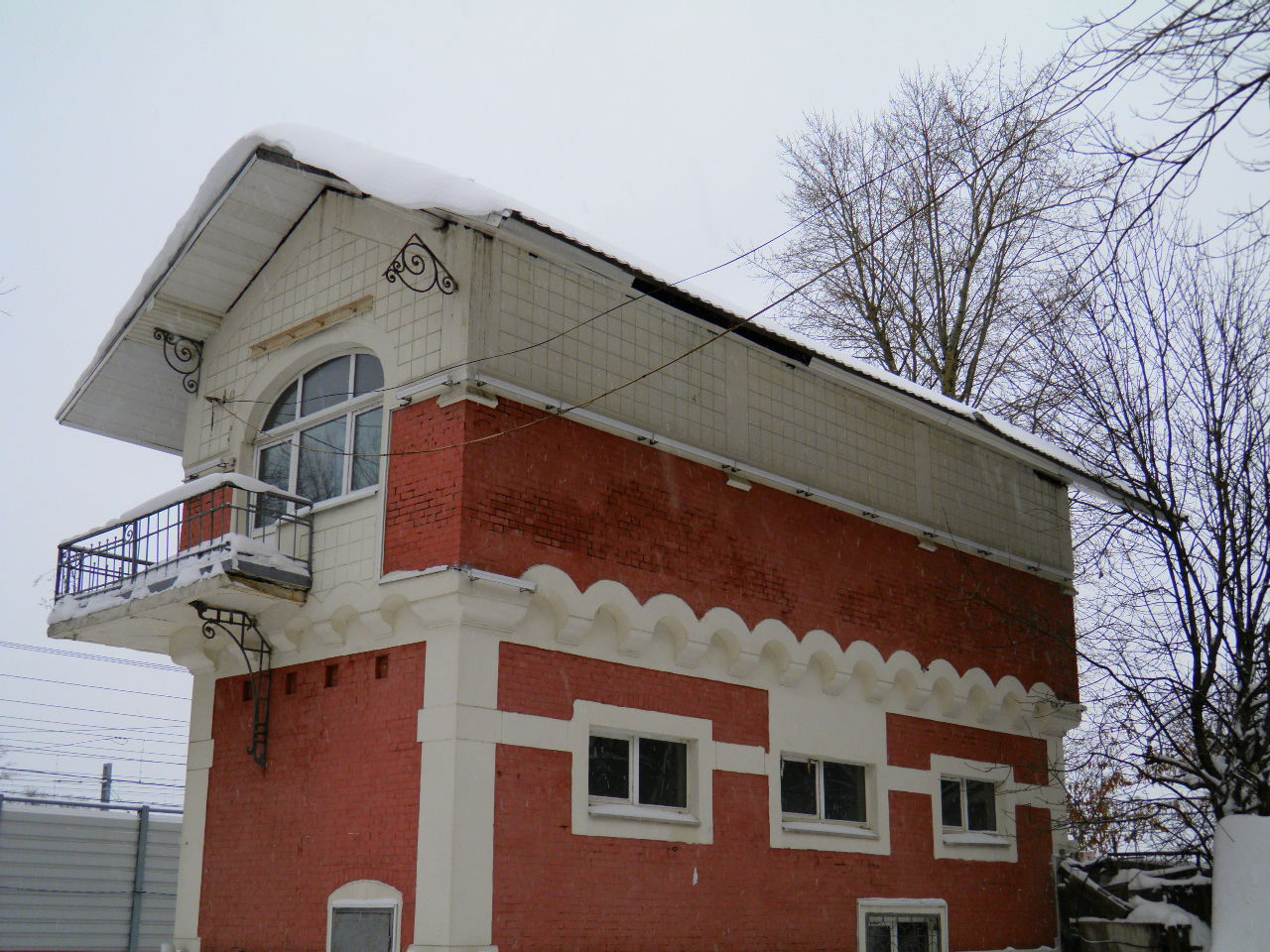
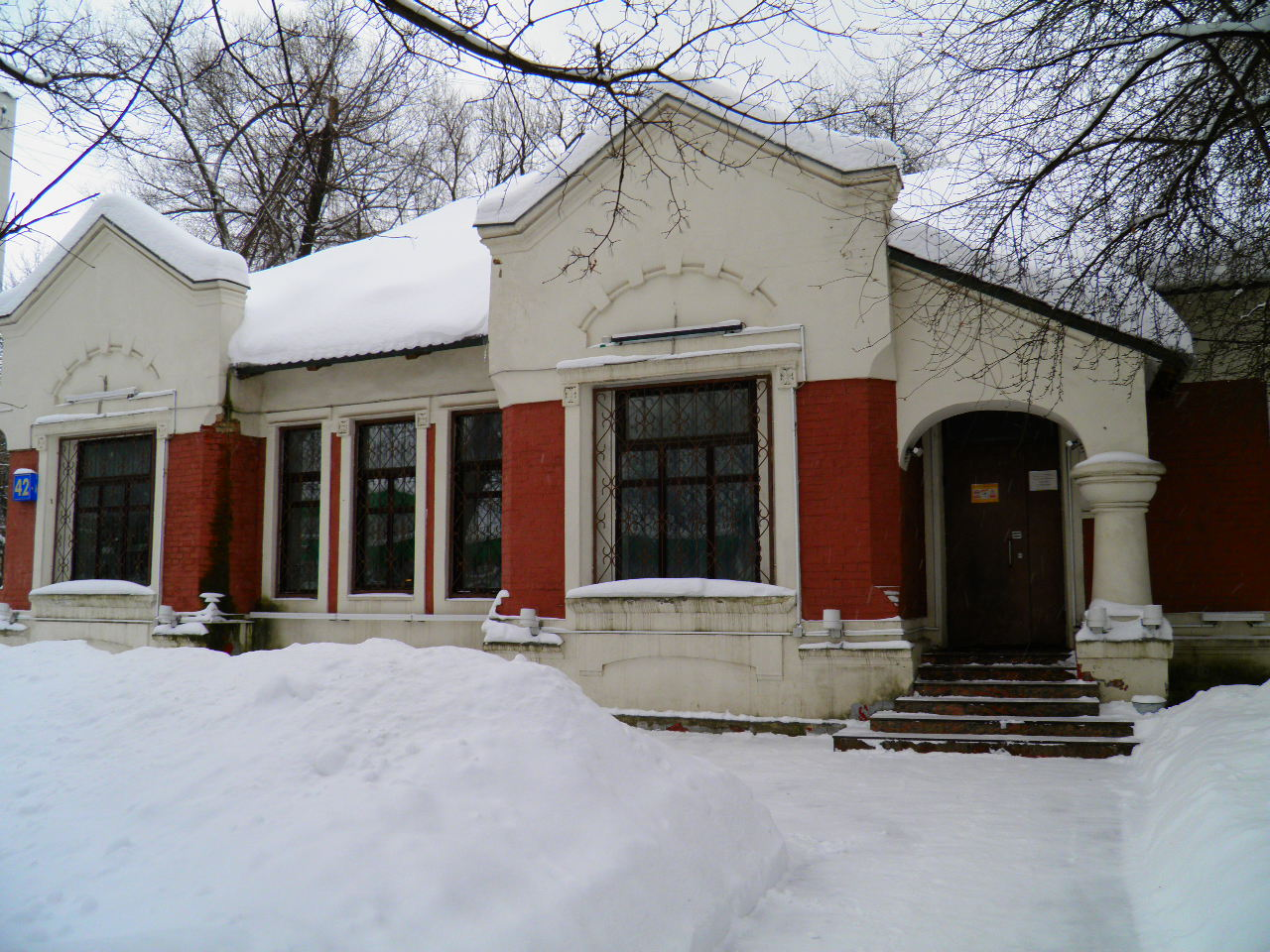
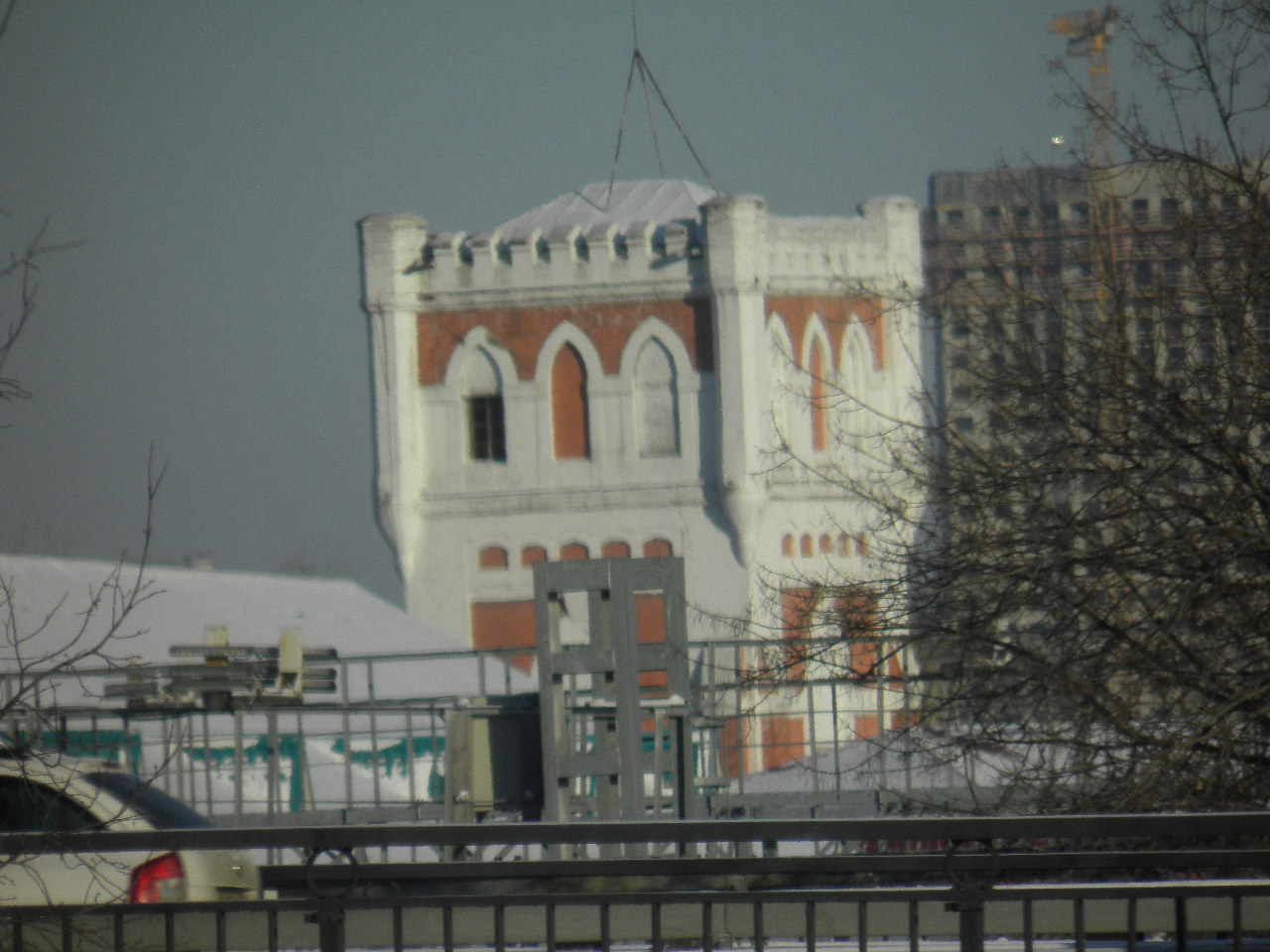
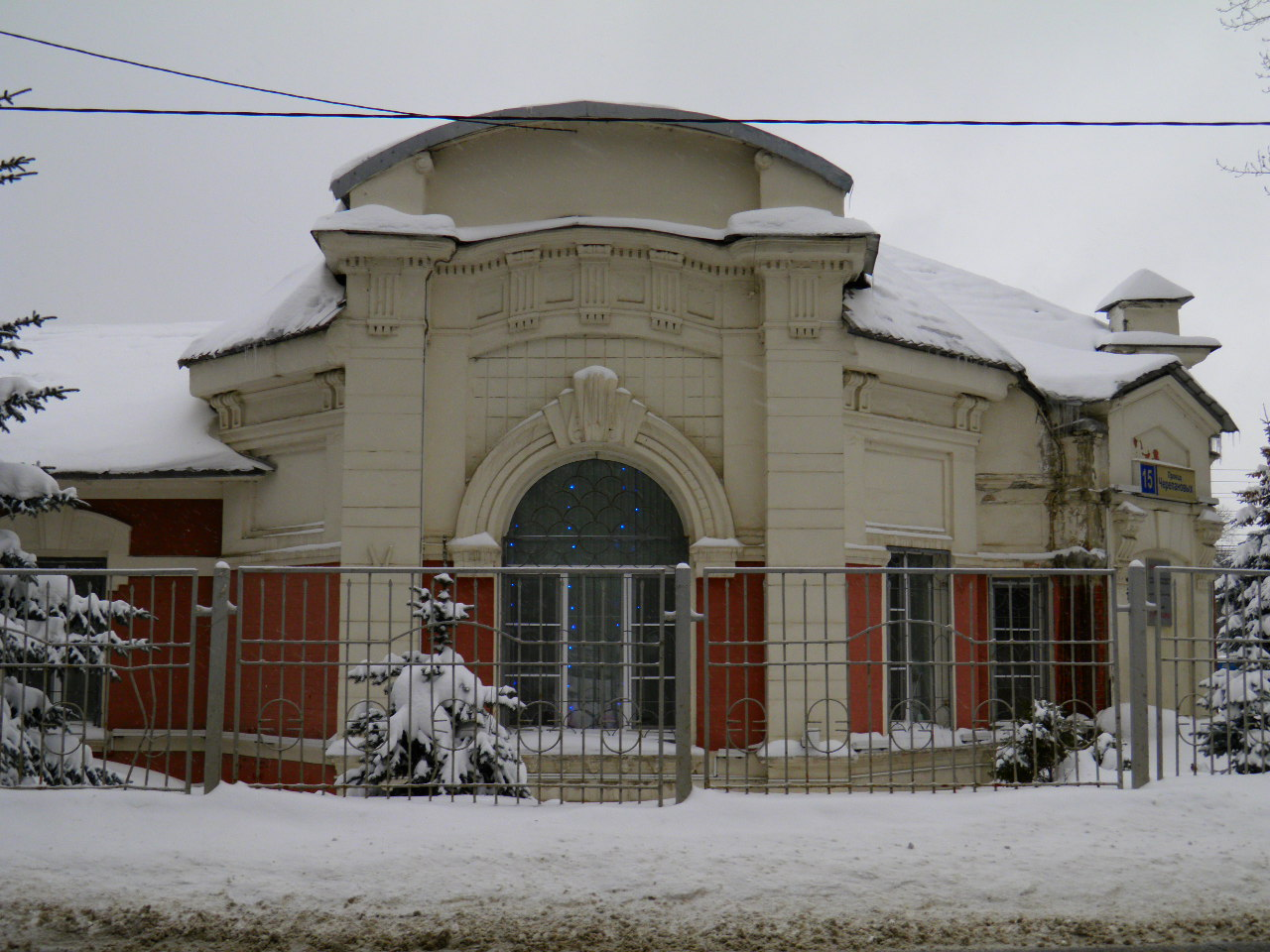
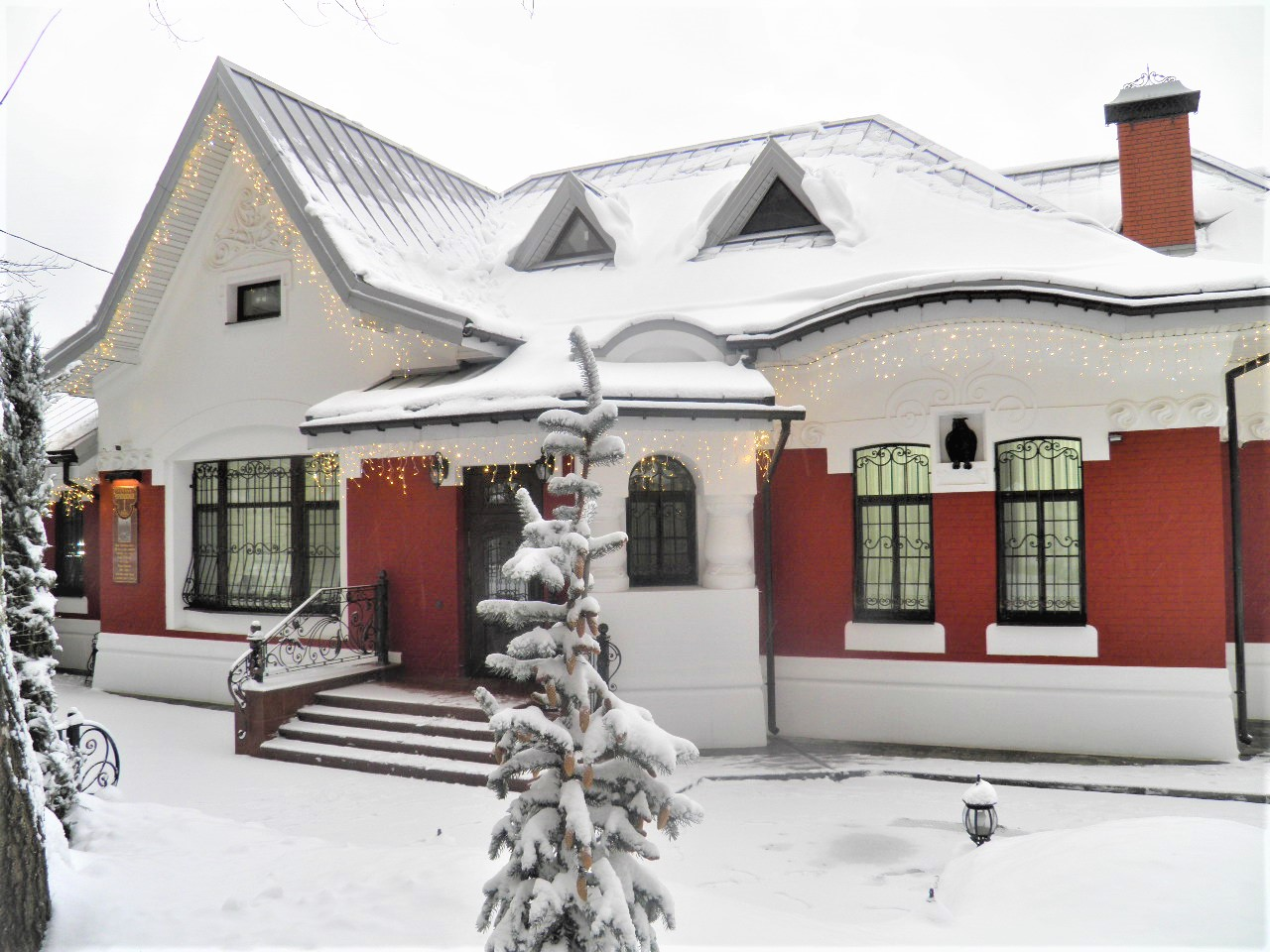
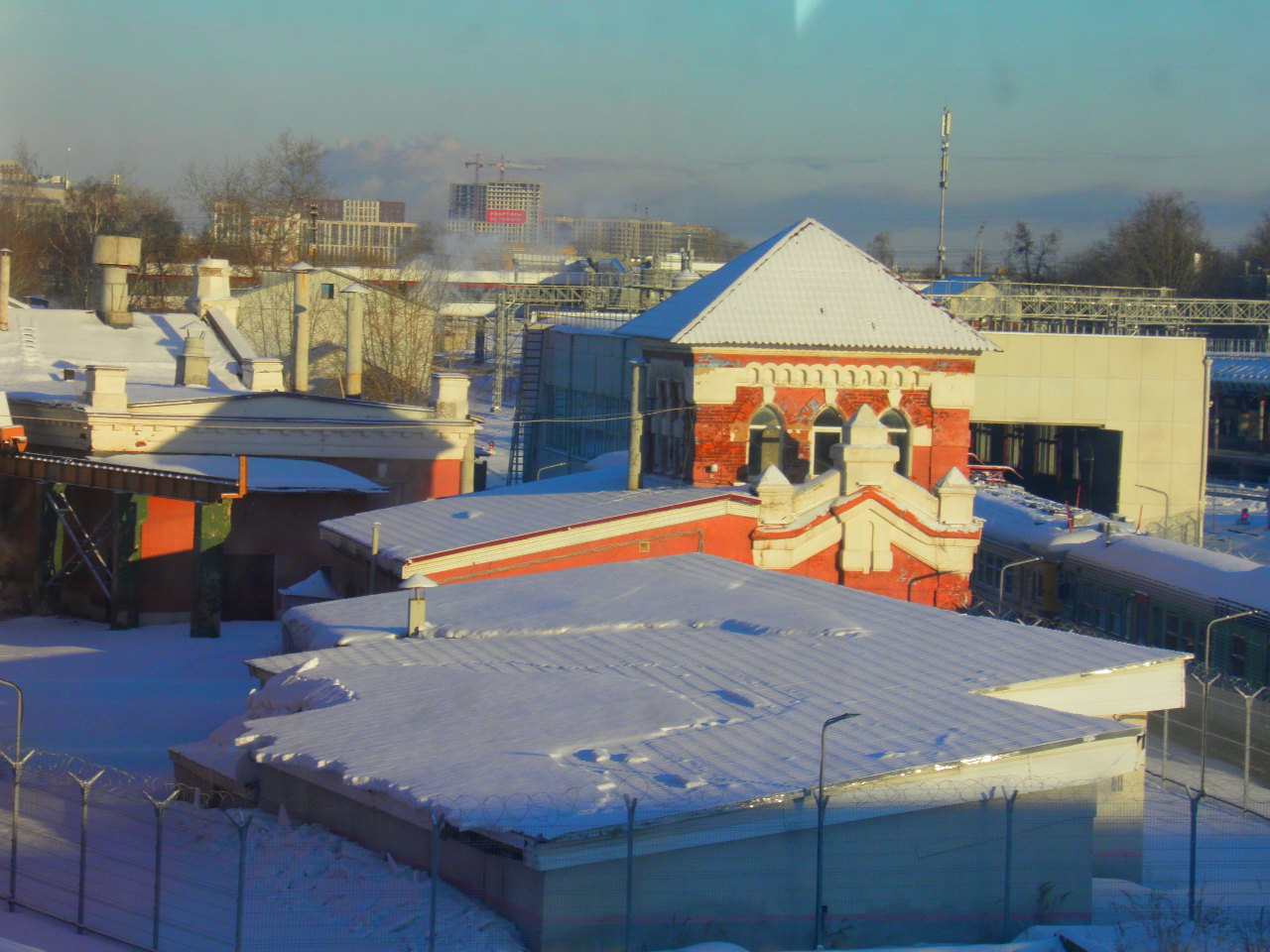

## Критика района
Критика района Коптево связана в основном с тихим характером жилых райнов и недостатком мест досуга, что в советский период было связано с расположением в районе ряда НИИ оборонной промышленности. К 2020-м годам в Коптево открылись торгово-развлекательные центры ("Петровский", "Рассвет"), новые кафе и бары. Кафе предлагают как европейскую авторскую кухню - "Коптим", "Лечо", так и национальную кухню: азербайджанскую: "Старый город"; арабскую: "Три Ступени"; армянскую: "Армако", вьетнамскую: "Бик-Кау"; грузинскую: "Хинкали-Сити", "Сациви"; узбекскую: ресторан "Павлин-Мавлин", кафе "Лаззат", чайхона "Халва"; японскую: "Тануки", "Матча Суши & Бенто". Популярные пиццерии включают: "Додо Пицца", "Пицца Хат" и "Домино'c Пицца", а также фастфуды "KFC" и "Бургер Кинг". Бары расположены около перекрестка Михалковской и Большой Академической: "Портерная", "Мята Lounge", "Клюква Lounge", а также кибер-бар "Venom".
В качестве другого недостатка района отмечают отсутствие общественно-деловых центров, современной офисной недвижимости и гостинично-номерного фонда. Более 80% территории района занимают микрорайоны жилого фонда. Начатая реорганизация ограниченных промышленных территорий, занятых в основном подсобными помещениями и дворами механизации, также имеет вектор жилищного строительства, но включает и новые общественно-деловые объекты недвижимости у станции МЦК "Лихоборы" и у станции МЦД "Красный Балтиец" на улице Новая Ипатовка.

## Экономический потенциал
Реконструкция объектов третичного сектора экономики в сфере услуг, включая образование, здравоохранение, торговлю, транспорт, электроснабжение, а также развитие инфраструктуры туризма на базе объектов историко-архитектурного наследия и природных рекреационных ресурсов являются векторами реализации экономического потенциала района Коптево.

## Галерея

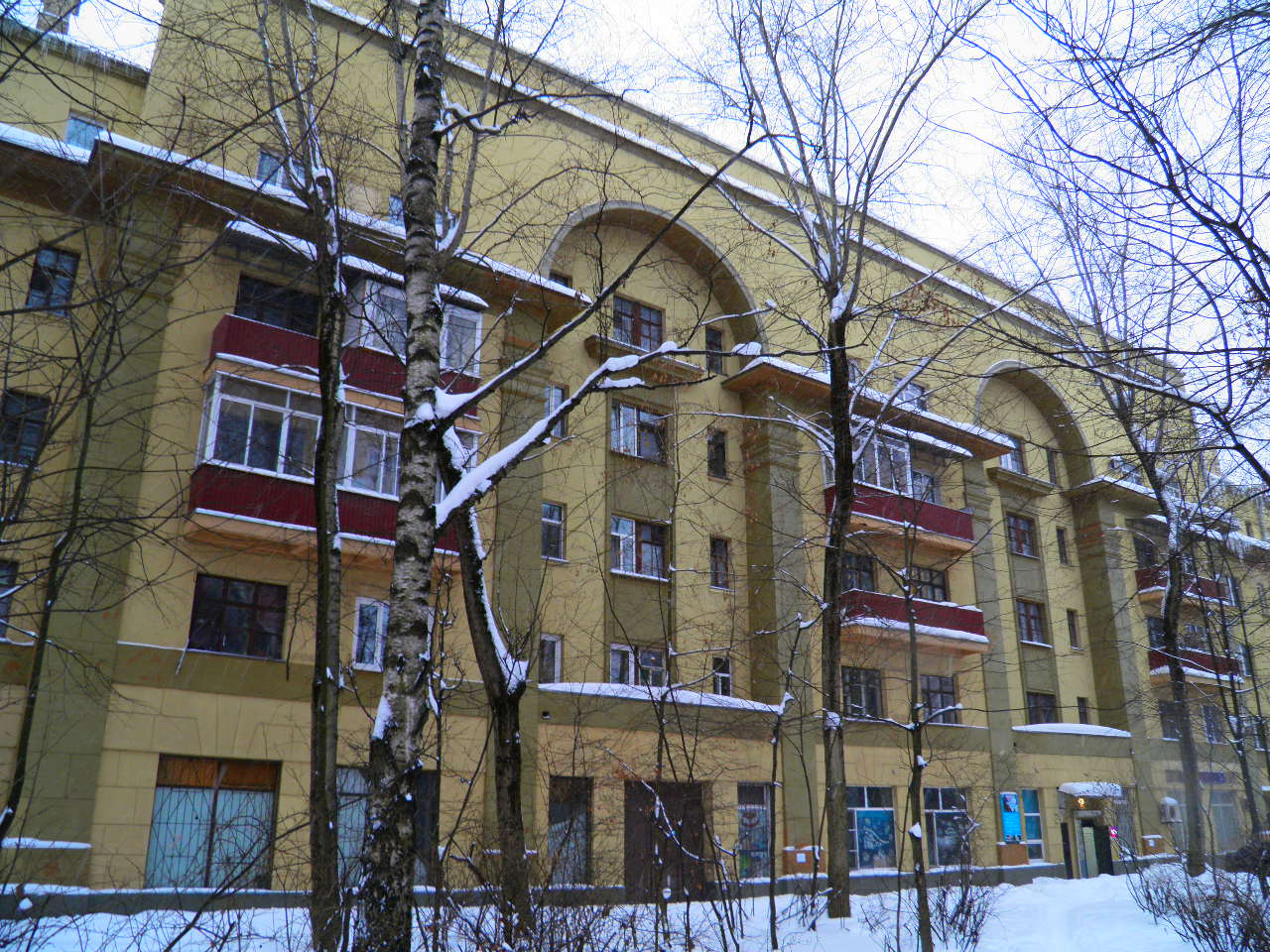
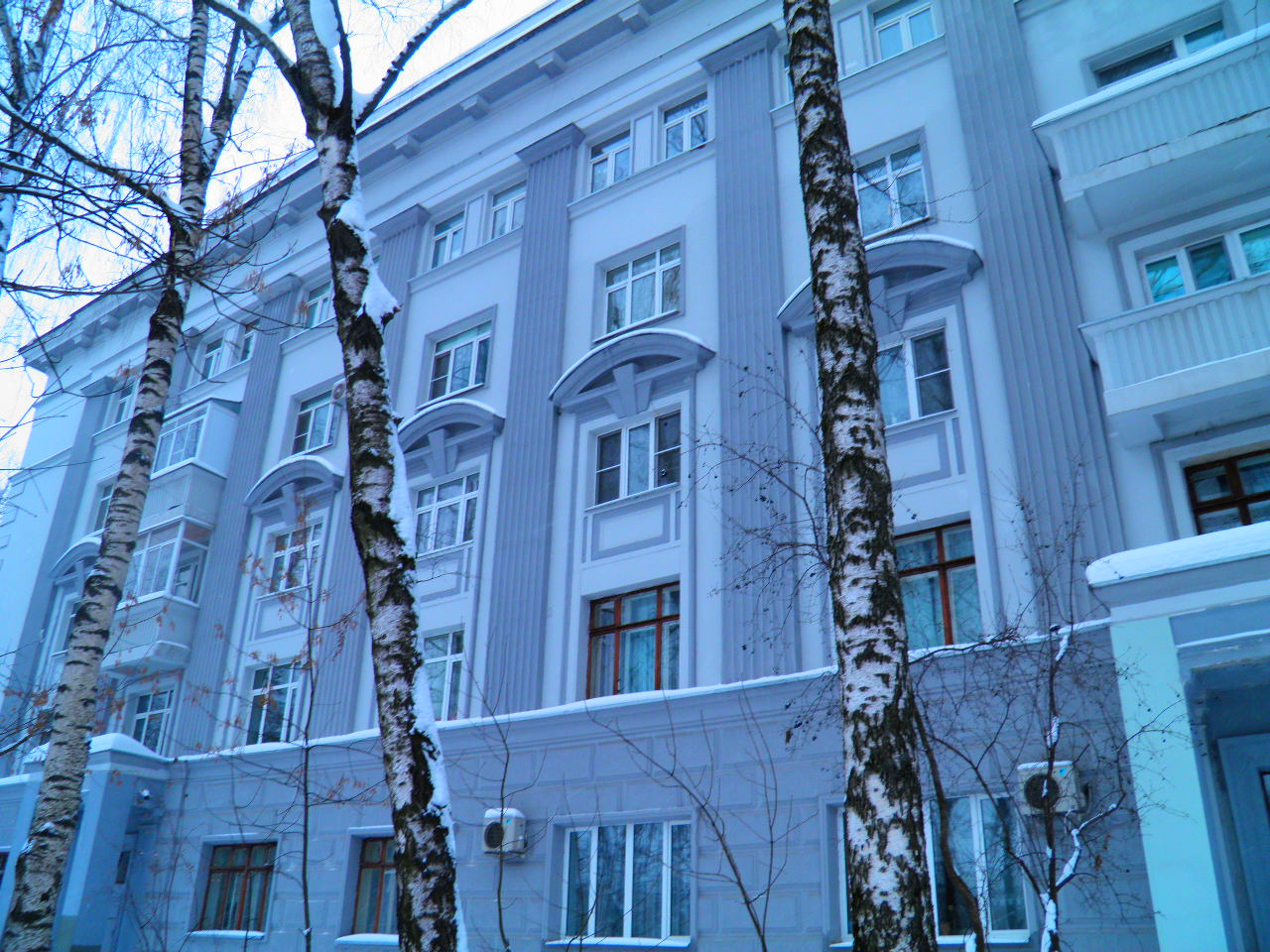
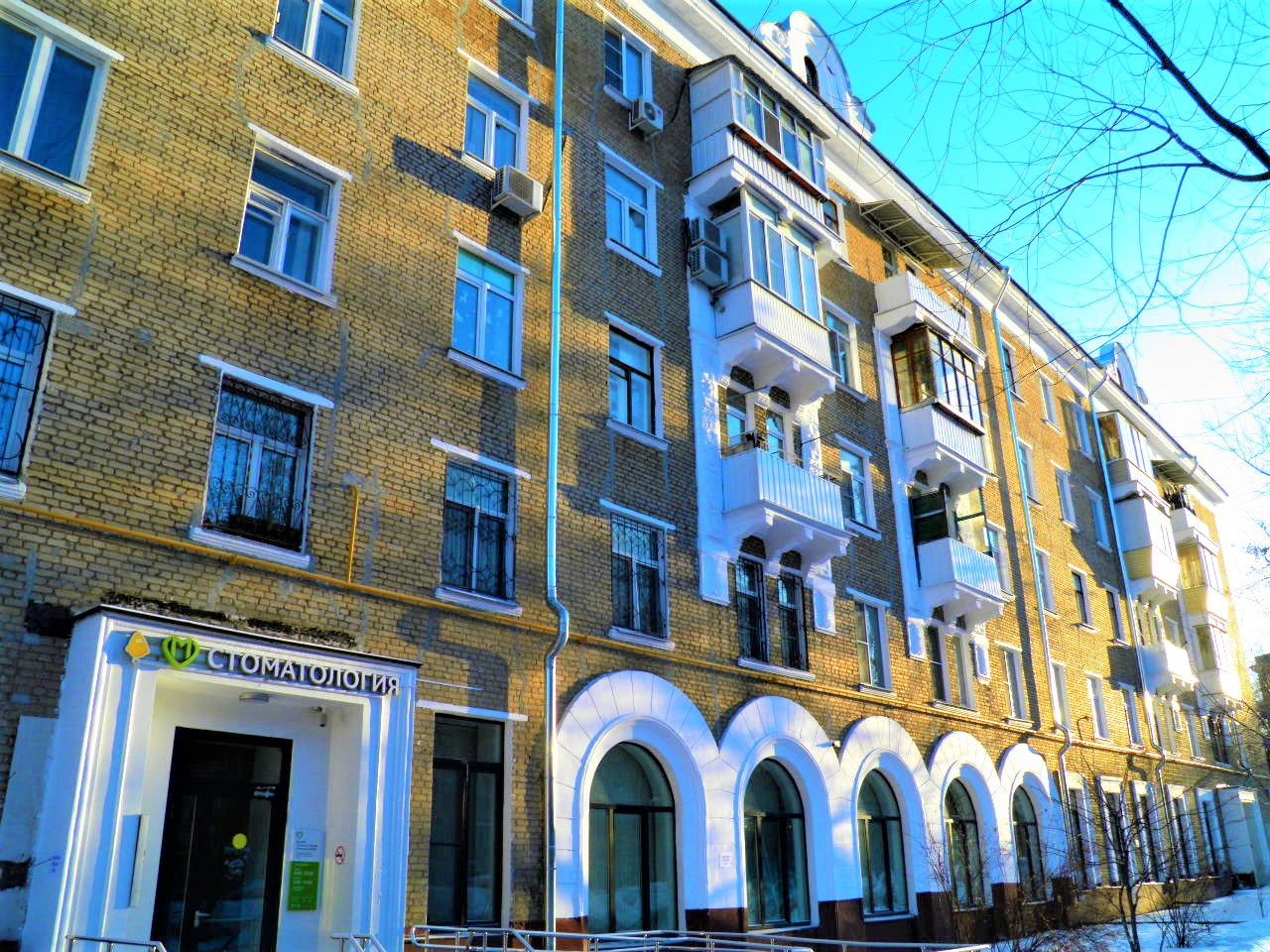
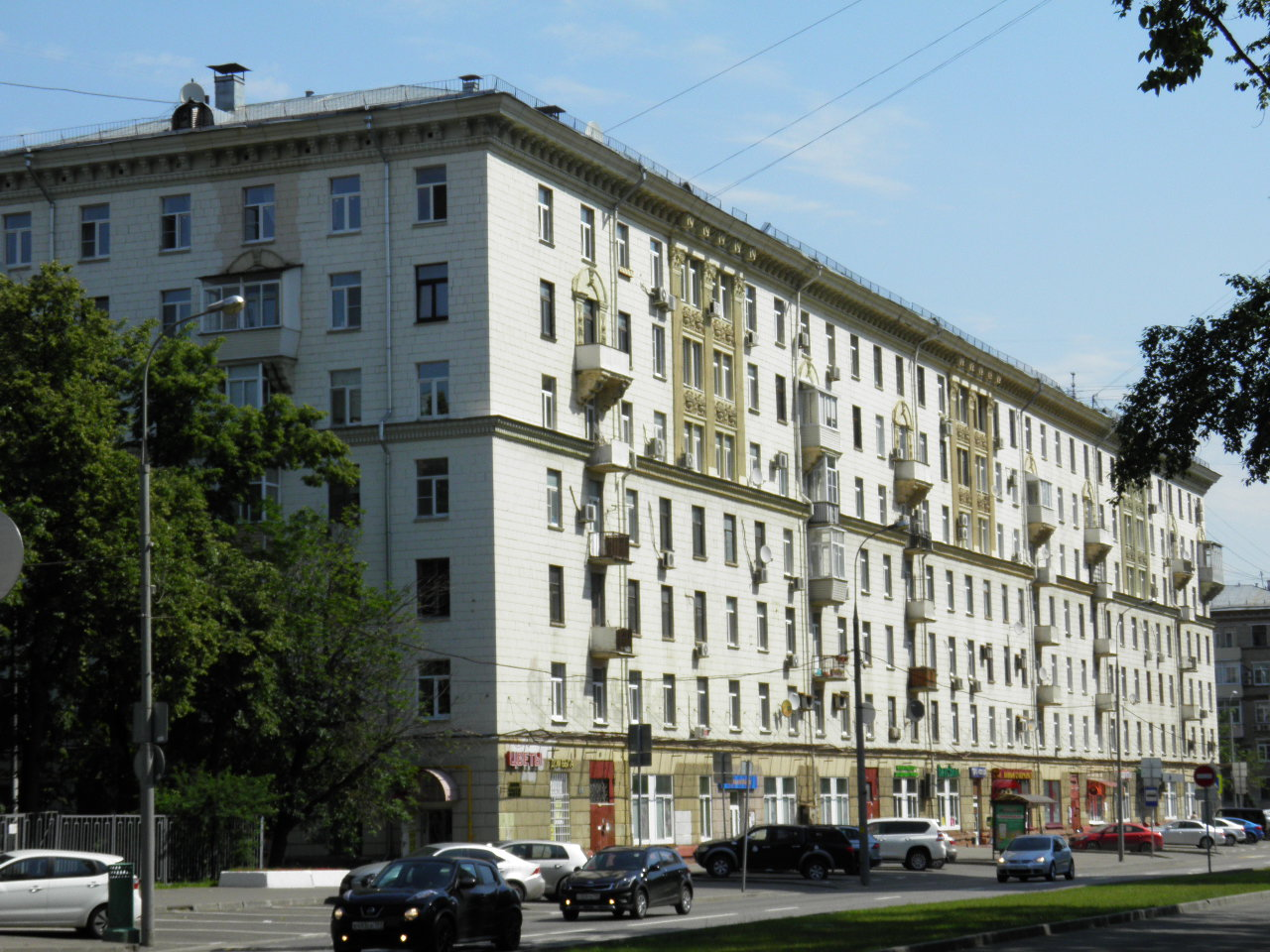
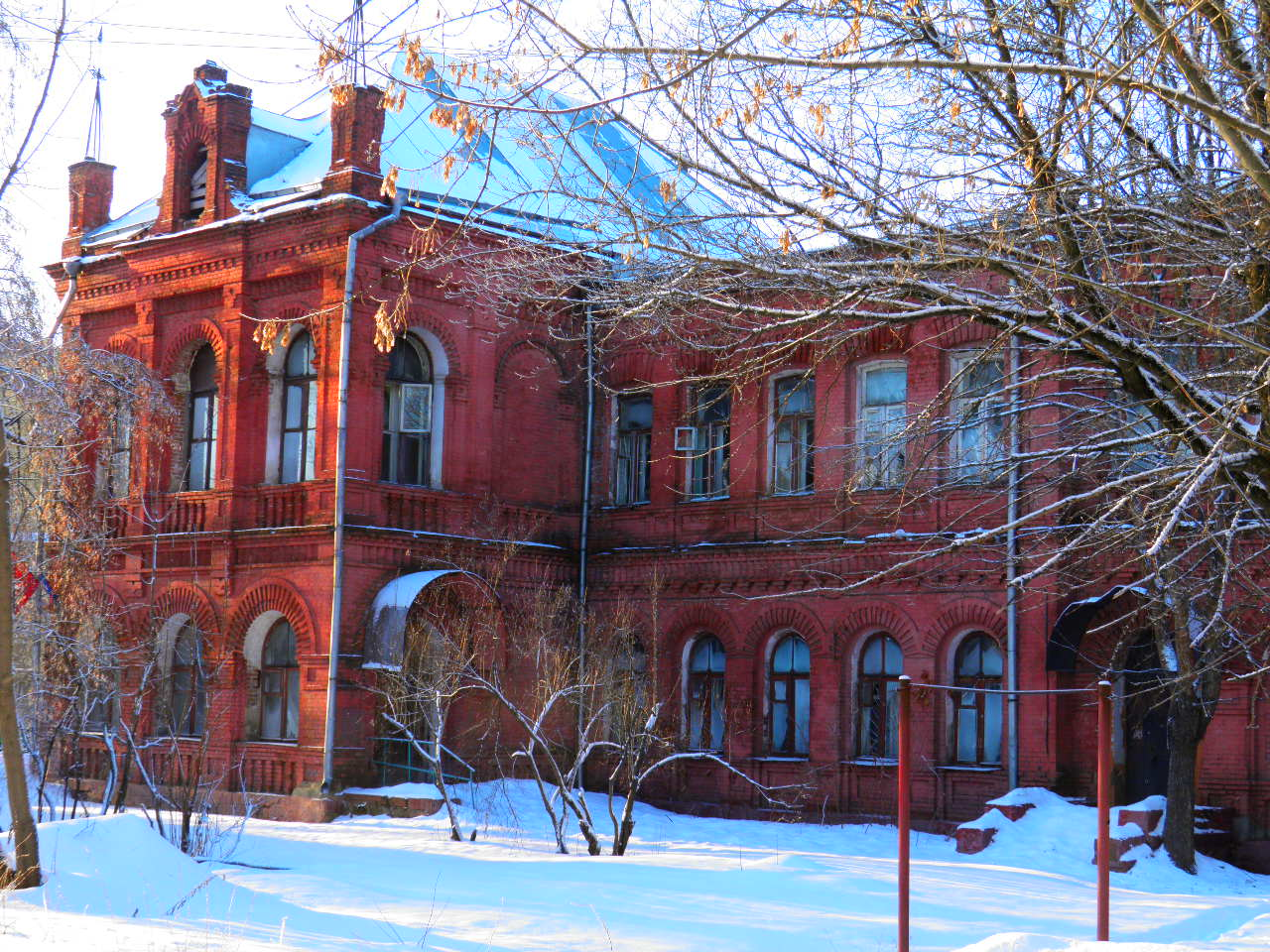